# 中央新幹線
中央新幹線（ちゅうおうしんかんせん）は、東京都から大阪市に至る新幹線の整備計画路線である。
日本政府による整備計画における正式名称は「中央新幹線」だが、新幹線で初となる超電導リニアを採用する路線であることから、東海旅客鉄道（JR東海）が開設した解説ウェブサイトやマスコミ報道などでは「リニア中央新幹線」という通称でも呼ばれている。

## 概要
高速輸送を目的としているため、直線的な経路で最高設計速度505 km/hの高速走行が可能な超電導磁気浮上式リニアモーターカー「超電導リニア」により建設される。2011年（平成23年）5月26日に整備計画が決定され、営業主体および建設主体に指名されていた東海旅客鉄道（JR東海）が建設すべきことが同年5月27日に定められた。
首都圏 - 中京圏間の2027年（令和9年）の先行開業を目指し、2014年（平成26年）12月17日に同区間の起工式が行われた。完成後は東京（品川駅） - 名古屋駅間を最速で40分で結ぶ予定。ただし、JR東海は後述する静岡県の大井川の水を巡る問題などにより、2027年（令和9年）開業は困難との見解を2020年（令和2年）7月時点で示しており、2023年（令和5年）12月14日に開かれた取締役会において、開業時期を2027年（令和9年）以降に変更することを決定し、同日午後にその変更を国土交通省へ申請していたが、2024年（令和6年）3月には2027年開業も断念し、開業は2034年（令和16年）以降となり、さらに2025年には開業見通しが2035年（令和17年）以降になったと報じられている。
東京都 - 大阪市の全線開業は最短で2037年（令和19年）の予定で、東京 - 大阪間を最速67分で結ぶと試算され、東海道新幹線と比較して所要時間を大幅に短縮できると見込まれている。
東京都 - 大阪市の間をほぼ直線で結んだ経路が予定され、それによると経由地は甲府市（山梨県）附近、赤石山脈（南アルプス）中南部、名古屋市（愛知県）附近、奈良市（奈良県）附近とされており、東海道新幹線のバイパス路線としての性格を強く持つ。国鉄は1972年（昭和47年）からリニアモーターカー（後の超電導リニア）の開発に着手した。当初、リニアモーターカーによる超高速新幹線として第二東海道新幹線が構想されていたが、中央新幹線の計画と統合された。そのため中央新幹線はリニア方式で建設され、リニアモーターカーは中央新幹線で実用化されると考えられてきた。
なお、新幹線の基本計画路線であり、2011年（平成23年）5月には整備計画も決定されたが、整備新幹線には含まれない。
日本経済がオイルショック後に低成長に転じたことなどから新幹線の建設は全体的に停滞したが、バブル期には東海道新幹線の輸送量が急伸し、近い将来に輸送力が逼迫すると考えられたことから中央新幹線が注目され、超電導リニア方式での建設を前提として、JR東海による建設促進運動や沿線自治体による誘致運動が展開された。沿線各駅は東京や大阪へ1時間以内で到達できることから、首都機能移転議論のきっかけの一つにもなった。
また、建設の理由としては東海道・山陽新幹線が兵庫県南部地震の被害で長期間不通になった経験から、東海地震の予想被災地域を通過する東海道新幹線の代替路線が必要であることや、東海道新幹線自体の老朽化により長期運休を伴う改築工事の必要が生じる可能性があることが挙げられた。

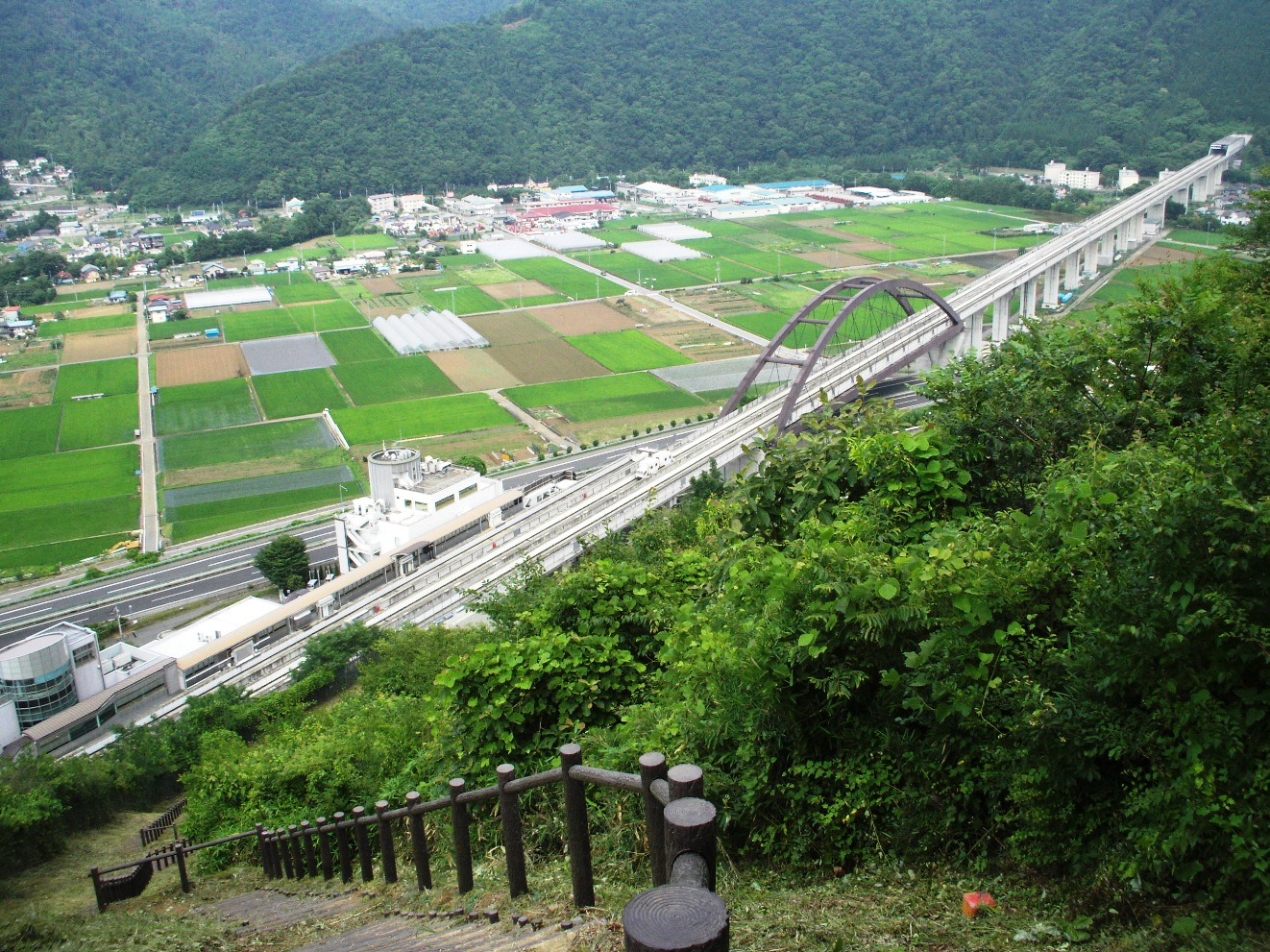
山梨リニア実験線
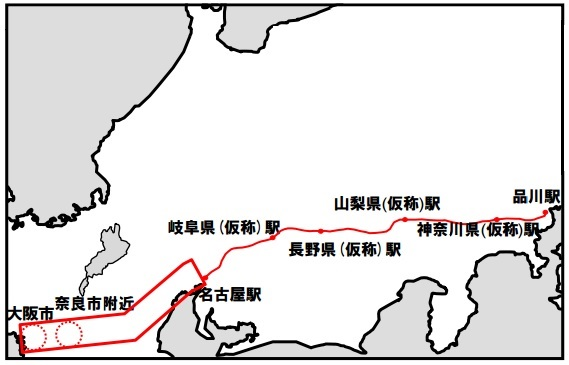
2016年（平成28年）10月時点の中央新幹線計画路線

### 路線データ（予定）
以下は、東京都 - 名古屋市間の概要である。
- 路線距離（実キロ）：285.6 km[2]
- 駅数：6（起終点駅含む）[2]
- 複線区間：全線複線[4]
- 電化区間：全線電化（交流 33,000 V）[4]
- 走行方式：超電導磁気浮上方式[8]
- 最高設計速度：505 km/h[8]
- 最小曲線半径：8,000 m[2]
- 最急勾配：40 ‰[2]
- 車両基地：関東車両基地（仮称、神奈川県相模原市緑区鳥屋）および中部総合車両基地（仮称、岐阜県中津川市千旦林）の2か所[2]
- 構造種別延長割合
  - 路盤：2 % (4.1 km)
  - 橋梁：4 % (11.3 km)
  - 高架橋：8 % (23.6 km)
  - トンネル：86 % (246.6 km)

## 設置予定駅
品川駅と名古屋駅は、既設の駅に中央新幹線の駅を併設する計画である。その他の駅名は仮称である。
名古屋市から大阪市までの詳細なルートは未定であるが、周辺の自治体や経済界により駅の誘致活動が行われている（駅の建設位置・費用節参照）。大阪市内の駅についてJR東海は新大阪駅への併設を予定し、大阪府や大阪市もこれに同意している。
いずれの駅もきっぷを販売するスペースは設置されない。
| 駅名       | 営業 キロ | 接続路線 | 所在地                                                                | 座標                                                                |
| ---------- | --------- | --- | --------------------------------------------------------------------- | ------------------------------------------------------------------- |
| 品川駅     | 0.0       | 東海旅客鉄道： 東海道新幹線 東日本旅客鉄道： 山手線（JY 25）・ 京浜東北線（JK 20）・ 東海道本線（JT 03）・ 上野東京ライン・ 横須賀線・総武本線（JO 17） 京浜急行電鉄： 本線（KK 01） | 東京都港区港南二丁目                                                  | 北緯35度37分49秒 東経139度44分25秒 / 北緯35.63028度 東経139.74028度 |
| 神奈川県駅 |           | 東日本旅客鉄道： 横浜線（橋本駅、JH 28）・■ 相模線（橋本駅） 京王電鉄： 相模原線（橋本駅、KO45） | 神奈川県相模原市緑区橋本 橋本駅付近                                   | 北緯35度35分34秒 東経139度20分43秒 / 北緯35.59269度 東経139.34519度 |
| 山梨県駅   |           | （身延線の小井川駅や甲府駅との間にシャトルバスを導入することを山梨県が検討） | 山梨県甲府市大津町字入田                                              | 北緯35度36分20秒 東経138度33分45秒 / 北緯35.6056度 東経138.5625度   |
| 長野県駅   |           | （飯田線の元善光寺駅や飯田駅との接続を飯田市が検討） | 長野県飯田市上郷飯沼                                                  | 北緯35度31分38秒 東経137度51分08秒 / 北緯35.5272度 東経137.8522度   |
| 岐阜県駅   |           | 東海旅客鉄道：CF 中央本線（美乃坂本駅、CF 18） | 岐阜県中津川市千旦林字坂本                                            | 北緯35度28分49秒 東経137度26分53秒 / 北緯35.4803度 東経137.4481度   |
| 名古屋駅   | 285.6     | 東海旅客鉄道： 東海道新幹線 CA 東海道本線（CA 68）・CF 中央本線（CF 00）・CJ 関西本線（CJ 00） 名古屋臨海高速鉄道： AN あおなみ線（AN 01） 名古屋市営地下鉄： 東山線（H 08）・ 桜通線（S 02） 名古屋鉄道：NH 名古屋本線（名鉄名古屋駅、NH 36） 近畿日本鉄道：E 名古屋線（近鉄名古屋駅、E 01） | 愛知県名古屋市中村区名駅                                              | 北緯35度10分18秒 東経136度52分50秒 / 北緯35.17167度 東経136.88056度 |
| （未定）   |           | （未定） | （未定）誘致市町村：三重県亀山市                                      | （未定）                                                            |
| （未定）   |           | （未定） | （未定）誘致市町村： - 奈良県奈良市 - 奈良県大和郡山市 - 奈良県生駒市 | （未定）                                                            |
| 新大阪駅   | 438.0     | 東海旅客鉄道： 東海道新幹線 西日本旅客鉄道： 山陽新幹線・■ 北陸新幹線（予定）・ 東海道本線（JR京都線）（JR-A46）・ おおさか東線（JR-F02）・なにわ筋線（計画中） 阪急電鉄： 新大阪連絡線（計画中） 大阪市高速電気軌道（Osaka Metro）： 御堂筋線（M 13）                                        | 大阪府大阪市淀川区西中島5丁目                                         | 北緯34度44分01秒 東経135度30分00秒 / 北緯34.7336度 東経135.5度      |

### 各駅の構造（予定）
| 配線分類   | 2面4線                                  | 2面4線（終着駅） |
| 構内予定図 |                                         |                  |
| 該当予定駅 | 神奈川県駅、山梨県駅 長野県駅、岐阜県駅 | 品川駅、名古屋駅 |

## 車両基地

### 関東車両基地
神奈川県相模原市緑区鳥屋付近に関東車両基地（仮称）が設けられる。神奈川県駅（仮称）の名古屋駅側に位置する。

### 中部総合車両基地
岐阜県中津川市に中部総合車両基地（仮称）が設けられる。岐阜県駅（仮称）の品川駅側に位置する。

## 車両
山梨リニア実験線の先行区間18 kmでは、1996年（平成8年）から2011年（平成23年）にかけてMLX01による試験が行われた。実験線全区間43 kmの完成後、2013年（平成25年）から営業用車両L0系での試験が開始されている。
L0系の試験車両は初期型試験車の先頭車を三菱重工業、中間車を日本車輌製造が製造したが、三菱重工業は発注元であるJR東海と製造コストの面で折り合えなかったことから、リニア新幹線車両の開発・製造から撤退している。改良型試験車の先頭車は日立製作所が製造している。

## リニア方式での建設
1990年（平成2年）には中央新幹線の通過予定地である山梨県都留市付近に山梨リニア実験線を建設する工事に着手した。過去の新幹線では先行して建設した実験線が実用路線の一部になってきたことから、事実上の中央新幹線着工と期待された。当初は総延長42.8 kmの複線路線が計画されたが、予算節減のため先行区間として18.4 kmのみを建設し、1997年（平成9年）より実験を開始した。
運輸省（現・国土交通省）超電導磁気浮上式鉄道実用技術評価委員会は2000年（平成12年）に「長期耐久性、経済性の一部に引き続き検討する課題はあるものの、超高速大量輸送システムとして実用化に向けた技術上のめどは立ったものと考えられる」と評価した。2005年（平成17年）には「実用化の基盤技術が確立したと判断できる」と総合技術評価した。2006年（平成18年）には「2016年度までに他の交通機関に対して一定の競争力を有する超高速大量輸送システムとして実用化の技術を確立することを目指す」と表明した。2011年（平成23年）の交通政策審議会中央新幹線小委員会による答申でも超電導リニア方式が適当とされ、整備計画もそれで決定された。

### 鉄軌道方式との比較
鉄軌道方式で建設される可能性も存在した。JR東海は鉄軌道での高速試験車両として955形新幹線高速試験電車（通称300X）を開発し、1995年（平成7年）から7年間にわたり走行試験を実施した。リニアには及ばないものの、東日本旅客鉄道（JR東日本）の新幹線E5系電車は2013年（平成25年）3月から最高速度320 km/hで営業運転を実施している。また、鉄軌道方式であれば山陽新幹線への直通、および東海道新幹線との共通運用も可能になる。
このような理由から鉄軌道方式を推す意見も一部にあったものの、事業主体であるJR東海は自己負担による超電導リニア方式（超電導磁気浮上方式）での建設を発表し、国土交通省はJR東海に対し超電導磁気浮上方式による建設を指示した。なお、2009年（平成21年）に発表されたJR東海の試算には、超電導リニア方式との比較のため、在来型新幹線方式の試算も併記されている。

#### 消費エネルギーの比較
1座席（＝1乗客）が1 km移動するのに必要な電気エネルギーの比較
- リニア新幹線：90 - 100 Wh / 座席・km[43]
- 鉄軌道の新幹線（「のぞみ」） ： 29 Wh / 座席・km[43]

つまり、リニア（中央）新幹線は、同じ1名の乗客が同じ距離を移動するのに、従来の鉄軌道の新幹線の3倍ほどの電力を消費すると推算される。ただし、両者の表定速度（所要時間）は大幅に異なる。

## ルート

### 検討されていたルート

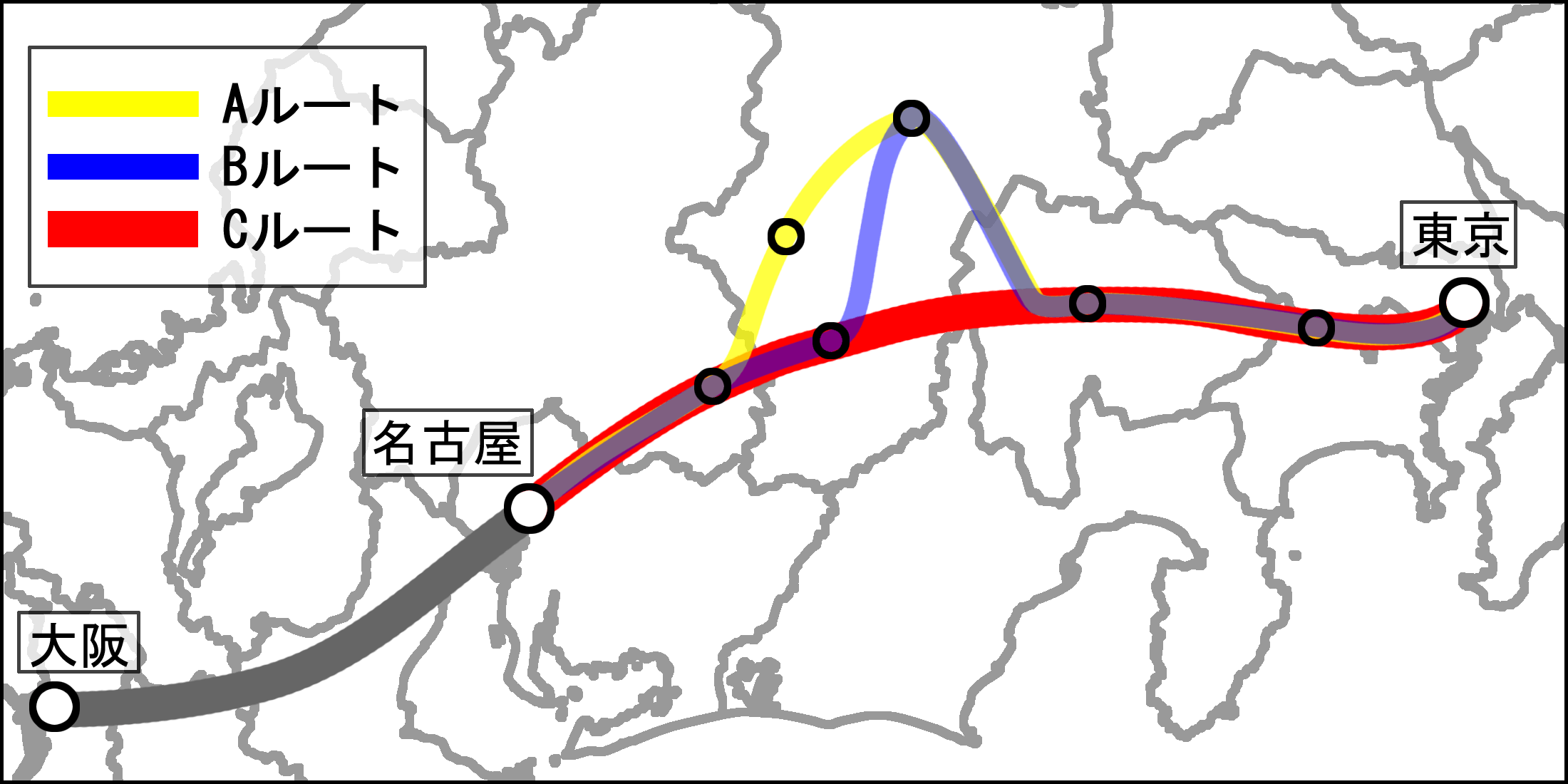
検討されていたルート

首都圏から相模原市付近、山梨リニア実験線を経由し、名古屋に至るまでのルートとして下記の3案が検討されていた。
1. Aルート：木曽谷ルート （山梨県甲府市付近から木曽谷を経て愛知県名古屋市へ至る大回りルート）
2. Bルート：伊那谷ルート （山梨県甲府市付近から伊那谷を経て愛知県名古屋市へ至る迂回ルート）
3. Cルート：南アルプスルート （山梨県甲府市付近から赤石山脈（南アルプス）を経て名古屋市へ至る直線ルート）

JR東海は、距離が短く経済合理性が高いとされる「南アルプスを貫く直線ルートでの建設は可能」とする地形・地質調査結果に基づき、Cルートでのリニア中央新幹線の建設方針を2008年（平成20年）10月21日に固めた。これに対し長野県が1989年（平成元年）の県内合意に基づきBルートによる建設を要望し、Cルートでの建設へは反対を取り続けていたため、リニア新幹線構想が頓挫しかねない場合の状況打開策として長野県を迂回する第4のルートが提案されるとの声もあがった。
Bルート支持・Cルート反対の立場を取ってきた長野県だが、2010年（平成22年）6月の交通政策審議会中央新幹線小委員会では特定のルートへの賛否を明言しない中立方針へと転換した。同年10月20日には、小委員会が「Cルート」（南アルプスルート、直線ルート）が費用対効果などで優位とする試算を発表し、中央新幹線のルートはJR東海が主張していたCルートで事実上、決着した。同年12月に小委員会が出した『中間とりまとめ』では、費用対効果、技術面での評価、環境の保全、地域の意見についてまとめたうえで「以上を総合的に勘案し、中央新幹線のルートとして南アルプスルートを採択することが適当と考えられる。」と結んでいる。これについて長野県は「最終的に国の判断は尊重すべき」としている。2011年（平成23年）5月12日、小委員会は「南アルプスルートを採択することが適当」とする最終答申をし、同26日には国の整備計画として「赤石山脈中南部」を経由地とする（Cルートでの）整備計画が決定された。
2013年（平成25年）9月、JR東海は『中央新幹線（東京都・名古屋市間）環境影響評価準備書』を公表し、東京と名古屋間のルートと駅の位置などについての計画を明らかにした。

### 試算
ルートの検討にあたり、各ルートの路線長、所要時間、需要量および費用などの試算が2009年（平成21年）に公表された。これによる試算の結果は下記の通りである。超電導リニア方式との比較のため、在来型新幹線方式の試算も併記されている。
| ルート              | 方式         | 路線長 | 所要時間  | 輸送需要量 （2025年） | 建設工事費  | 維持運営費  | 設備更新費  |
| ------------------- | ------------ | ------ | --------- | --------------------- | ----------- | ----------- | ----------- |
| A. 木曽谷ルート     | 超電導リニア | 334 km | 46分      | 156億人キロ           | 5兆6300億円 | 1770億円/年 | 0670億円/年 |
| A. 木曽谷ルート     | 在来型新幹線 | 334 km | 1時間27分 | 072億人キロ           | 4兆4500億円 | 1120億円/年 | 0370億円/年 |
| B. 伊那谷ルート     | 超電導リニア | 346 km | 47分      | 153億人キロ           | 5兆7400億円 | 1810億円/年 | 0680億円/年 |
| B. 伊那谷ルート     | 在来型新幹線 | 346 km | 1時間30分 | 068億人キロ           | 4兆5000億円 | 1140億円/年 | 0370億円/年 |
| C. 南アルプスルート | 超電導リニア | 286 km | 40分      | 167億人キロ           | 5兆1000億円 | 1620億円/年 | 0580億円/年 |
| C. 南アルプスルート | 在来型新幹線 | 286 km | 1時間19分 | 082億人キロ           | 4兆1800億円 | 1030億円/年 | 0330億円/年 |

| ルート              | 方式         | 路線長 | 所要時間  | 輸送需要量 （2045年） | 建設工事費  | 維持運営費  | 設備更新費  |
| ------------------- | ------------ | ------ | --------- | --------------------- | ----------- | ----------- | ----------- |
| A. 木曽谷ルート     | 超電導リニア | 486 km | 1時間13分 | 396億人キロ           | 8兆9800億円 | 3290億円/年 | 1250億円/年 |
| A. 木曽谷ルート     | 在来型新幹線 | 486 km | 2時間08分 | 198億人キロ           | 6兆7100億円 | 1890億円/年 | 0610億円/年 |
| B. 伊那谷ルート     | 超電導リニア | 498 km | 1時間14分 | 392億人キロ           | 9兆0900億円 | 3330億円/年 | 1270億円/年 |
| B. 伊那谷ルート     | 在来型新幹線 | 498 km | 2時間11分 | 190億人キロ           | 6兆7700億円 | 1920億円/年 | 0620億円/年 |
| C. 南アルプスルート | 超電導リニア | 438 km | 1時間07分 | 416億人キロ           | 8兆4400億円 | 3080億円/年 | 1160億円/年 |
| C. 南アルプスルート | 在来型新幹線 | 438 km | 2時間00分 | 219億人キロ           | 6兆4000億円 | 1770億円/年 | 0560億円/年 |

### 決定されたルート
2011年（平成23年）6月7日、JR東海は東京・名古屋間のルートおよび駅位置のその時点での計画を発表した。調査の結果、東京都は品川駅、神奈川県は相模原市緑区、山梨県は峡中地域、岐阜県は中津川市西部、愛知県は名古屋駅に駅が設置される予定だと発表された。別途選定するとされていた長野県は、2011年（平成23年）8月5日、高森町・飯田市北部に駅を設置する予定であることが発表された。
2013年（平成25年）9月にJR東海が公表した『中央新幹線（東京都・名古屋市間）環境影響評価準備書』によると、東京都港区と名古屋市にターミナル駅を置き、神奈川県相模原市、山梨県甲府市、長野県飯田市、岐阜県中津川市に中間駅を置くという計画になっている。

### 名古屋以西のルート
名古屋以西のルートについては、基本計画（昭和48年11月15日運輸省告示第466号）の主要な経過地で「奈良市附近」とあるのみで、具体的なルートは記されていない。経由地付近の自治体では中間駅の検討、誘致運動が行われている（後述）。

## 通過予定の自治体

### 東京駅 - 名古屋駅間
- 東京都
  - 港区 - 品川区 - 大田区 - 世田谷区 - 大田区
- 神奈川県
  - 川崎市（中原区 - 高津区 - 宮前区 - 麻生区）
- 東京都
  - 町田市
- 神奈川県
  - 相模原市（中央区 - 緑区）
- 山梨県
  - 上野原市 - 都留市 - 大月市 - 都留市 - 大月市 - 笛吹市 - 甲府市 - 中央市 - 南アルプス市 - 南巨摩郡富士川町 - 南巨摩郡早川町
- 静岡県
  - 静岡市（葵区）
- 長野県
  - 下伊那郡大鹿村 - 下伊那郡豊丘村 - 飯田市 - 下伊那郡阿智村 - 木曽郡南木曽町
- 岐阜県
  - 中津川市 - 恵那市 - 瑞浪市 - 可児郡御嵩町 - 可児市 - 多治見市
- 愛知県
  - 春日井市 - 名古屋市（守山区 - 北区 - 東区 - 中区 - 西区 - 中村区 ）

### 名古屋駅 - 新大阪駅間
名古屋駅 - 新大阪駅間のルートは未定である。
- 愛知県
  - 名古屋市（中村区）
- 三重県
  - 亀山市
- 奈良県（または滋賀県、京都府）
- 大阪府
  - 大阪市（淀川区）

## 実現に向けた動き

### リニア中央新幹線建設促進期成同盟会
1979年（昭和54年）、9都府県により「中央新幹線建設促進期成同盟会」が発足（参加自治体は東京都、神奈川県、山梨県、長野県、岐阜県、愛知県、三重県、奈良県、大阪府）。その後、1988年（昭和63年）に「リニア中央エクスプレス建設促進期成同盟会」、2009年（平成21年）に現在の「リニア中央新幹線建設促進期成同盟会」に改称した。早期実現に向けて広報啓発・調査・要望活動などを積極的に行い、年に1回「リニア中央新幹線建設促進期成同盟会総会」を開催している。事務局は愛知県地域振興部交通対策課にあり、愛知県知事の大村秀章が会長を務めている。
また東京都を除く8府県には、それぞれの府・県知事が会長を務める「リニア中央新幹線建設促進○○県期成同盟会」（○○には府県名が入る。長野県はリニア中央新幹線建設促進長野県協議会、大阪府はリニア中央新幹線等建設促進大阪協議会）が設立されている。

### 国会議員連盟
国会議員連盟には超党派議連による「リニア中央新幹線建設促進国会議員連盟」（1988年〈昭和63年〉設立、2008年〈平成20年〉改称）と自由民主党議連による「リニア中央新幹線建設促進議員連盟」（1978年〈昭和53年〉設立、2008年〈平成20年〉改称）、民主党議連による「民主党リニア中央新幹線推進議員連盟」（2008年〈平成20年〉設立）が存在する。

### JR東海
東海道新幹線を抱えるJR東海は、会社設立時からリニア建設に積極的であり、1987年（昭和62年）7月には社内にリニア対策本部を設けている。
1990年（平成2年）2月、運輸大臣（当時）はJR東海および日本鉄道建設公団に対し、中央新幹線の整備計画決定に向けて地形や地質などの調査を全線にわたり行うよう指示した。JR東海は中央新幹線を「中央リニアエクスプレス」と称して、東海道新幹線主要駅にリニア車両の実物大模型を展示するなど建設へ向けたキャンペーンを展開した。
ただし、当時JR東海がリニア建設に積極的だったのに対して、首都圏エリアや中央東線の在来線を担当するJR東日本が疑念を示すなどして、一部で対立が見られた。
その後、東海道新幹線は品川駅新設（「品川駅#JR東海」参照）などの輸送力増強策に加え、バブル崩壊後の輸送量頭打ちにより輸送需給が逼迫する可能性が遠のいたため、中央新幹線建設の動きも一旦は低調になった。しかし、景気の回復により再び2003年（平成15年）から輸送量が増加に転じたことから、JR東海は再び中央新幹線のリニア方式での建設に乗り出した。
2005年（平成17年）に開催された2005年日本国際博覧会（「愛知万博」「愛・地球博」）では、JR東海は「超電導リニア館」を出展した。会場にはMLX01-1の実物が展示され、来場者が実際に車中に入ることもできた（なお、JR東海は1989年〈平成元年〉に開催されたこうふ博'89などの地方博覧会でもリニアモーターカーに関するパビリオンを出している）。
2006年（平成18年）9月25日、JR東海は独自資金3550億円を投入して山梨リニア実験線の未建設区間を建設して当初計画通りの42.8 kmに延伸することを発表した。同時にこれまでの実験に基づいて開発された経済性や耐久性を高めた機器を導入し全面的に設備を更新するほか、実用時に近い長編成の車両や大深度地下を想定し長編成にも対応した駅設備も導入する。本計画は2007年（平成19年）には国土交通省に認可され、2008年（平成20年）5月30日に延伸工事が着工された。
2007年（平成19年）4月26日に東海道新幹線の輸送量が過去最高となった2006年（平成18年）度の決算短信が発表され、首都圏 - 中部圏 - 近畿圏を結ぶ東海道新幹線の発展的・代替的バイパスを自らのイニシアティブのもとに推進・実現するための第一局面として、2025年（令和7年）に首都圏 - 中部圏でリニアモーターカーを使った中央新幹線の営業運転開始を目指す方針が明記された。これにより、具体的な工事計画、ルート、建設費用の負担などの検討を開始することとなった。
2007年（平成19年）10月16日にJR東海は東京 - 名古屋間の用地買収を含む建設費を4兆から6兆円と試算していることを明らかにした。1 km当たりの建設費は平均すると150億から200億円と試算しており、これは東京 - 名古屋間を最短距離である280 kmで結ぶことを前提としている。また、山梨県から長野県にまたがる区間は、南アルプス（赤石山脈）にトンネルを掘る計画を打ち出し、実現可能かの検討を開始した。
2007年（平成19年）10月23日には、JR東海が南アルプス付近で地形・地質調査を行うことを決定した。中央新幹線の南アルプスでのトンネル建設の可能性を探るのが目的とみられている。リニア中央エクスプレス建設促進期成同盟会が作成した中央新幹線のルート概略図では、長野県内で南アルプスを避けるようにカーブを描くため、この概略図通りに建設された場合は時間的なロスが想定されていた。もし、南アルプスにトンネルが建設された場合、ほぼ直線に近いルートになることに加え走行距離も短くなるため、建設促進期成同盟会が想定したルートよりも所要時間を短縮できる。トンネルの建設工事に伴い、建設費が膨らむことも予想されるが、JR東海は諏訪地域を通るBルートで建設するより用地買収費が安くなるとしている。なお、中央自動車道は当初、東京から南アルプスを貫通して愛知県に至るルートで計画され、一部建設を開始していたが、建設費の増大や、当時の技術力不足などを理由に現在のルートに変更された経緯がある。現在の中央自動車道富士吉田線は、その旧計画による先行建設部分である。
2007年（平成19年）12月25日に、JR東海は超電導リニア方式による東海道新幹線バイパスとして首都圏 - 中部圏間の中央新幹線を全額自己負担で建設することを発表した。路線距離は約290 km、総事業費は約5.1兆円、具体的な資金調達方法は未定としたが、試算では開業8年目には2007年（平成19年）度と同水準の長期債務残高に戻り、自力（東海道新幹線の黒字と、借入金による資金調達）で建設しても財務の健全性に問題ないとの説明を行った。また、全額自己負担での建設が実現した場合、民間企業が独力で開業する初の新幹線となるが、地元の要望で建設される途中駅については、地元に建設費用の負担を求めるものとした。今後、実用化・建設にあたっては全国新幹線鉄道整備法に則る方向も打ち出した。
2007年（平成19年）12月28日に、JR東海がこれまで「首都圏」としてきた中央新幹線の乗り入れ先を、東京駅、品川駅、新横浜駅の3駅に絞り込んでいること、「中部圏」での乗り入れ先を名古屋駅と見込むことを明らかにした。これには、既存の東海道新幹線と接続し、利用客が東海道・中央の両新幹線を容易に選択できるようにすることで利便性を高める狙いがあることも示した。時事通信社によれば、首都圏の乗り入れ候補駅のうち有力視するのは、東海道新幹線などの主要路線の起点である東京駅、またはJR東海が拠点化を進めている品川駅のいずれかであり、ルートは山梨リニア実験線の東端となる山梨県上野原市からさらに延伸させ東京都心を深さ40 m超の大深度地下トンネルで貫く構想であるとされた。ただし、建設条件などで都心ルートが困難になった場合は新横浜駅とするか、または同駅を経由して東海道新幹線と並走し、東京駅に乗り入れる可能性も残した。
2008年（平成20年）1月23日には、共同通信社によってJR東海の松本正之社長（当時）へのインタビューが行われた。このインタビューの中で松本社長は、中央新幹線の開業後は、既存の東海道新幹線の停車駅数を増やすことで、生活密着型の鉄道路線として、中央新幹線との差別化を図る考えを示した。中央新幹線を都市間の超高速専用線と位置づけ、現在の「のぞみ」の役割を中央新幹線が担うことで、停車駅を増やすことができるようになり、沿線の利便性の向上が見込めるとの指摘である。
2008年（平成20年）2月20日にJR東海の葛西敬之会長（当時）が東京都内で講演し、中央新幹線の運賃は東海道新幹線より数百円から千円高い程度にすると述べた。また、「グリーン」や「普通」などの区分を設けず、全席指定とする考えを示した。
2008年（平成20年）7月3日にJR東海の松本正之社長（当時）による記者会見が行われ、松本社長は首都圏の中央新幹線の乗り入れ先として、品川駅が有力であるとの見方を示した。東京都心からの距離に加えて、新幹線などとの接続を考慮すると東京駅もしくは品川駅に絞られ、建設の難易度からすると、東京駅のほうが難しいと述べた。
2008年（平成20年）11月7日、JR東海の葛西会長（当時）が名古屋市内で講演し、「東京、名古屋、大阪では新幹線とリニアのどちらでも乗り換えが可能にしたい」と中央新幹線の新大阪駅乗り入れの意向を示した。
2009年（平成21年）1月29日、JR東海の松本社長（当時）は読売新聞のインタビューに答え、中央新幹線の車両編成は「10両以上は必要」として東海道新幹線の16両編成に近づける考えと、運賃について東海道新幹線の1.4倍を下回る範囲で検討を進める意向を示した。
2009年（平成21年）2月20日、JR東海は中央新幹線建設に向けて業務量が増えるため、技術職を中心に人材を確保することを狙い、2010年（平成22年）の新規採用者数を過去最高の1030人にすると発表した。
2009年（平成21年）6月18日、検討中の3案のルートに対する、路線長および建設工事費に関する試算を、また2009年（平成21年）7月21日には維持運営費、設備更新費、輸送需要量に関する試算をそれぞれ公表した（前述の項を参照）。これは2008年（平成20年）12月に金子一義国土交通大臣による指示の下で試算がなされた。
2009年（平成21年）8月5日には、JR東海の葛西会長（当時）が東京都内で講演し、中央新幹線が名古屋まで開通した場合には「ひかりとこだまの列車体系に戻る」と述べ、「のぞみ」は廃止する意向を示した。
2009年（平成21年）9月27日、JR東海が中央新幹線を大阪まで延伸した場合、全体の工事費が7兆 - 8兆円になるという試算をまとめた。
2010年（平成22年）1月8日に名古屋市内で開かれた地元経済界の賀詞交歓会において、葛西会長（当時）が、2025年（令和7年）開業予定（当時）の東京 - 名古屋間のうち、可能な区間から前倒しして開業させること、その区間としては神奈川 - 山梨間が有力であることを明らかにした。翌日の各紙は揃ってこれを報じた。ただし、その先行開業の時期について葛西は「言える段階ではない」とした。
2010年（平成22年）4月28日、JR東海は東京 - 名古屋間の中央新幹線の開業時期を当初計画の2年遅れの2027年（令和9年）にすると発表した。景気低迷の影響で東海道新幹線の利用が落ち込み、今後の資金計画を見直した。
2010年（平成22年）11月24日、2020年前後に相模原市 - 甲府市周辺の先行開業を検討中と報じられた。
2010年（平成22年）12月8日、中央新幹線のルート計画から外れる横浜市、京都市、そして中央新幹線自体が通る計画すら無い兵庫県神戸市の各周辺の利用者に考慮し、JR東海山田佳臣社長（当時）が、前年の当時の会長の発言とは一転して、東海道新幹線の「のぞみ」を残す考えを示した。
2011年（平成23年）5月20日、国土交通大臣がJR東海を中央新幹線の営業主体および建設主体に指名した。同年5月27日、国土交通大臣がJR東海に対して中央新幹線の建設を行うよう指示した。
2011年（平成23年）5月30日、JR東海は、山陽新幹線との利便性を考慮し、リニア中央新幹線の大阪駅を現在の新大阪駅がある場所とする方針を初めて明らかにした。
2011年（平成23年）9月30日、工事期間に余裕がないことなどを理由に、JR東海が神奈川山梨間先行開業を断念したことが報じられた。

### 中央リニア新幹線基本スキーム検討会議
2004年（平成16年）、国土交通省鉄道局長の私的諮問機関「中央リニア新幹線基本スキーム検討会議」は2000年（平成12年）のデータに基づいた試算結果を公表した。

#### 工事前提条件 東京-大阪間
- 工期は7年から10年。
- 全ルート約500 km、そのうちトンネルは約60 %、東京圏・名古屋圏・大阪圏の約100 km区間は大深度地下を使用。
- 沿線9都府県（東京都、神奈川県、山梨県、長野県、岐阜県、愛知県、三重県、奈良県、大阪府）にそれぞれ1駅ずつ、計9駅を設置。
- 1 km当りの建設コストは約170億から180億円。
- 全体の建設コストは約7兆7000億から9兆2000億円。
- リニア車両1両約8億円。
- 1時間当たり10往復運転。必要車両約800から900両。
- 全体の車両コストは約6400億から7200億円。

#### 旅客輸送前提条件 2020年開業
- 経済成長率が0%、1%、2%の3パターンを想定。
- 運賃水準15,000円から17,000円と想定（2004年〈平成16年〉発表時、東京駅 - 新大阪駅間「のぞみ」通常期14,050円。）
- 需要予測値
  - リニア新幹線 254億から345億人キロ。
  - 東海道新幹線 203億から238億人キロ（2000年〈平成12年〉実績397億人キロ、2006年〈平成18年〉度実績445億人キロ）
  - リニア+東海道新幹線 457億から583億人キロ。
  - 全体需要は、2000年〈平成12年〉との比較で1.24から1.44倍。
  - リニア中央新幹線を建設しなかった場合、東海道新幹線のみの需要予測は390億から433億人キロ。

### スーパー・メガリージョン構想検討会
「国土形成計画」（2015年〈平成27年〉閣議決定）において、中央新幹線によるスーパー・メガリージョンの形成が期待され、その効果を最大化し、全国に波及させるための取組が必要としており、2017年（平成29年）9月22日から国土交通省国土政策局において国・地方公共団体・経済団体のビジョンの構築を図るべく「スーパー・メガリージョン構想検討会」を実施している。

## 建設に向けての課題

### 建設資金の問題
「リニア中央エクスプレス建設促進期成同盟会」の試算によると、経済効果は最大21兆円になるとされる。総投資額約8.3兆円から9.9兆円といわれる資金調達は明確ではないが、2017年（平成29年）には東海道新幹線施設購入費の支払いがほぼ終了するという見通しを示している。また建設費を圧縮するため、山梨リニア実験線では延伸工事に合わせ、より経済的な設計の軌道や駅設備等を設置して実証する予定である。
JR東海は首都圏 - 中部圏間を超電導リニアによる東海道新幹線バイパスとして、地元自治体に建設資金を負担させる中間駅を除くインフラを全額自己負担で建設する計画を発表している。事業費のうち約3兆円は日本国政府から財政投融資（年利0.8%強）で借り入れた。ただし、静岡県によるトンネル着工反対で品川 - 名古屋の2027年（令和9年）開業が遅れると、収入の逸失と金利や設備関連の負担が毎年発生する。

### 運営会社の問題
JR東海は、自社収入の85 %（当時）を稼ぎ出す東海道新幹線の代替路線として中央新幹線を位置付け、東海道新幹線が更新工事で長期間運休することも念頭に、発足当初から中央新幹線の建設を働きかけていた。1988年（昭和63年）、JR東海が中央新幹線を自社で運営することを前提に山梨実験線の建設費を負担する案が浮上すると、JRグループ内で対立が生じた。中でも東京圏でライバル関係にあるJR東日本は「JR東海の独走が認められたわけではない」と強く反発。JR東日本や西日本旅客鉄道（JR西日本）の在来線への影響を考慮せず、リニアの運営を独占しようとしていると激しく非難した。
1989年（平成元年）3月、JR東海とJR東日本、JR西日本、運輸省の幹部が極秘の会合を開いたと報道されている。『朝日新聞』によれば、この場で「中央新幹線をJR東海が一元的に経営する」「東京-甲府間と大阪-奈良間の在来線の収入減の影響は、各社間で経費配分する」ことが合意されたという。
同年12月4日、江藤隆美運輸大臣（当時）は記者会見で、中央リニアをJR東海が一元的に管理するというJR3社の合意に異論はない、山梨実験線の建設費を負担するJR東海の役割は当然念頭においている旨を発言した。JR東海は、実験線建設費を負担するのは自社がリニアの経営主体になれることが前提だと発言した。1990年（平成2年）6月8日、運輸省は山梨実験線の建設計画作成をJR東海に指示した。22日、運輸省は公式に「中央新幹線の経営は、JR東海が東海道新幹線の経営と一元的に行う」ことを確認した。
2007年（平成19年）、JR東海が自己資金による中央新幹線建設を表明して以降も、JR東海は1990年（平成2年）の運輸省確認を根拠に自社一体経営を掲げている。しかし、中央新幹線のルートや駅の位置によっては、JR東日本の在来線の経営に影響を及ぼす可能性もあるとの指摘もある。

### 天候問題
新幹線は、東海道新幹線の関ヶ原付近で雪の影響を強く受けた経験から後に積雪地帯に建設された区間では排雪や消雪に対応した軌道設備、車両構造を開発して解決したほか、東海道新幹線で採用したバラスト軌道では雨に弱いため山陽新幹線以降は徐々にスラブ軌道を採用することで天候対策をしてきた。中央新幹線では明かり区間全てをコンクリート製の防音フードで覆うことにより、騒音対策のみならず雨風ともに防ぐことで雨天強風による運転見合わせを大きく減らすとしている。

### 地形・地質問題
赤石山脈（南アルプス）など多くの山を通過するため地形・地質問題のクリアも課題となっている。赤石山脈付近のルートの案は、長野県の木曽谷を南下する「木曽谷ルート」、同県の伊那谷を通る「伊那谷ルート」、赤石山脈を貫通する「南アルプスルート」の3つがあり（検討されていたルートを参照）、2008年（平成20年）時点には伊那谷ルートと南アルプスルートのいずれかにほぼ絞り込まれている。長野県や諏訪地域、上伊那地域の自治体などは伊那谷ルートを支持しているが、JR東海は最短距離で建設できる南アルプスルートを考えており、糸魚川静岡構造線の大断層帯を長大トンネルで貫通することになるため、地質調査を行い、同年10月に適切な施工法を選択すれば建設可能との調査結果をまとめた。
なお、同年10月3日、同月4日付の『中日新聞』によるとCルート（南アルプスルート）が有力となっており、同月7日の『朝日新聞』によれば、JR東海は南アルプスルートで建設する方針を固め、2008年（平成20年）12月26日、葛西会長が東京都内で会見を行って「実現可能なのは直線ルートだけ」と強調した。
2020年（令和2年）11月1日の報道によると、JR東海が「（中央新幹線建設）工事に伴って大井川中・下流域の水資源の利用に影響を及ぼさないようにする」と主張してきた事に対して、静岡県はゼロリスクに否定的で、JR東海に対して工事によるリスクゼロが不可能なことを前提とし、環境への影響を回避・低減するように求めていると伝えている。

### 車窓から景色が見えない問題
中央新幹線では明かり区間全てをコンクリート製の防音フードで覆うことにより、防音・防水・防風を行うとしている。ただコンクリート製ゆえ車内から景色が見えなくなる問題点がある。
JR東海では対応策としてコンクリート製の防音フードに絵を描くことを検討している。

### 駅の建設位置・費用
JR東海は、東京から名古屋までを建設する時点では、沿線の各県に1駅ずつ中間駅を建設する構想を示している。途中で通過する県は神奈川、山梨、長野、岐阜の4県で、これら各県でどこに中間駅を建設するかの検討・誘致が行われている。なお、JR東海の松本正之社長（当時）は1県に1駅ずつ設置するのが適切だとの考えを表明している。これに対し金子一義国土交通大臣（当時）は1県に1駅は合理的な判断と評価した。
2009年（平成21年）12月11日には中間駅の建設費として、1駅あたり地上駅は350億円（全体整備費は460億円）地下駅は2,200億円とする試算を公表した。また、神奈川県と奈良県は地下駅を想定していることも同時に公表した。JR東海は当初、これら中間駅の建設費用は全額の地元負担を要望していたが2011年（平成23年）11月21日、JR東海が全額負担することを表明した。また、2013年（平成25年）5月13日にはJR東海が用意する中間駅の地上駅のイメージを、同年7月24日には地下駅のイメージをそれぞれ公表したが、中間駅は待合室、切符売り場などが存在しないという既存駅と比較して簡略化した構造としている。
なお、東京都 - 愛知県間の正式なルートおよび詳細な駅位置については2013年（平成25年）秋に決定する見込みとしていた。その後、JR東海は同年9月18日に発表することを公表し、予定通り18日に公表された。

#### 東京都
基本計画当初から始点は東京都とされている。JR東海では始発駅の候補として東京駅、品川駅（いずれも東京都）、新横浜駅（横浜市）の3つを挙げていたが、品川駅とする方針を固めた。品川駅選定の理由は、地下空間が空いていた点と羽田空港へのアクセスを考慮したためであるが、さらに、JR東海が品川駅を東京でのターミナル駅に位置付けていることも関係する。なお東京駅は地下にJR東日本の在来線（京葉線、総武快速線、横須賀線）と地下鉄が入り組んでいるため、空間が空いていないと判断され、未調査で打ち切りになっているが、これについてはJR東日本への対抗意識があるのではないかという見方もある。品川駅に方針が固まったことで、東北・上越・北陸新幹線からの接続の悪さが指摘されている。その後、JR東海が進める案では、品川駅付近に南北方向で設置することが発表された。中央新幹線の品川駅は東海道新幹線の駅と東側道路の下に設けることが公表されている。工事に際して工事用車両をその都度大井車両基地との間で回送させる時間を節約するため、品川駅の東京駅寄りにある引込線に留置させ、その脇にある東京保線所から一部の資材を搬入したり、品川駅プラットホーム下を資材や工具の仮置き場としたりするなどの工夫が採られている。
非常口については、2018年（平成30年）11月28日に品川区北品川の「北品川非常口」工事現場を報道初公開した。

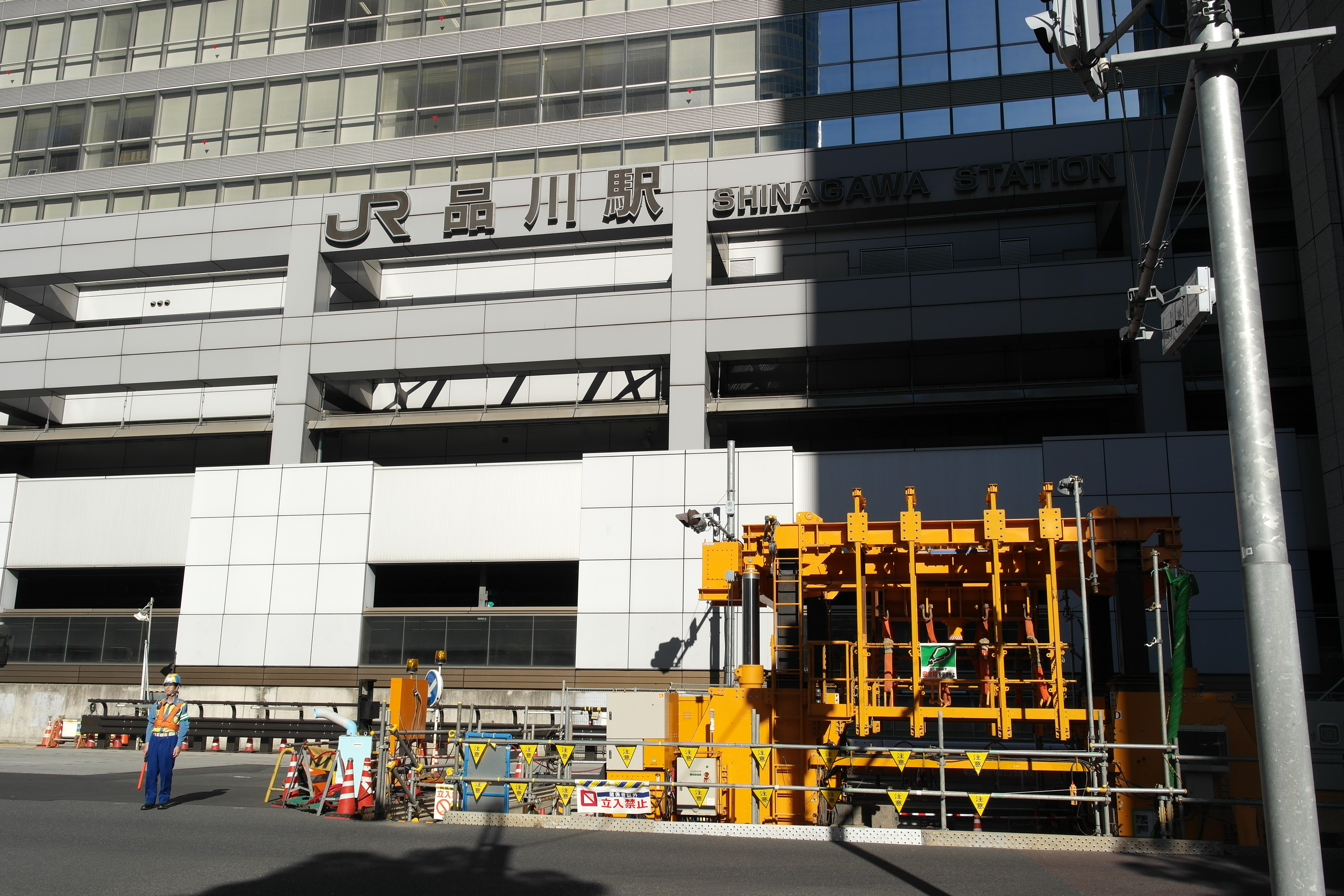
品川駅港南口側の地下掘削現場（2019年7月）
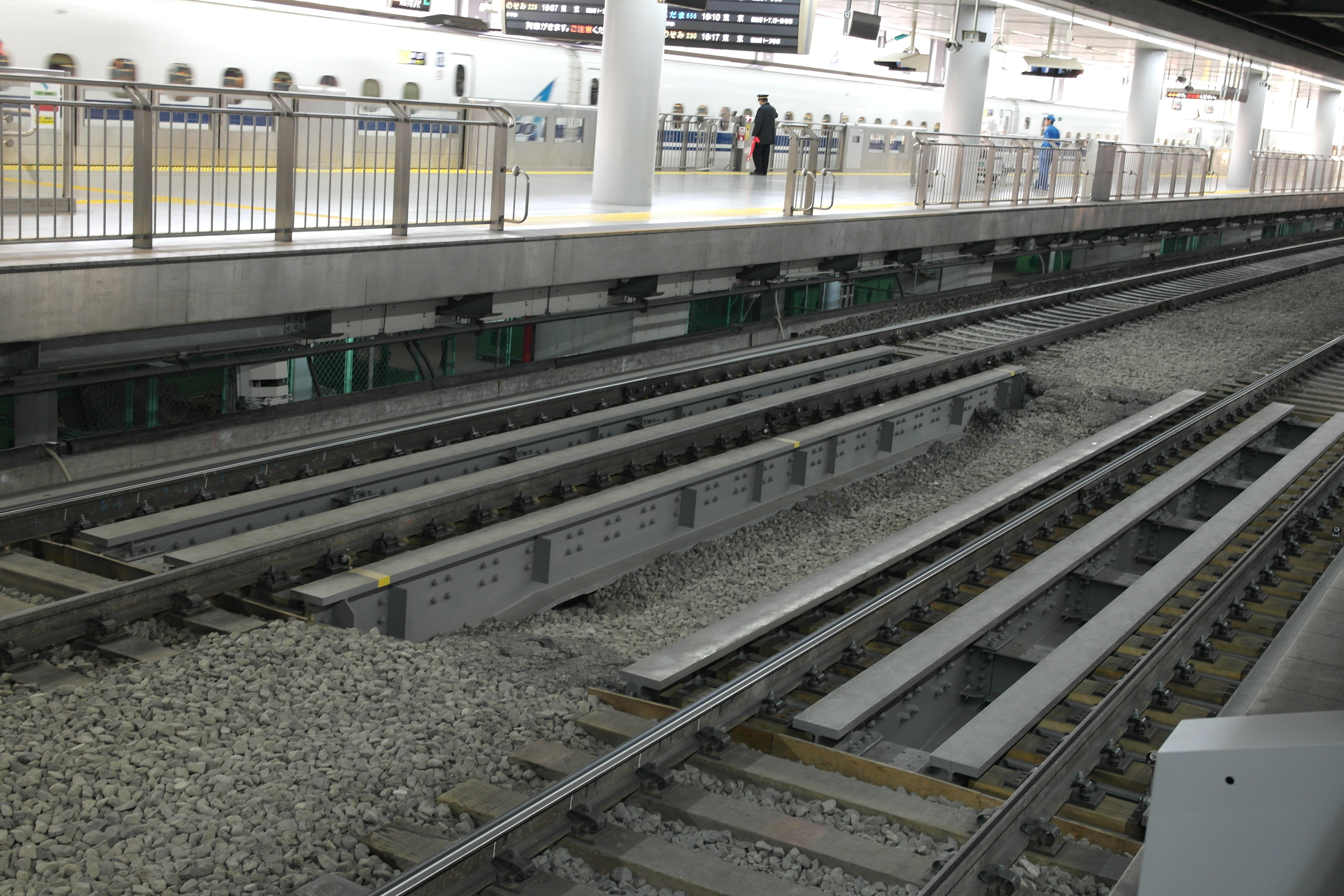
東海道新幹線線路を橋桁無道床軌框にし直下で工事開始（品川駅）
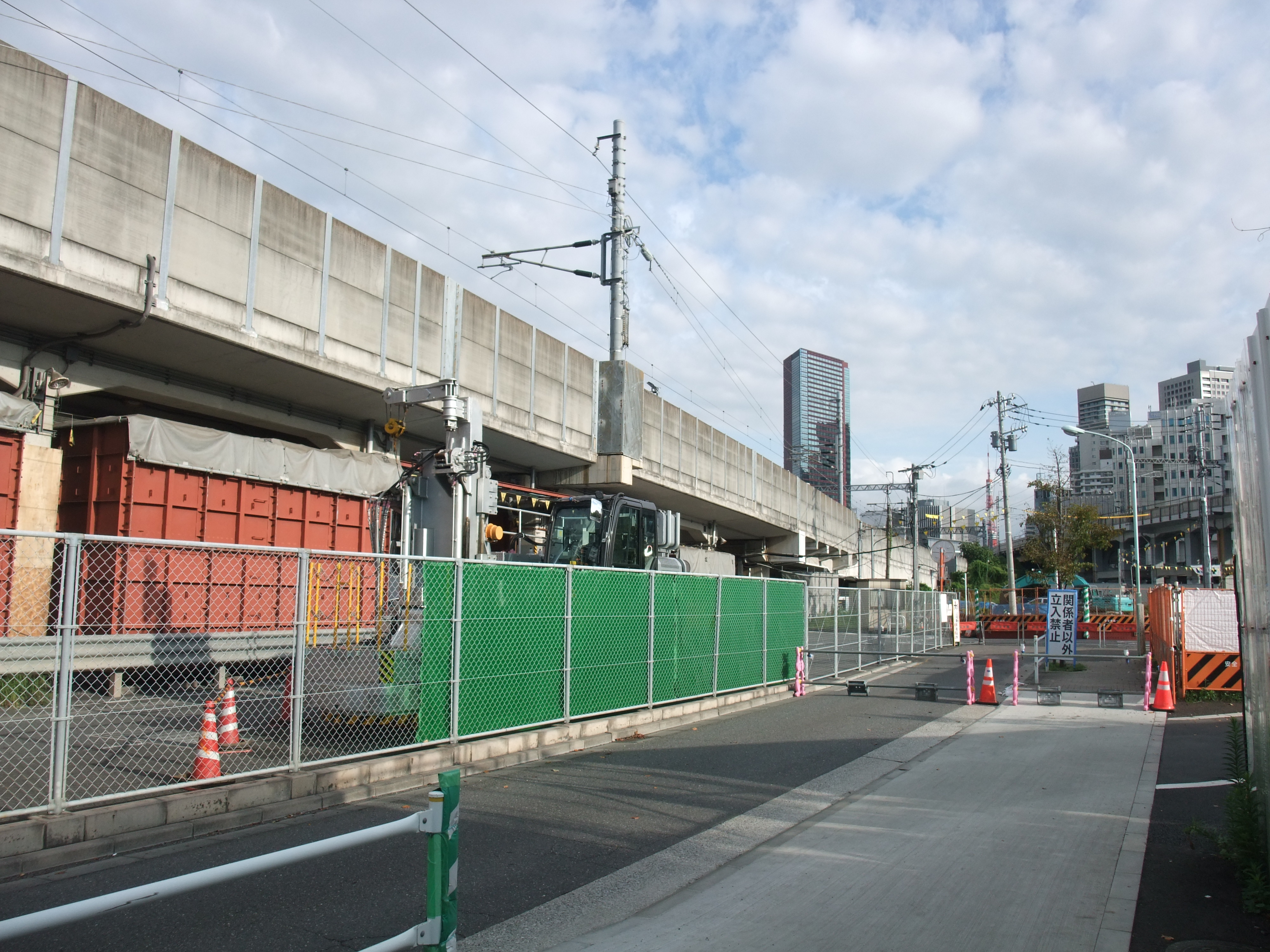
東京保線所に待機する工事用車両
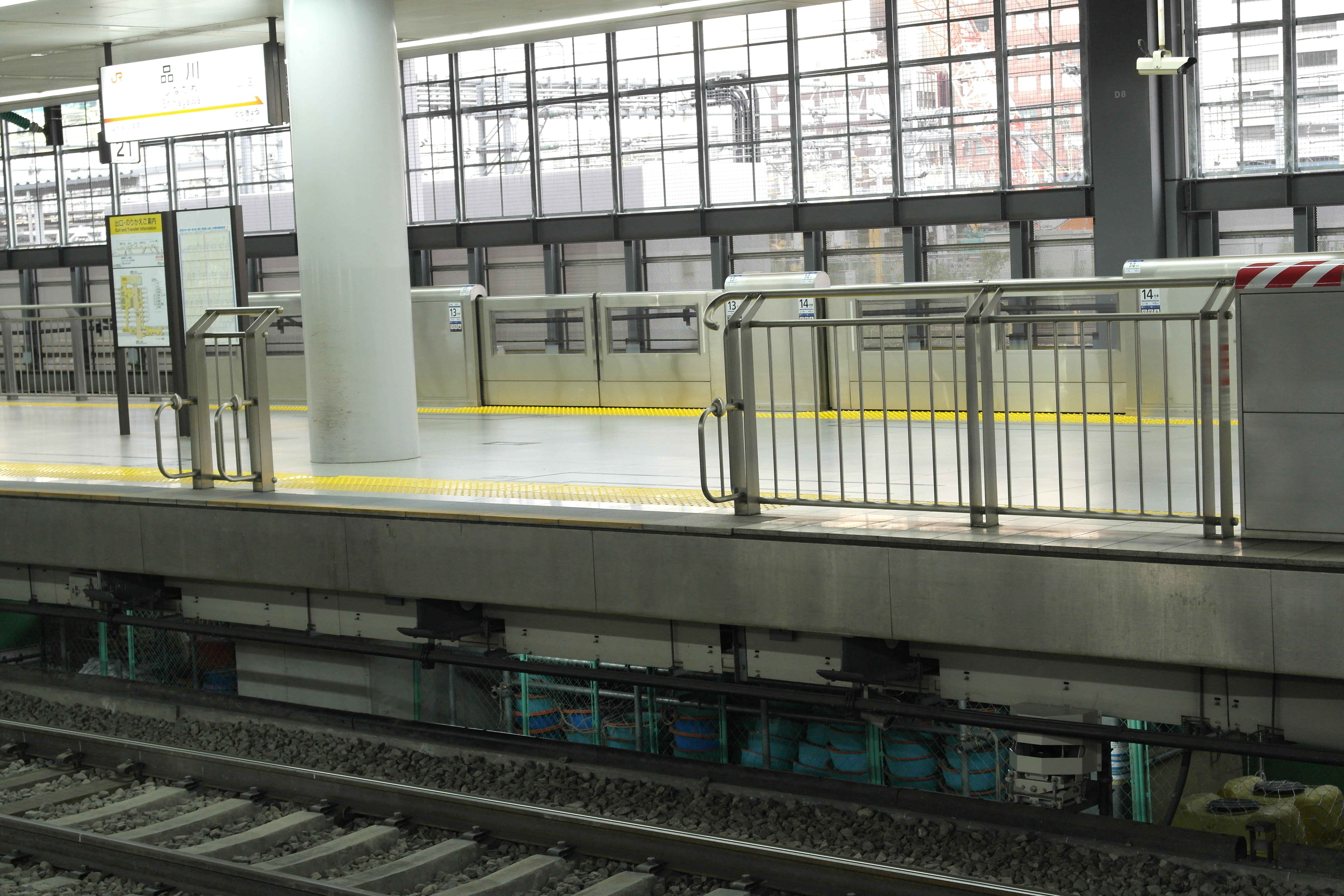
ホーム下に建設資材が置かれている
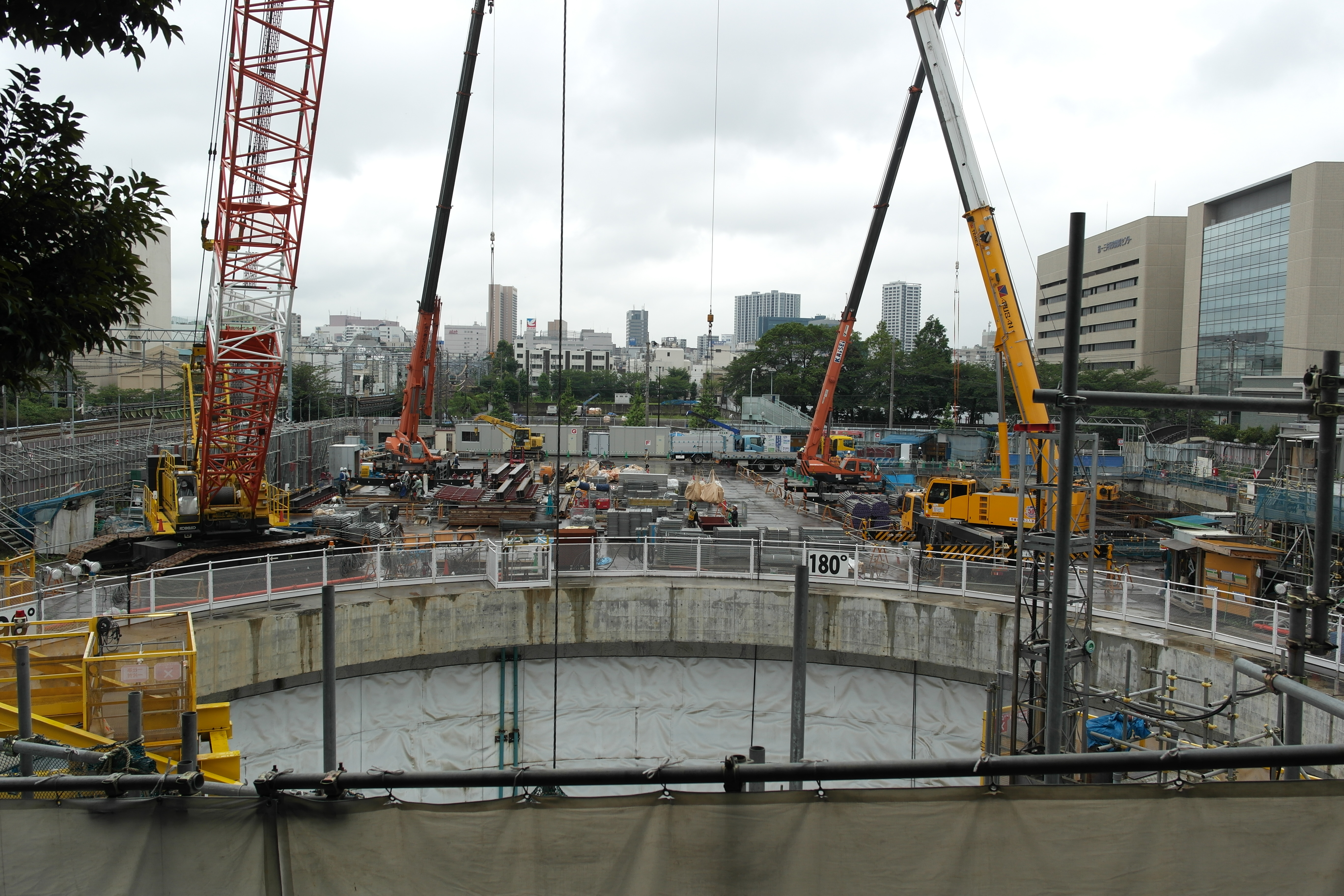
品川非常口工事（2019年7月）

#### 神奈川県
神奈川県においては、相模原市付近を通過することが想定されており、橋本駅付近に新駅の設置が計画されている。橋本駅は県の「北のゲート」としての構想から、同駅を終点とする相模線の複線化、相模線倉見駅への東海道新幹線の新駅設置とともに検討が行われている。また、松沢成文神奈川県知事（当時）はアクセスのよい橋本駅への設置が望ましいとの考えを示した。なお、橋本駅以外にも、在日米軍相模総合補給廠の一部返還が予定される相模原駅にも、小田急電鉄多摩線の延伸とともにリニア中央新幹線の誘致も求める声があったが、この案の場合米軍補給廠の真下を横断することとなり、安全保障上の観点から米軍の同意を取り付けることは非現実的であり、立ち消えとなった。 
一方で、2,200億円に上る駅建設費の地元負担に対し、松沢前神奈川県知事および加山俊夫相模原市長はともに負担できないとし、国などに負担を求めることを明らかにしている。また、橋本地区は東京都に隣接した地域にあり、八王子駅や多摩ニュータウンにも近く、駅の設置は多摩地域を中心とした東京都にも恩恵が大きいと考えられることから、地元負担が発生した場合は東京都にも負担を求める声も挙がっている。その後JR東海が進める案では、相模原市の緑区に地下駅で設置することが発表された。橋本駅（緑区）南口に隣接する神奈川県立相原高等学校を西約3キロの位置にある職業能力開発総合大学校移転後のキャンパス跡地に移転させ、2019年（平成31年）春より開校予定。その後、相原高等学校跡地に駅を建設することが予定されている。相模原市役所でも2016年（平成28年）2月の「広域交流拠点整備計画」で明らかにし、同年3月3日付で具体的に答申している。

#### 山梨県
山梨県においては、都留市を中心とする郡内地域、笛吹市を中心とする峡東地域、甲府市に近い峡中地域、市川三郷町など峡南地域の4地域が誘致に名乗りを上げた。郡内地域は実験センターに既に設置されているプラットフォームを有効活用できるとしたが、同時に富士五湖方面への支線建設を要求した。峡東地域は、リニア実験線建設に際して出た残土の捨て場があり、用地買収のコストが必要ないとされた。峡中地域は4地域の中で甲府市に最も近く、周辺人口が多いという利点がある。峡南地域はJR身延線や中部横断自動車道との連絡が良い。このうち、峡南地域は建設ルートが南アルプスルートになった場合にのみ可能性があると見られていた。横内正明知事は甲府盆地の市街地を縦断するAおよびBルートに対し、用地買収の困難さ、振動騒音などの環境問題、並行する中央本線の特急列車の本数が減るなどの問題が生じるとして、直線のCルート支持を表明した。
JR東海はその後、4地域を比較検討した結果、峡中地域に約20 mの高さで設置するという計画を発表した。2011年（平成23年）9月6日、甲府市、甲斐市、中央市、昭和町の4市町長ら「甲府圏域建設促進協議会」が横内県知事に、中央自動車道のスマートインターチェンジが設置される予定の甲府市大津町周辺、JR身延線小井川駅近くの中央市上三條周辺2か所を候補地として提示。県主導でこの提案を基に詳細な位置を絞り込み、同年内に決定する方針を明らかにした。同年10月にNHKが報道したところによると、山梨県は候補地を（小井川駅付近ではなく）甲府市の大津町周辺とする方針を固めたとされる。
2013年（平成25年）にJR東海が明らかにした計画では、山梨県の駅としては甲府市大津町付近とされ、2018年（平成30年）3月30日に甲府市役所がリニア駅を含めたエリア別の『甲府市都市計画マスタープラン』を発表している。ただし2019年（平成31年）2月より知事に就任した長崎幸太郎は「（小井川駅付近で）身延線に接続できれば（甲府駅まで）10分で行ける」とし、位置を含めた計画の見直しを示唆し、県として小井川駅周辺と甲府市大津町周辺の比較検証を開始。2019年（令和元年）10月、甲府市は市内の大津町周辺が優位とする独自の検証結果を公表した。

#### 長野県

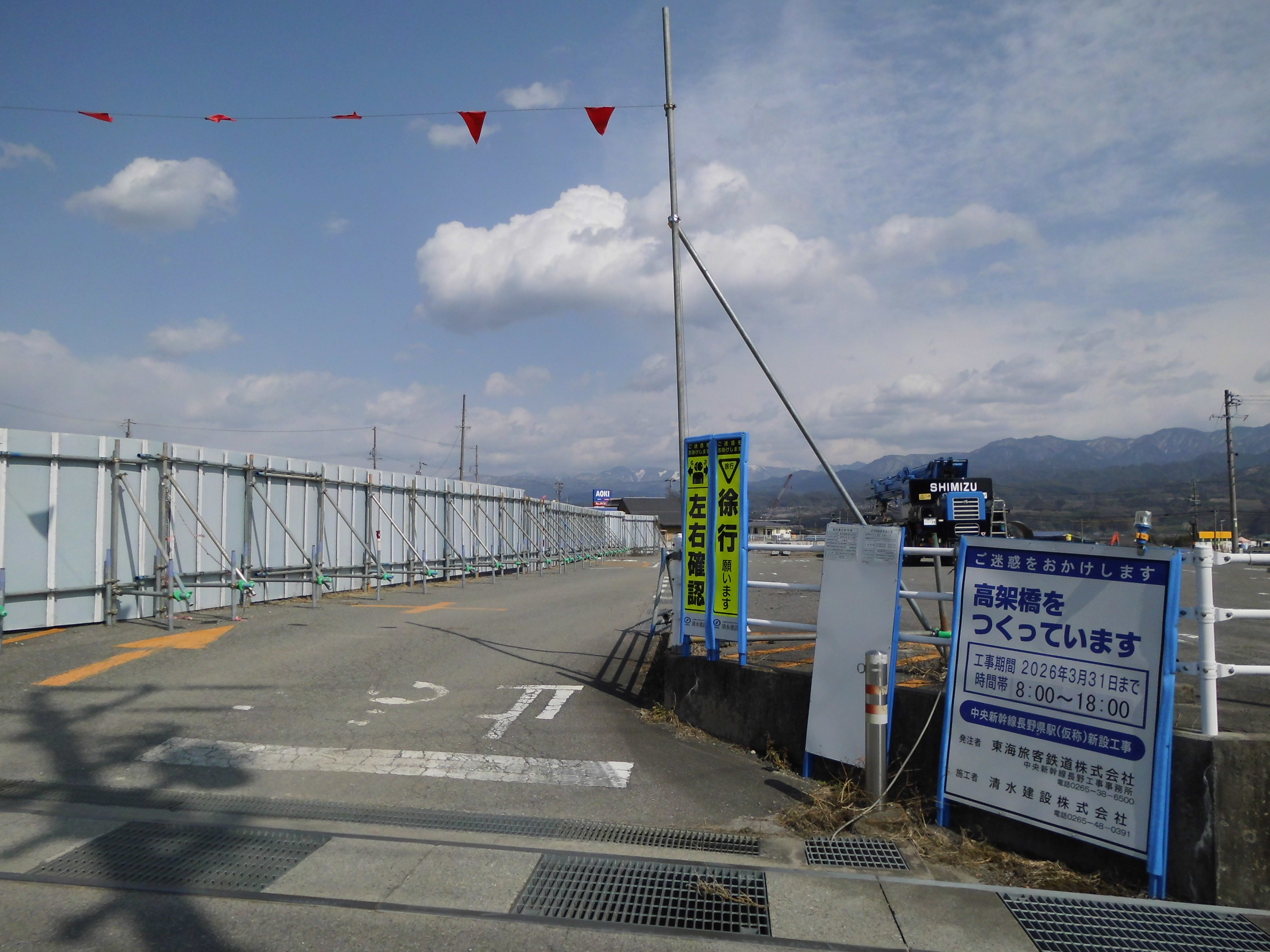
長野県駅（仮）建設工事現場（2024年3月）

長野県ではルート決定まで、岡谷市や諏訪市、茅野市、松本市といった中信地域にメリットの見込める伊那谷ルート（Bルート）で建設されることを軸とし、他の地域にも配慮した県内に複数の駅を設置することなどを強く要求していた。しかし、これがJR東海の推進する南アルプスルート（Cルート）案と1県1駅案に対立する構図を生むことになり、最悪の場合には長野県は迂回されるという代替案が挙がるまでになっていた。さらにCルート上では順当に駅の設置が予想されている飯田市・下伊那地区を中心とした南信地域の要望が、県の総意とするものと異なることに危惧した村井仁長野県知事（当時）は、2010年（平成22年）6月の小委員会で特定ルートの要望をせず事実上の方針転換の姿勢をみせた。また、同じくルート選定に関わる山梨県の横内知事が正式にCルート案を支持する姿勢をみせるなど、Cルート案の現実性がさらに高まった。これには、長野県が従来のような主張を続けた場合、JR東海、並びに沿線となる他県との意見の相違によって、リニア中央新幹線の誘致で孤立化するのは得策ではないと判断したのが背景にあるとされた。
また、Cルート上の飯田市は一時、飯田駅へのリニア駅併設を要望していた。しかし、JR東海側は用地買収の問題などから併設は困難とし、当初北隣の高森町内に駅を設置する案を提示していた。これに加えて、地元の要望を受けて同町と接する飯田市座光寺地区への設置という折衷的な案等、複数の案を長野県側に提示した。それを受け飯田市はJR東海案を受け入れ、長野県内のリニア駅は飯田市座光寺地区に造ることで決着した。東京都 - 愛知県の区間で唯一ルートと駅の案が発表されていなかった長野県でも、2011年（平成23年）8月5日にJR東海から発表され、駅予定地は飯田駅付近ではなく、飯田市座光寺地区と高森町を含む「天竜川右岸平地」とされた。その後の報道では、座光寺地区には遺跡群（史跡恒川官衙遺跡）があることから、ルートを遺跡群の南側に変更したため、元善光寺駅南西1 kmの飯田市座光寺・上郷飯沼地区に設置されると報道されており、飯田線の伊那上郷駅 - 元善光寺駅間に新駅を設置することも検討されている。2020年（令和2年）10月18日投開票の飯田市長選挙で地元負担での新駅建設の取りやめを掲げた佐藤健が初当選し、乗換新駅を設置した場合と既存駅を活用した場合を比較検討した上で、改めて乗換新駅を設置しない方針を示している。
2013年（平成25年）にJR東海が明らかにした計画では、長野県の駅は飯田市上郷飯沼付近とされた。移転が必要となる住民には、2018年（平成30年）8月1日に移転可能な代替地情報の閲覧が開始される。2019年（令和元年）5月31日には飯田市は代替地造成を計画している地区のうち2.5ヘクタールを5億3000万円で取得をするための議案を、同年6月市議会に提出することとした。
また、飯田市により駅周辺整備が進められており、駅前広場のイメージも公表されている。

#### 岐阜県
岐阜県では、東側から中津川市、恵那市、瑞浪市、土岐市、多治見市などを通過する。これら5市は合同で東濃地区への駅設置を求めており、これらのどこかに1駅建設されると考えられていた。その後JR東海が発表した案では中津川市西部とされた。岐阜県などによる建設促進県期成同盟会は美乃坂本駅への併設または近接地への駅設置をJR東海に求めている。2013年（平成25年）にJR東海が明らかにした計画では、岐阜県の駅としては美乃坂本駅に近い中津川市千旦林付近とされた。
2015年（平成27年）4月27日にリニア中心線測量を中津川市山口から開始した。JR東海が利用権を設定するトンネル区間であり、測量結果から路線を確定し地元への説明を経て用地取得をする予定である。
2017年（平成29年）6月2日に中津川市役所でも岐阜県駅の位置について同様の発表をしている。

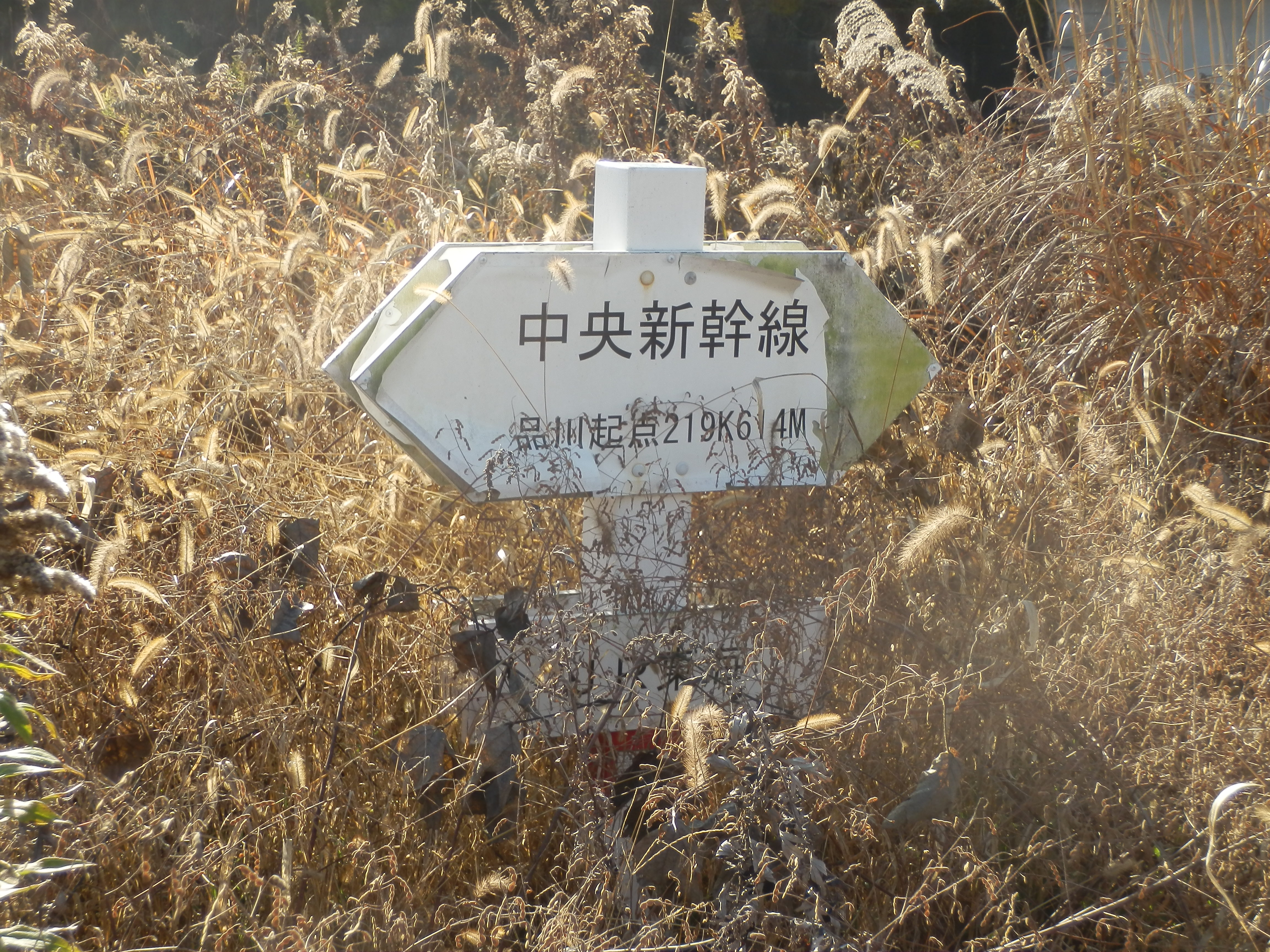
岐阜県駅（仮）建設予定地に立つ品川駅起点より219K614mの粁程標（工事が始まり現在は撤去）
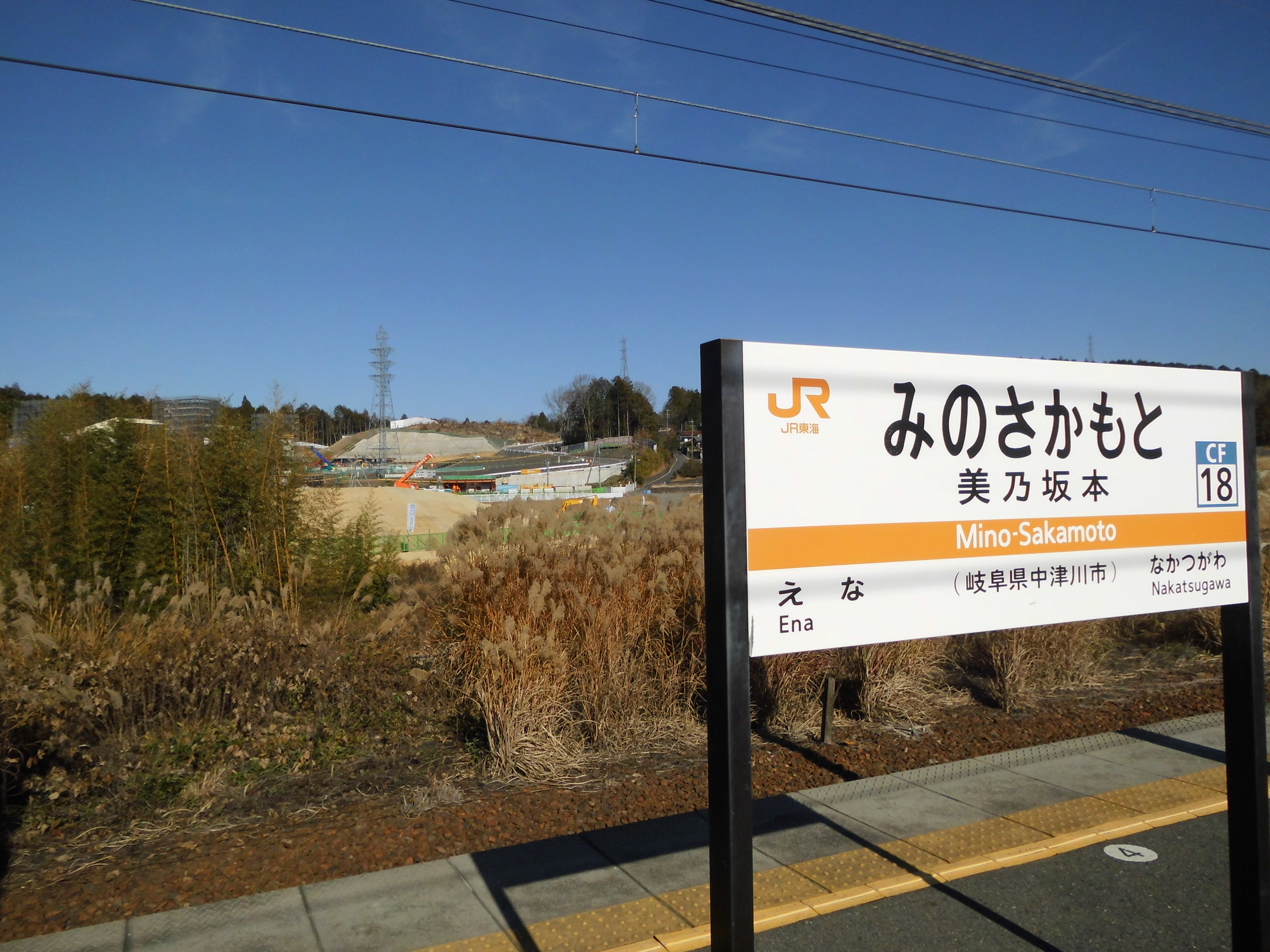
美乃坂本駅ホームから見た建設現場
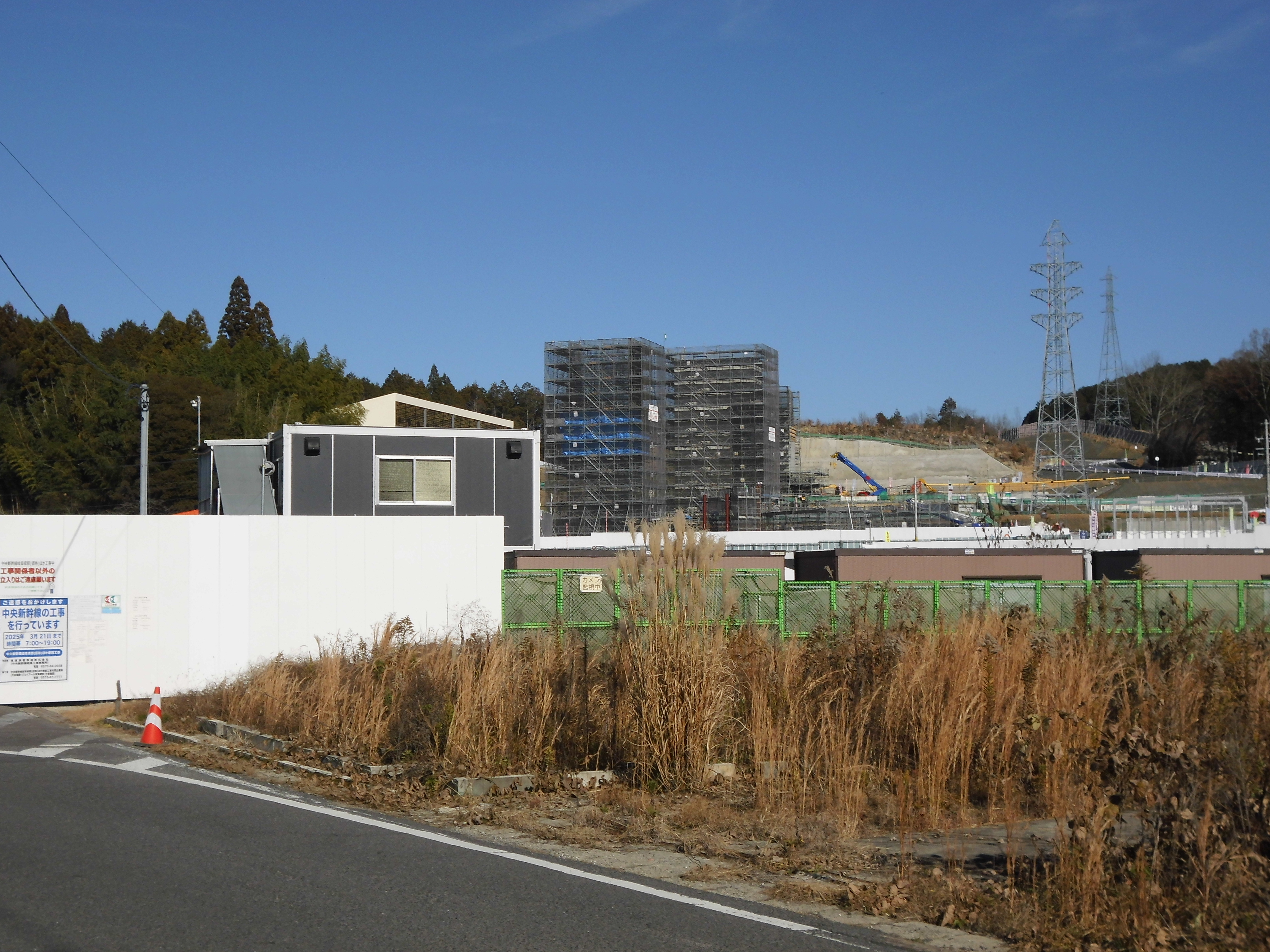
建設工事風景

#### 愛知県
基本計画当初より名古屋市附近が念頭に置かれており、名古屋駅近辺を要望している。JR東海は、将来の近畿圏への延伸まで一部の乗客が行う既存新幹線との相互乗り換えに配慮し名古屋駅新幹線ホーム直下の大深度に新駅を建設した場合に乗り換えに掛かる移動時間が3分から9分であると試算報告し、既存の名古屋駅を拡張する計画である。その後JR東海が進める案では、名古屋駅直下に東西方向で「ターミナル駅」を設置することが発表された。
2015年（平成27年）3月31日より名古屋駅周辺で測量が始まった。JR東海は同年秋に名古屋ターミナル駅の本格工事に着手する考えとして、地元の理解を得た上で測量作業を進めたいとした。
2016年（平成28年）12月にJR東海は『中央新幹線名古屋駅新設（中央東工区・中央西工区）工事における環境保全について』を公表した。
2019年（平成31年）3月7日、名古屋駅北側にある工事現場が初公開された。名古屋駅では在来線から新幹線まで横断するような地上工事が始まっており、在来線ホームの一部を使用中止にしたほか、新幹線ホームでは直下での工事のため軌道に沈下などのひずみが生じていないかを常時観測するセンサーを新幹線軌道に設置した。
一方で名古屋駅の西側にあたる中村区椿町周辺は再開発の対象となり、地下新駅建設が地表からの開削工事となるため用地買収が進められているが、立ち退き交渉が難航している既存建物もあり、買収済用地（建築物解体済）の空き地が点在している状態にある。

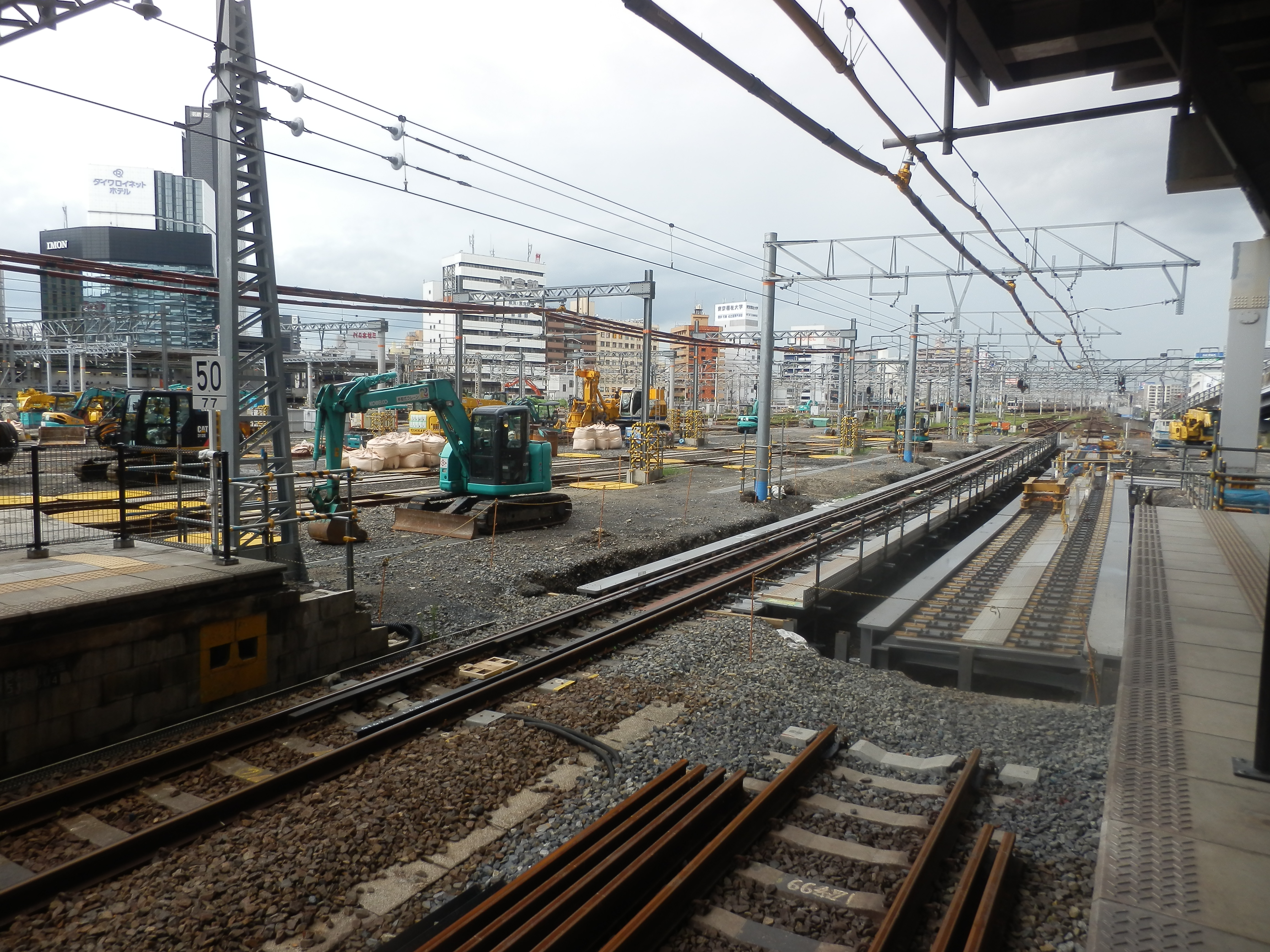
名古屋駅建設工事（在来線側）（2019年8月）
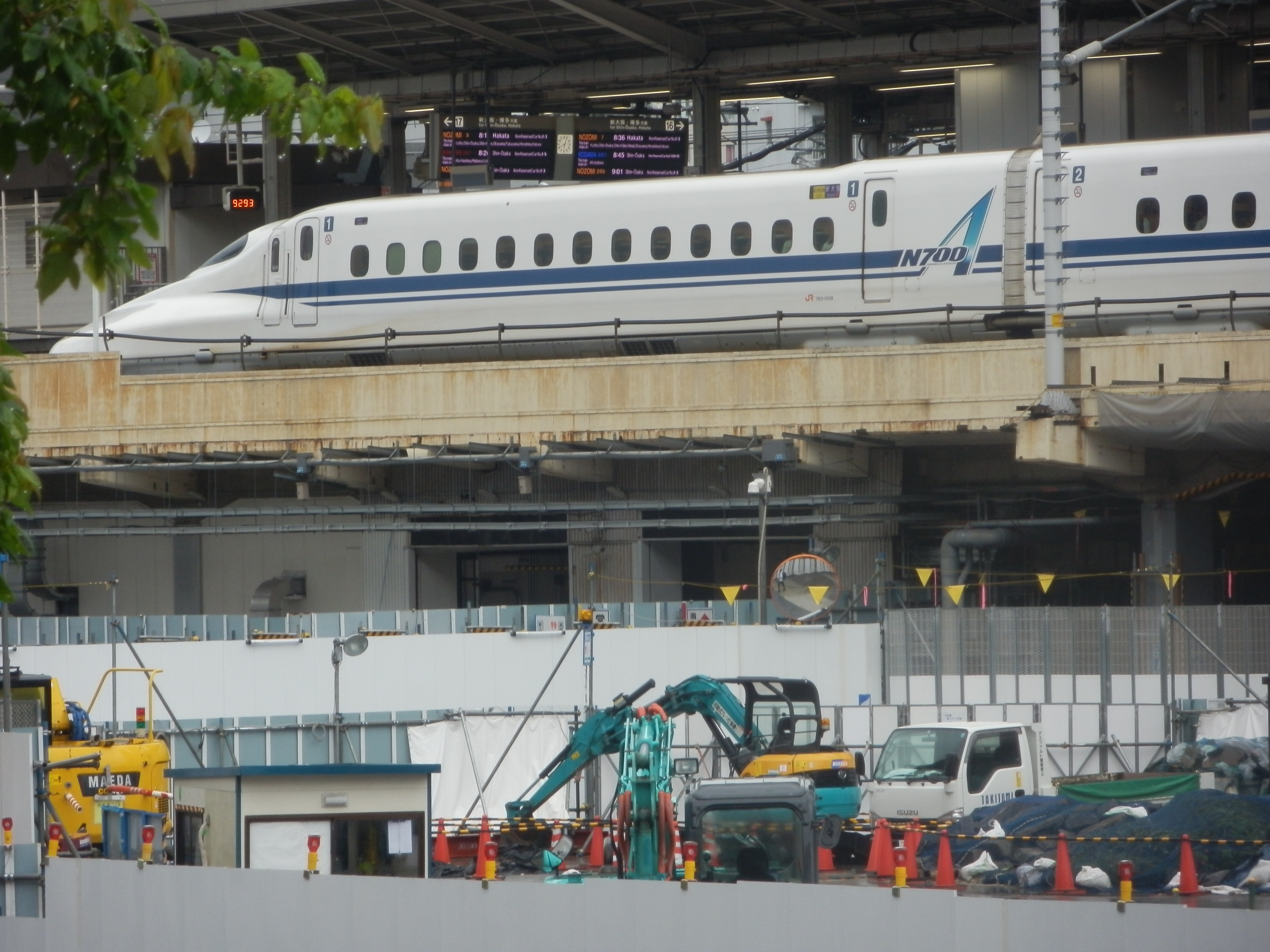
名古屋駅建設工事（新幹線側）（2019年8月）
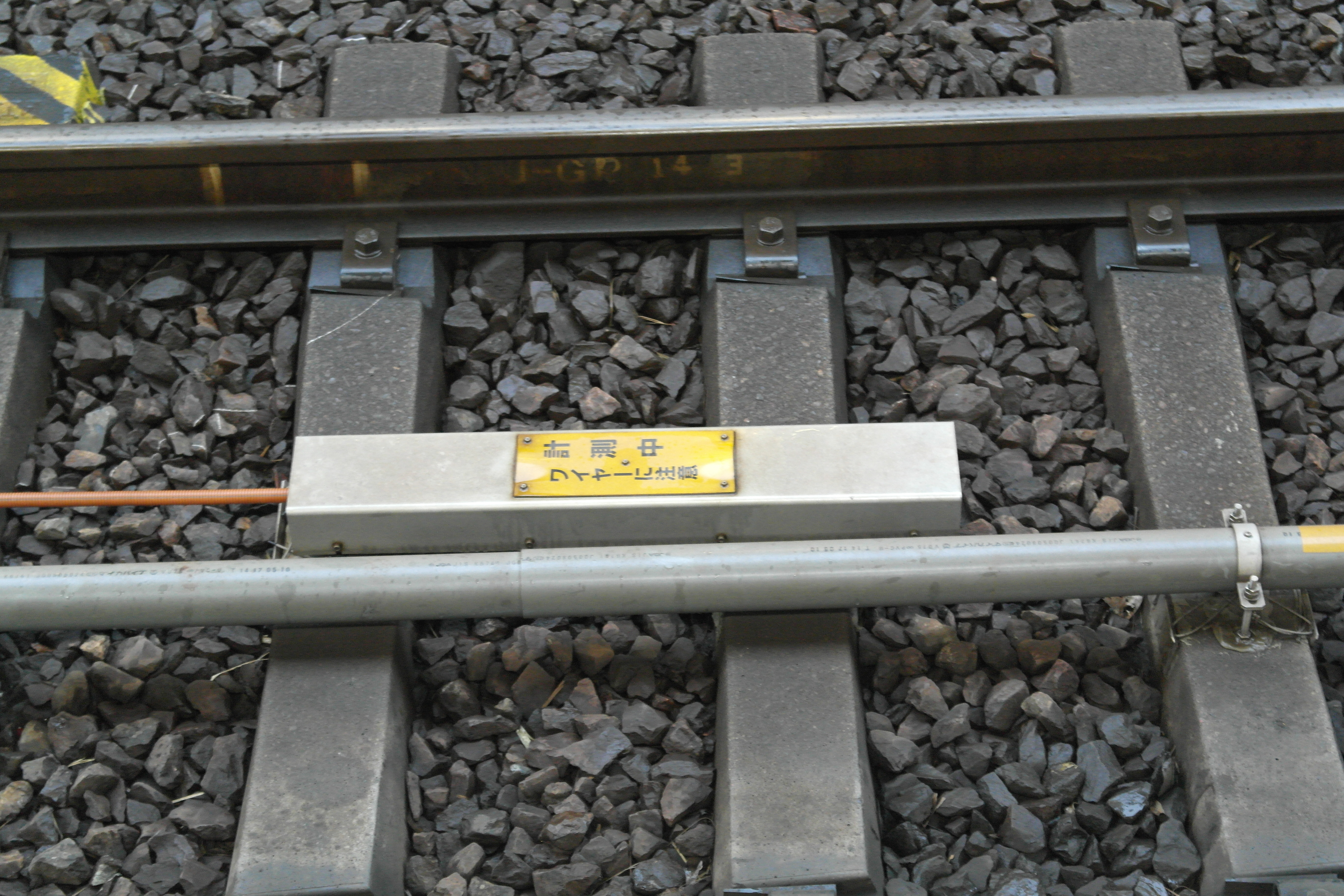
新幹線軌道観測センサー
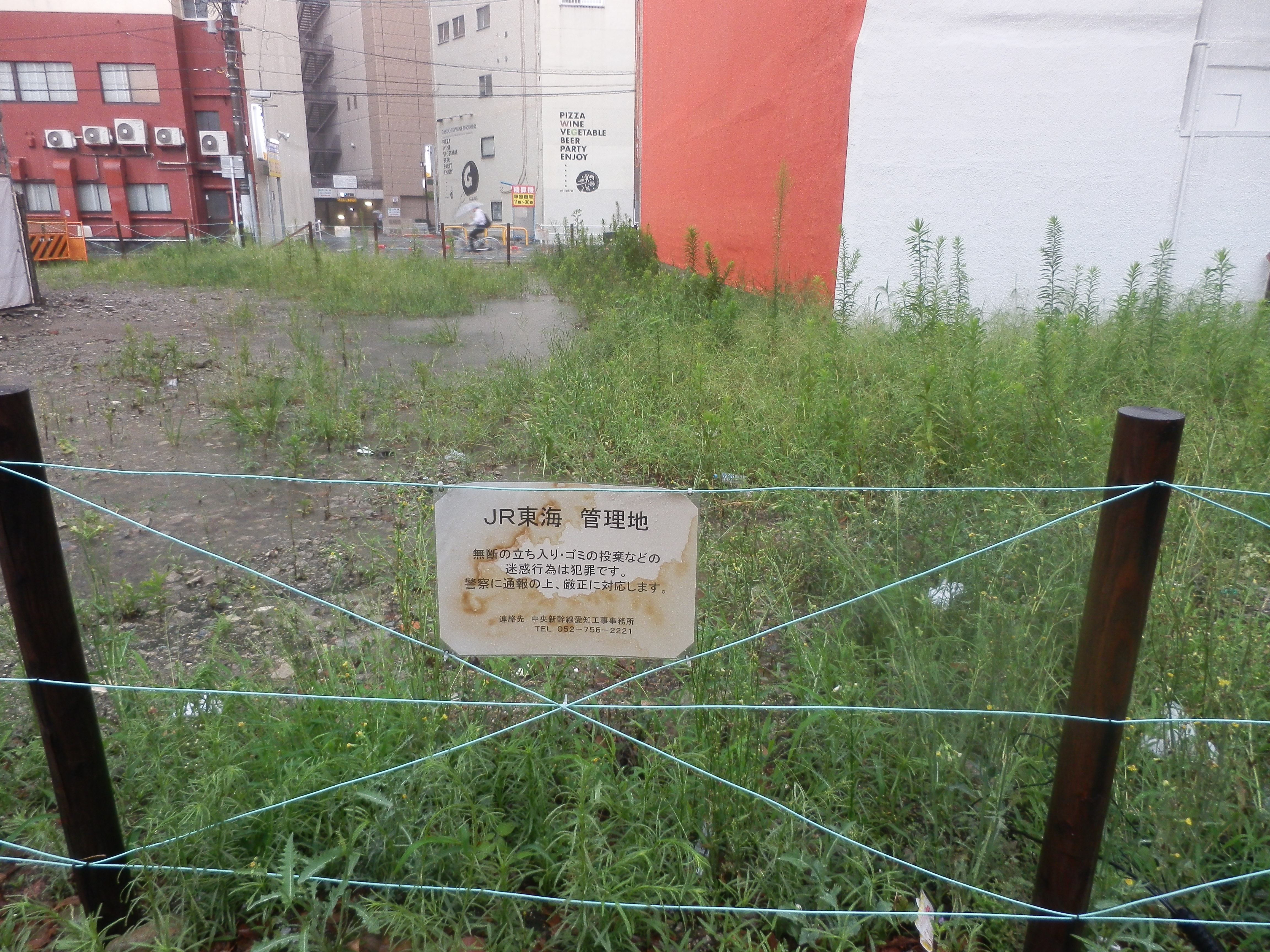
名古屋駅建設予定管理地（2019年8月）

### 名古屋以西
名古屋以西のルートについてはルート自体が決定されていないため、近畿地方各地でルート選定も絡んだ中間駅の誘致運動が2020年（令和2年）時点も行われている。

#### 三重県
三重県においては、リニア中央新幹線建設促進三重県期成同盟会（旧：リニア中央エクスプレス建設促進三重県期成同盟会）が県内停車駅の設置を要望しており、中でも亀山市は「リニア中央新幹線・JR複線電化推進亀山市民会議」を中心に駅の誘致運動を行っているほか、リニア中央新幹線亀山駅整備基金の積み立てを行っている。亀山市は関西本線、紀勢本線、新名神高速道路、東名阪自動車道、伊勢自動車道、名阪国道、鈴鹿亀山道路、国道1号など、交通の要となる市である。
県期成同盟会が2020年（令和2年）7月から駅の候補地を募ったところ、亀山市のみが誘致を希望したため、三重県は2021年（令和3年）1月に亀山市への駅誘致を表明した。その後、候補地の範囲を絞り込み、2022年（令和4年）11月には県期成同盟会が亀山市内の以下の3つの区域を候補地としてJR東海に提示することを決議した。
- 井田川駅を含む区域
- 亀山インターチェンジを含む区域
- 下庄駅を含む区域

#### 奈良県
基本計画当初より「奈良市附近」が経過地として挙げられている。奈良市長を務めた鍵田忠兵衛によれば、計画策定には奈良県出身の新谷寅三郎運輸大臣（当時、第2次田中角栄内閣）の功績が大きいという。
奈良県を中心に「奈良市附近駅」の設置を要望している。2022年（令和4年）現在、奈良県は候補地として平城山駅（奈良市）、八条・大安寺周辺地区のJR新駅（奈良市）、大和路線と近鉄橿原線が交差する場所（大和郡山市）の3ヶ所を挙げている。
2009年（平成21年）時点でJR東海は奈良県内の駅の設置場所について「奈良、生駒、大和郡山、天理の各市と周辺市町とを含む範囲」を想定していた。奈良、生駒、大和郡山、天理の4市がそれぞれ駅の誘致活動を行い、奈良市は奈良県の最大都市であり県庁所在地であること、生駒市は関西文化学術研究都市の中心部に近く大学や研究機関の集積があること、大和郡山市は奈良盆地の中央にあって交通の便がよい上に奈良県中南部やさらには紀伊半島全体にも波及効果があること、天理市は西名阪自動車道や京奈和自動車道のインターチェンジに近い交通上の利点があることを強調した。2012年（平成24年）から2013年（平成25年）にかけて各市は具体的な候補地を挙げた。
- 生駒市：関西文化学術研究都市（けいはんな学研都市）高山地区第2工区[146]
- 大和郡山市：JR大和路線と近鉄橿原線が交差する場所周辺[147]
- 奈良市：JR平城山駅周辺、JR奈良駅・近鉄奈良駅周辺[148]
- 天理市：JR櫟本駅周辺[148]

2013年（平成25年）12月26日、奈良県内の33市町村と県議会議員15人が参加して「『奈良県にリニアを！』の会」（世話人代表は橿原市長、世話人は御所市長、高取町長、上牧町長）を結成し、駅の誘致先を大和郡山市とするように奈良県知事に要望した。これに先立つ12月18日、天理市は「リニア奈良駅」誘致から撤退する方針を表明し、「『奈良県にリニアを！』の会」に同調した。しかし会の結成にあたって、同じく駅の誘致を進めている奈良・生駒両市に対する事前打診は行われず、仲川げん奈良市長の反発を招いた。
また2019年（平成31年）4月7日に、奈良県知事選に立候補した荒井正吾が、同県内に設置予定のリニア奈良駅から、奈良県の大和高田市、御所市、五條市と、和歌山県橋本市に途中駅を設けて、関西国際空港にまで至る支線を建設することを公約に掲げて当選。奈良県は2019年（令和元年）6月13日発表した一般会計6月補正予算案に調査・検討費用を計上した（後述）。

#### 滋賀県
現在検討されているルートは滋賀県を経由していない。しかしながら、中間駅が京都府内に設置された場合、同県に中間駅の期待もある。
2012年（平成24年）3月25日の関西広域連合委員会にて、当時の嘉田由紀子滋賀県知事は京都駅経由のルートを支持し、会合後に「中間駅の期待もある」と発言した。
一方、2014年（平成26年）7月13日に投開票が行われ当選した三日月大造滋賀県知事は、同年10月20日の定例会見において「何でもかんでも京都でなくてもいいのではないか」と述べ、奈良市付近とされているルートが望ましいとの考えを示した。

#### 京都府
1973年（昭和48年）に公示された「全国新幹線鉄道整備法第四条第一項の規定による建設を開始すべき新幹線鉄道の路線を定める基本計画」や2011年（平成23年）に決定された「中央新幹線の建設に関する整備計画」では主要な経過地として「奈良市附近」が挙げられているが、京都府内では京都駅などへの誘致が行われている。京都府リニア中央新幹線推進協議会では、名古屋・大阪間のルートが「リニアではなく、時速250kmの新幹線を前提とした、東海道新幹線の老朽化等に備えた代替ルート、『第二東海道新幹線』として決定されたもの」であり、「日本にとって最適なルート」として京都を経由することを求めており、さもなくば「『リニアは通らず、のぞみも減る』ことになり、京都の産業や観光への影響が大きい」としている。京都市長の門川大作は「JR東海さんは可能性がないということを言われていますが、要望し続けていきたい」と述べ、京都駅経由を主張している。
1990年（平成2年）から京都府中央リニアエクスプレス推進協議会などが活動していたが、2012年（平成24年）に京都府は経済効果が高いとして国とJR東海に再考を働きかけることを発表し、関西広域連合委員会で議題となった。下記の試算と方針が公表された。
|                    | 京都駅ルート | 奈良市付近ルート |
| ------------------ | ------------ | ---------------- |
| 経済波及効果       | 810億円/年   | 420億円/年       |
| 首都圏からの乗客数 | 1200万人/年  | 300万人/年       |

- 新たな交通の大動脈となるルートは、日本全体にとって最適なルートで整備されるべきであり、名古屋・大阪間のルートについての比較分析を早期に実施したうえで、「京都駅ルート」を実現すること。
- 整備効果を最大限発揮させるために、東京・名古屋間に遅れることなく、国家プロジェクトとして全線を一体的かつ早期に完成させるとともに、関西国際空港へのアクセス改善を図ること。

これに対し、JR東海は「われわれに求めるのは筋違い」と述べ、京都駅経由を考えていないことを表明しており、周辺府県および市町村の首長からも奈良ルート支持が多勢を占めている状況にある。
ただし、整備計画における表記は奈良市附近であり、JR東海の山田佳臣社長（当時）も奈良市に隣接する京都府南部を経由する可能性に含みを残す発言をしている。2013年（平成25年）、京都府南部にある相楽郡精華町の町議会は、中間駅を精華町を含む関西文化学術研究都市の中心部に設置することを求める決議案を可決し、翌年に議長が京都府町村議会議長会の会長として「リニア中央新幹線の京都誘致に向けた決起会」に出席した。

#### 大阪府
基本計画当初より大阪市が終点となることが計画されており、山陽・九州方面への乗り継ぎの利便性などから新大阪駅に乗り入れの意向がJR東海によって示されている。一方、橋下徹大阪市長が代表の地域政党「大阪維新の会」は、マニフェストで「リニアの駅を梅田北ヤードに誘致する」ことを挙げていたが、2012年（平成24年）4月20日の大阪府知事、大阪市長、関西経済3団体トップの意見交換会において、「東京・大阪間の早期着工を求めるには新大阪駅乗り入れの方が説得力がある」という方針で一致した。2013年（平成25年）12月には在阪経済4団体と関西広域連合が大阪までの同時開業を求める決起大会を行った。

## 必要性
国土交通省中央新幹線小委員会委員として、中央新幹線計画の策定にあたった東京女子大学の竹内健蔵教授（交通経済学）は、東海道新幹線は老朽化しており、災害で停止する危険性があるため、2本目の路線を整備する必要性があるとする。一方で同教授は、衆議院国土交通委員会に参考人として出席した際に、「単にリニアの駅ができれば客が集まるわけではなく、下車したくなる魅力ある街づくりが必要だ」と、地域活性化に対する効果については限定的であるとの見方を示した。

## 計画についての反対意見・訴訟・行政対応
リニア中央新幹線計画は、事業規模や建設費等が日本有数の巨大プロジェクトであり、また、超電導リニアというこれまでに類を見ない技術を導入する交通機関だけに、計画そのものの採算性や環境適応性、経済成長重視などに関する懸念や批判、反対の声も存在している。
2014年（平成26年）7月15日には、日本科学者会議 (JSA) が当路線の撤回・中止を求める声明を出している。
沿線住民の市民団体は連携して「リニア新幹線沿線住民ネットワーク」として活動している。また、JR東海労働組合もリニア計画反対を表明している。2014年（平成26年）8月27日には日本共産党も議員チーム「リニア中央新幹線問題プロジェクトチーム」を結成している。このほか内田樹などの反経済成長派から批判の声がある。
市民運動としては、山梨県中央市で立ち木トラスト運動が実施されている。
2017年（平成29年）6月1日には、北陸新幹線の長野駅 - 飯山駅間の高丘トンネル（長野県中野市）のトンネル工事にて、周辺の住宅の88世帯182棟にゆがみ・傾きが発生したことが明らかになっており、「トンネル工事で建物に影響が及ぶのは珍しいことではない。補償の詳細は住民のプライバシーもあり、明らかにできない」と独立行政法人鉄道建設・運輸施設整備支援機構が回答している。それに対し愛知県春日井市の市民団体「春日井リニアを問う会」は、先の整備新幹線での被害住民に対する不透明な回答やラドンの問題も含めた工事対応への不信感を表明した。

### 訴訟

#### 認可取り消し訴訟
「リニア新幹線沿線住民ネットワーク」は、採算面・安全性・環境面の問題でリニア着工認可の取り消しを求める訴訟を2016年（平成28年）5月20日に東京地方裁判所に起こすことを明らかにした（平成28年（行ウ）第211号 工事実施計画認可取消請求事件）。第1回口頭弁論は2016年（平成28年）9月24日に開催している。また、第1-9回口頭弁論の争点を2018年（平成30年）3月23日に原告弁護士団でまとめている。JR東海の環境影響評価における不備から環境影響評価法33条違反での認可取消を第13回の口頭弁論を通じて訴えている。
2017年（平成29年）9月8日の第6回口頭弁論では大井川水系の源流部を路線予定地としているが、元々該当水系では渇水問題があると指摘された。なお、この点については、（裁判には参加していない）静岡県とJR東海との間で対立が大きくなっている（後述）。
2018年（平成30年）6月25日の第10回口頭弁論では、まずは日照問題・騒音問題を生活環境問題をはじめ、車両基地での発生土の大量産出を含めた発生土の問題を指摘している。2017年（平成29年）12月21日には長野県上伊那郡中川村で県道59号松川インター大鹿線で路線工事による土砂崩落が発生した上でJR東海側は謝罪をしており、今後の工事における事故の危険性を指摘している。更には、東海道新幹線においても東海道新幹線火災事件・2018年東海道新幹線車内殺傷事件における乗客の危機管理も指摘しており、計画に当該の危機管理での修正が行われておらず、トンネルで閉鎖的な環境になり避難の際に非常口が限られていることへの危機感を述べた。
2018年（平成30年）9月14日の第11回口頭弁論では、山梨実験線の環境影響報告が未だに不十分であることや静岡県でのJR東海の工事計画について指摘している。裁判長も「この工事の認可が抽象的な議論で認可された。」と感想を述べており、国の認定が甘い判断と基準で行われたとの印象を明らにした。
2018年（平成30年）11月30日の第12回口頭弁論では、愛知県・岐阜県での亜炭鉱跡やウラン鉱床を巡るアセスメントの違法性を指摘した。そして、長野県・東京都・神奈川県におけるアセスメントについても反論したいと申し出があったと述べられた。また、原告の適格についても調整・整理しており、次回の口頭弁論の際に主張する予定とした。報告集会では、山梨県立大学の当時の前学長（前理事長）である伊藤洋が講演でインパール作戦の例を挙げ、この中央新幹線の計画が無謀であることも指摘している。
2019年（平成31年）2月8日の第13回口頭弁論では、リニア工事の安全性は沿線住民に不安を与えるものであり、原告適格性の許容範囲を幅広く認めるべきと訴えた。次回の公判は2019年（令和元年）5月17日に決定した。弁論後の報告集会では初鹿明博、本村伸子、畑野君枝、井上哲士の国会議員（当時）4名から連帯の挨拶があり、その内の本村伸子、畑野君枝、井上哲士の3名で報告集会に参加しており、武蔵野大学工学部教授・阿部修治が「中央新幹線〜限界技術のリスク」と題して講演を行った。
2020年（令和2年）12月1日には当初の原告781人のうち532人について原告適格がないとして訴えを却下する中間判決が言い渡された。残る249人の原告適格は認められ審理が継続される。
2023年（令和5年）7月18日には、認可に違法性がないとして訴えを棄却した。原告側は控訴する方針である。

#### 工事差し止め訴訟
2019年（令和元年）5月8日、山梨県南アルプス市の沿線住民ら8人がJR東海に対し、騒音や振動で住環境が悪化するなどとして、同市内の一部区間（約5 km）の工事差し止めおよび1人あたり100万円の慰謝料の支払いを求め、甲府地方裁判所に提訴した。原告側によると、用地の端から30 mまでの範囲について、騒音や振動、日照の阻害などに対する補償を求めて民事調停を申し立てていたが、不調に終わったという。
2020年（令和2年）10月30日、静岡県の利水者67人を含む107人がJR東海に対し、利水者の権利侵害や南アルプスの自然保護を主張する方針で、静岡県内区間 (10.7 km) の工事差し止めを求め、静岡地方裁判所に提訴した。
2024年（令和6年）5月28日、山梨県南アルプス市の沿線住民らが起こした裁判で、甲府地方裁判所は「工事自体を差し止めるほどの違法性は認められず」、「原告らの請求には理由がない」として原告の訴えを退けた。6月8日、原告側は東京高等裁判所に控訴した。

### 地方行政の対応
予定地沿線の東京都や各県・市町村などの地方自治体では以下の環境対応が行われている。

#### 東京都
2019年（令和元年）6月25日には、JR東海が東京都環境影響評価条例に基づいた2017年（平成29年）度および2018年（平成30年）度の「事後調査報告書（工事の施行中その2）中央新幹線品川・名古屋間」を東京都知事に提出している。

#### 神奈川県内（川崎市・横浜市）

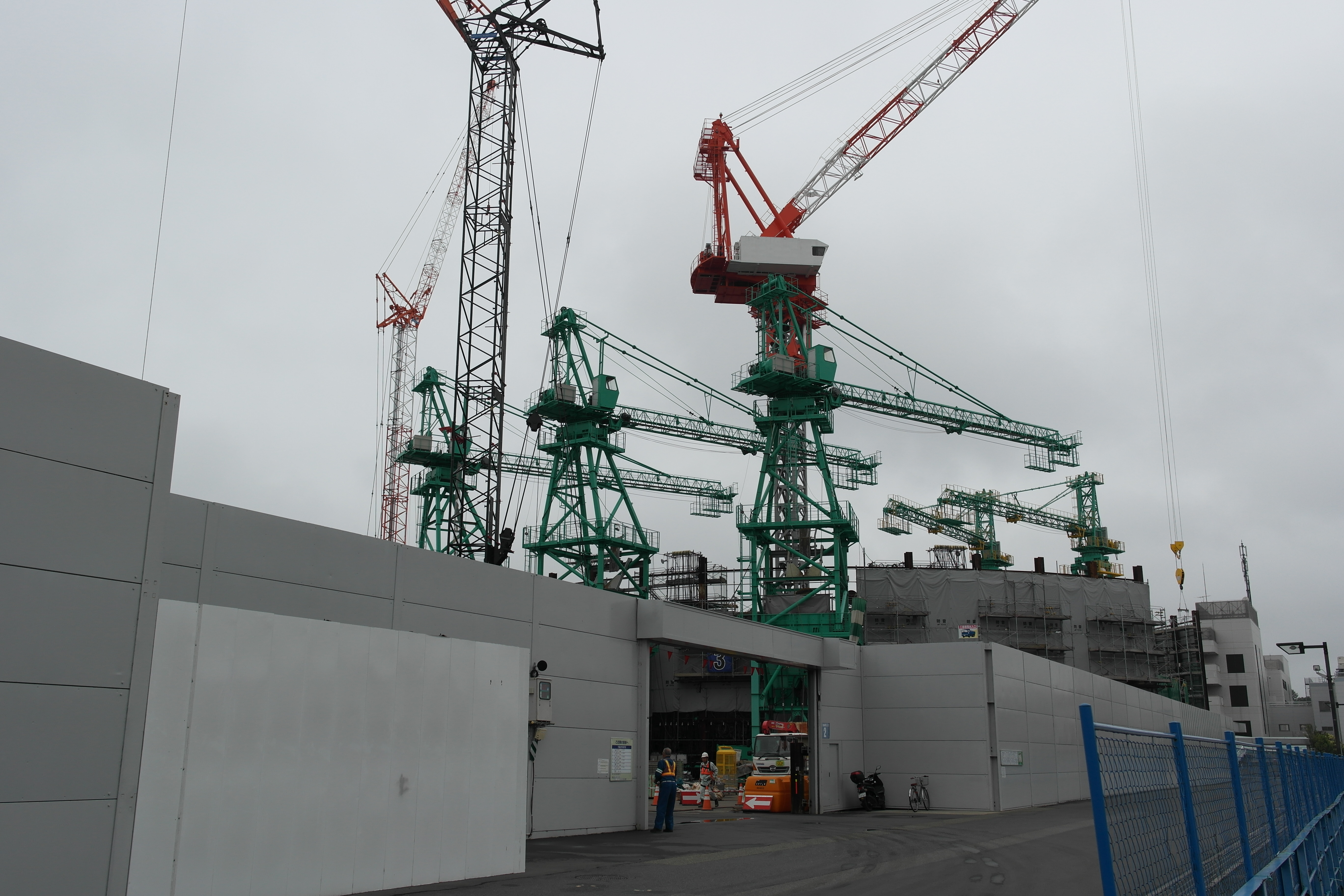
梶ヶ谷非常口の工事現場

「リニア新幹線を考える 高津・中原・宮前・麻生・多摩の会」が、2014年（平成26年）8月にJR東海の評価書での梶ヶ谷非常口及び資材搬入口新設工事における発生土の処理について、川崎市に「川崎市環境影響評価に関する条例（平成11年〈1999年〉12月24日条例第48号）」に基いて陳情をしており、2014年（平成26年）11月11日のリニア事業中原区説明会でも川崎市リニア担当部は「JR東海の回答に納得していない」としている。それに対し、JR東海は2017年（平成29年）3月に工事説明会をしていると発表している。発生土の輸送については道路渋滞の回避を考慮して貨物列車を活用することになり、2017年（平成29年）3月30日に梶ヶ谷非常口と資材搬入口の工事が開始され、2017年（平成29年）5月26日には梶ヶ谷貨物ターミナル駅 - 扇町駅 - 三井埠頭間に、武蔵野南線・南武線（尻手短絡線・浜川崎支線）・鶴見線本線および三井埠頭専用線経由で運行する発生土運搬専用貨物列車の出発式がJR東海とJR貨物により行われた。ただし、梶ヶ谷非常口以外の他の箇所ではまだ発生土輸送の目処が立っておらず、大深度地下トンネル工事も含めた調整が必要となってくる。
2017年（平成29年）3月10日の川崎市議会まちづくり委員会では、リニア新幹線を考える東京・神奈川連絡会から3件の陳情が審査された。2017年（平成29年）1月・3月のJR東海からの住民説明会でリニア東百合丘非常口については矢上川雨水貯留管からの雨水調整池への影響が指摘された。また、東百合丘の工事ヤードの影響から来る交通渋滞も朝ラッシュ時においては深刻になると市民にメリットがないと指摘している。JR東海は環境保全書に示された環境保全対策が住民との約束事とはしているものの、説明会では住民の意見が取り入れておらず、まちづくり委員会でも同じ内容の指摘が各委員からされている。雨水調整池についてはJR東海も調整中としており、工事車両・時間の調整も周辺住民には工事前に行うべきであるとする一方で、3件の連絡会からの陳情は審議継続するが、JR東海が工事着工を急ぐために川崎市も市議会も住民への問題を先延ばしに出来ないとした。それを受けてのJR東海の対応としては先述の川崎市に関して、2017年（平成29年）2月に東百合丘非常口の工事に関しての調査をした上、2017年（平成29年）3月に工事計画を変更している。
2017年（平成29年）6月1日にJR東海は川崎市長に対し「梶ヶ谷非常口から排出される建設発生土を東扇島造成事業に受け入れるよう要請する申し入れ」をしたことが明らかになり、市民団体（リニア新幹線を考える東京・神奈川連絡会）は、千葉県安房郡鋸南町の採石場跡に予定されていた汚染土壌の受け入れ施設の建設において、地元住民51人および漁協が「生活環境が悪化し漁場が汚染される」として申請していた操業差し止めを命じる仮処分を千葉地裁木更津支部が2016年（平成28年）6月20日に住民のうち17人と漁協の訴えを認めた上で決定したことから、川崎市の「東扇島造成事業」に残土を流用しようとすることについて、処分先が未定の環境影響評価は環境影響評価法違反であると指摘した。これに対し川崎市長も発生土受け入れ可否については考え方を整理し、中央新幹線の非常口設置工事については環境影響に最大限配慮した対策を取り住民理解を得ると回答している。2017年（平成29年）8月28日にJR東海と川崎市は東扇島堀込部土地造成事業において、中央新幹線の発生土を有効活用する覚書を締結した。
2018年（平成30年）12月13日には、横浜市は横浜港新本牧ふ頭 第1期地区におけるロジスティクス用地の護岸に建設発生土の受け入れを表明している。

#### 山梨県内
2017年（平成29年）11月20日には、山梨県南巨摩郡早川町における発生土から環境基準値を越えたフッ素が検出されたとの同年6月30日の報道を受けて、市民団体「リニア・市民ネット山梨」は山梨県知事への今後の対応も含めた質問書を提出している。富士川水系早川支流雨畑川等の調査を経た上で、JR東海側の報告も含めてモニタリングに問題がないと回答している。（上記のJR東海のプレスリリース「中央新幹線第四南巨摩トンネル新設（西工区）工事における環境保全について」も参照）
山梨県駅建設予定地および駅前後区間において埋蔵文化財（大津天神堂遺跡）が確認されたため、着工に先駆け発掘調査を実施している。

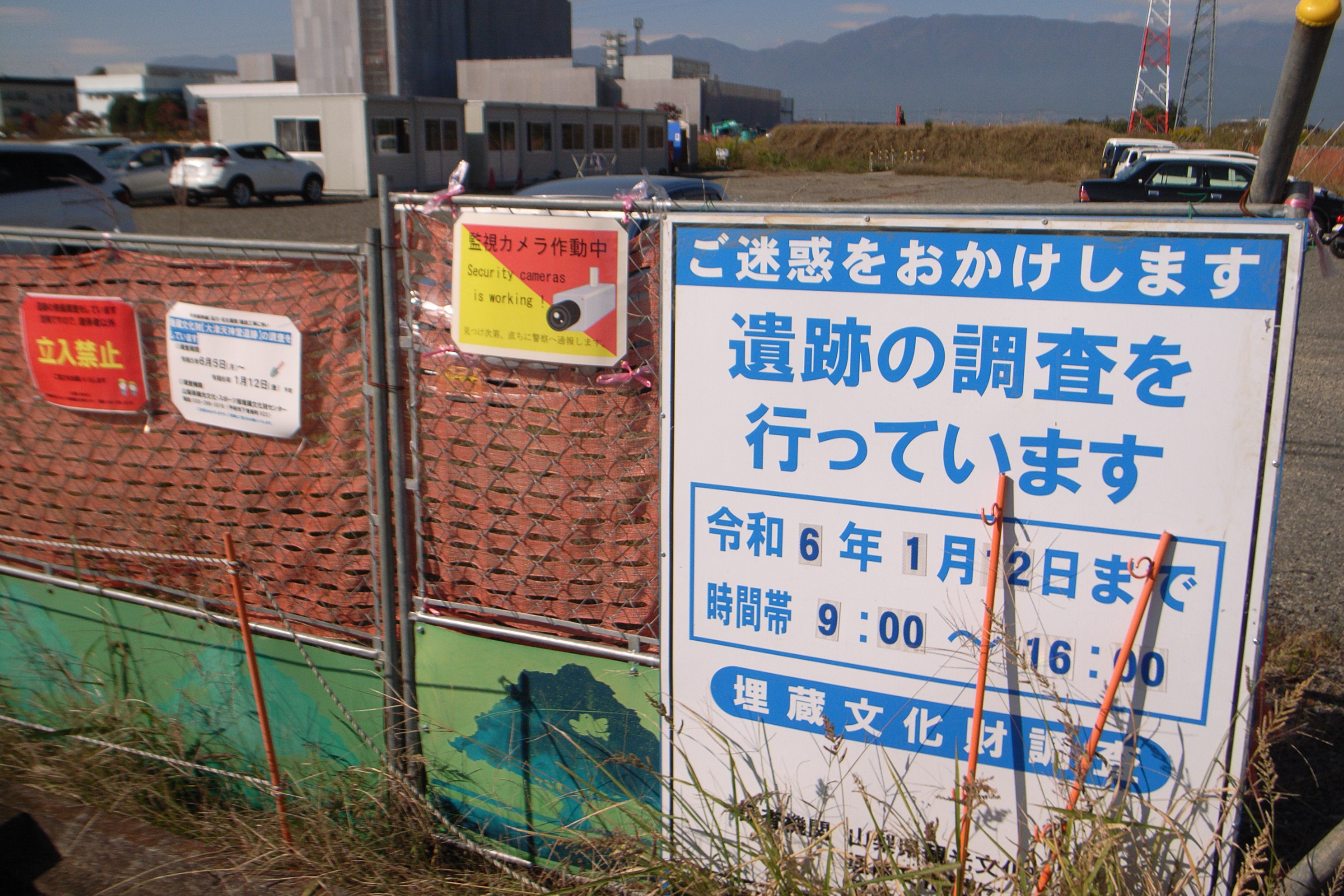
発掘調査現場外観
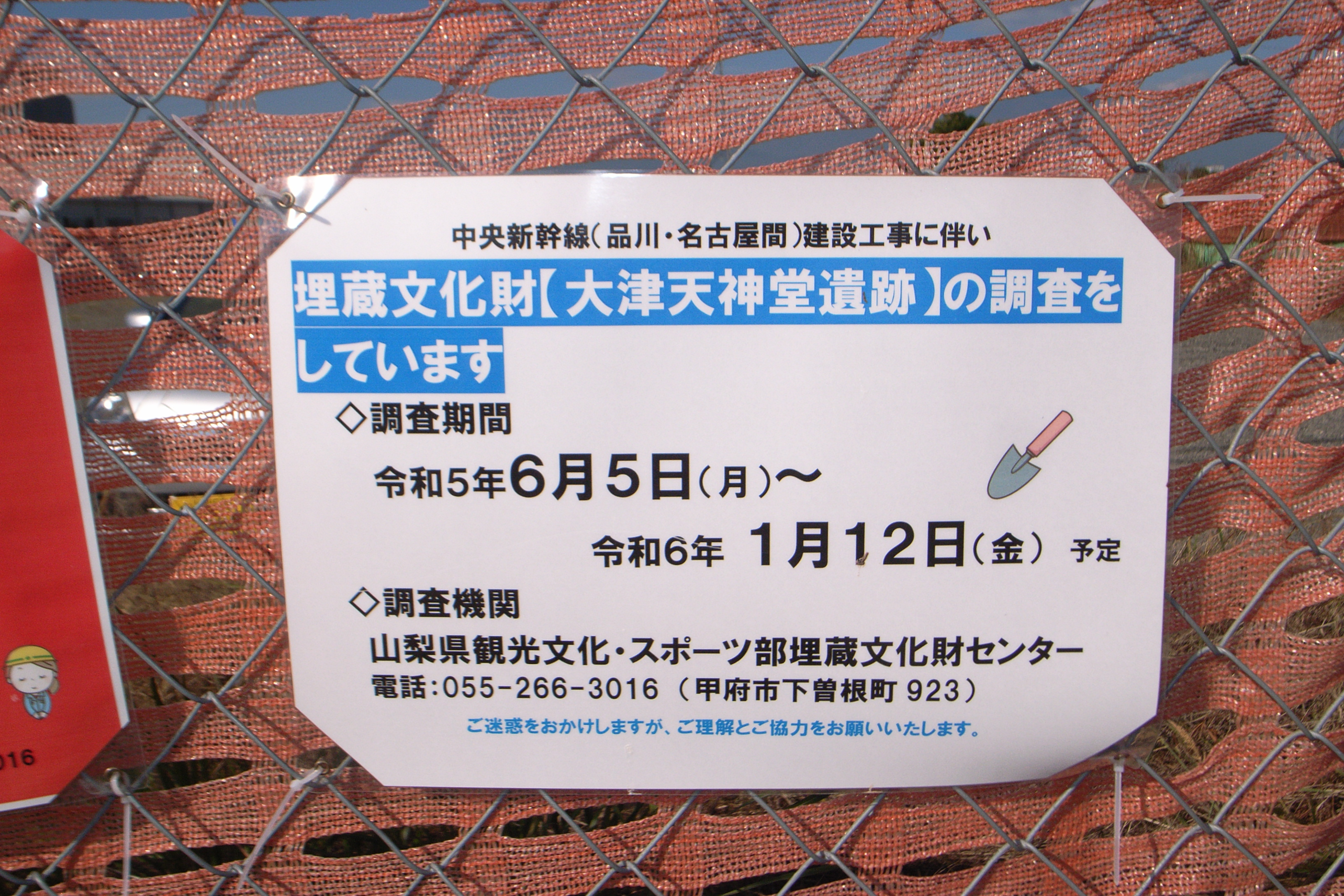
発掘調査の案内
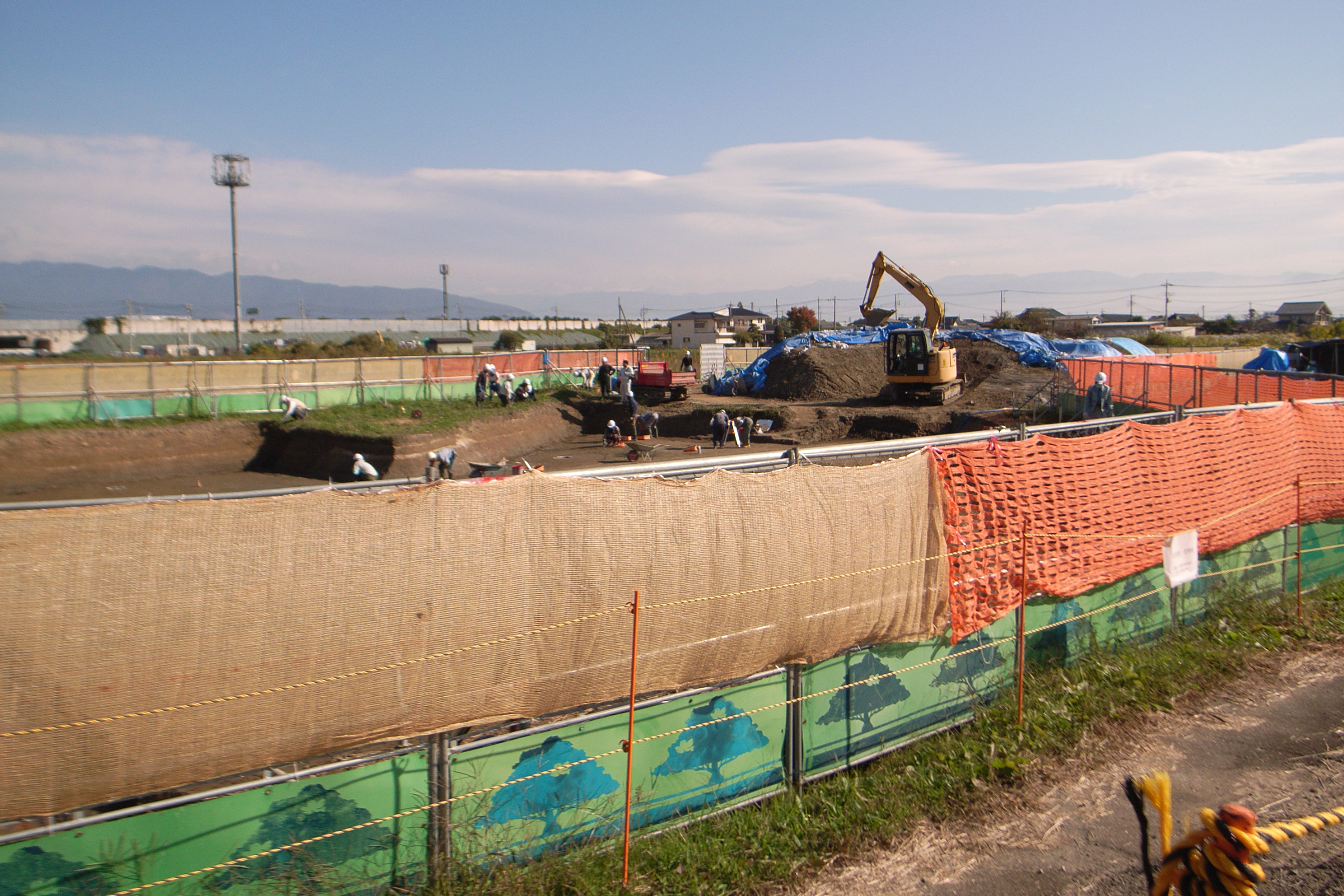
発掘調査現場

#### 長野県内
2017年（平成29年）4月19日には、長野県の沿線行政の首長との意見交換会が県飯田合同庁舎で行われ、残土処分地安全性確保・現地要因の増員・残土運搬計画確認書を早期に提示するように求めた。一方でJR東海の宇野護中央新幹線推進本部長は、三六災害の経験を伊那谷全体の特殊な事情と位置付け、自社による残土処分地の長期管理を「一つの方策」として豊丘村本山の計画地に限らないとする考えを示した。JR東海側のマンパワー不足についても「協議や調整を進める上で課題」と複数の首長が指摘しているが、宇野本部長は「人数はそれほど多く望めないが、仕事内容の方で努力する」とも述べている。1961年（昭和36年）の三六災害からの残土処分地の長期管理における住民不安が「伊那谷全体の事情」ともしている。また、残土問題以外でも観光・地域振興への協力も合わせて求めている。
2018年（平成30年）6月6日-7日には風越山トンネル工事に関する説明会が長野県飯田市の座光寺地区および上郷飯沼北条地区で実施された。苦手とされている巨石や高い地下水位が確認されているものの「軟らかくなっている可能性が高いこと、地下水位が特に高い区間は短い」として、シールド工法が適用可能と説明されたが、未調査箇所があることも説明されている。また、住民移転の代替地の説明では長野県駅周辺整備の説明から開始したため、住民軽視との抗議で駅周辺整備の説明を途中で中止せざるを得なくなったことや、住民相談に応じるために飯田市が設けた現地事務所の対応に不満が出ていることから、同年6月26日に飯田市議会リニア推進特別委員会は飯田市に地権者との信頼関係を重視した協議の場を設けることなどを要求する要望書を提出した。同年8月1日には移転可能な代替地情報の閲覧が飯田市で開始された。
2019年（平成31年）3月19日に長野県環境審議会は「中央アルプス県立公園」の中央新幹線の促進のために県指定解除を要求している。
2022年（令和4年）10月21日に長野県環境影響評価技術委員会は長野県駅新設の環境保全計画を審議をした結果、JR東海からの計画では地下水への影響の監視体制が不十分と指摘している。

#### 岐阜県内

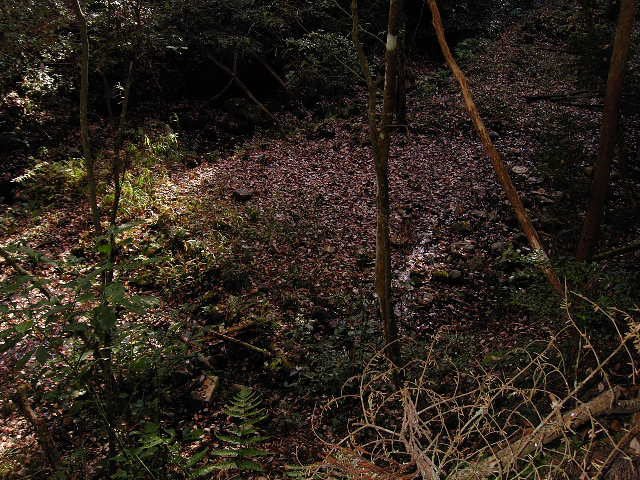
御嵩町の残土処分予定地は環境省の重要湿地に含まれる美佐野ハナノキ湿地群の一画で、環境保護から埋め立て反対運動も起こっている

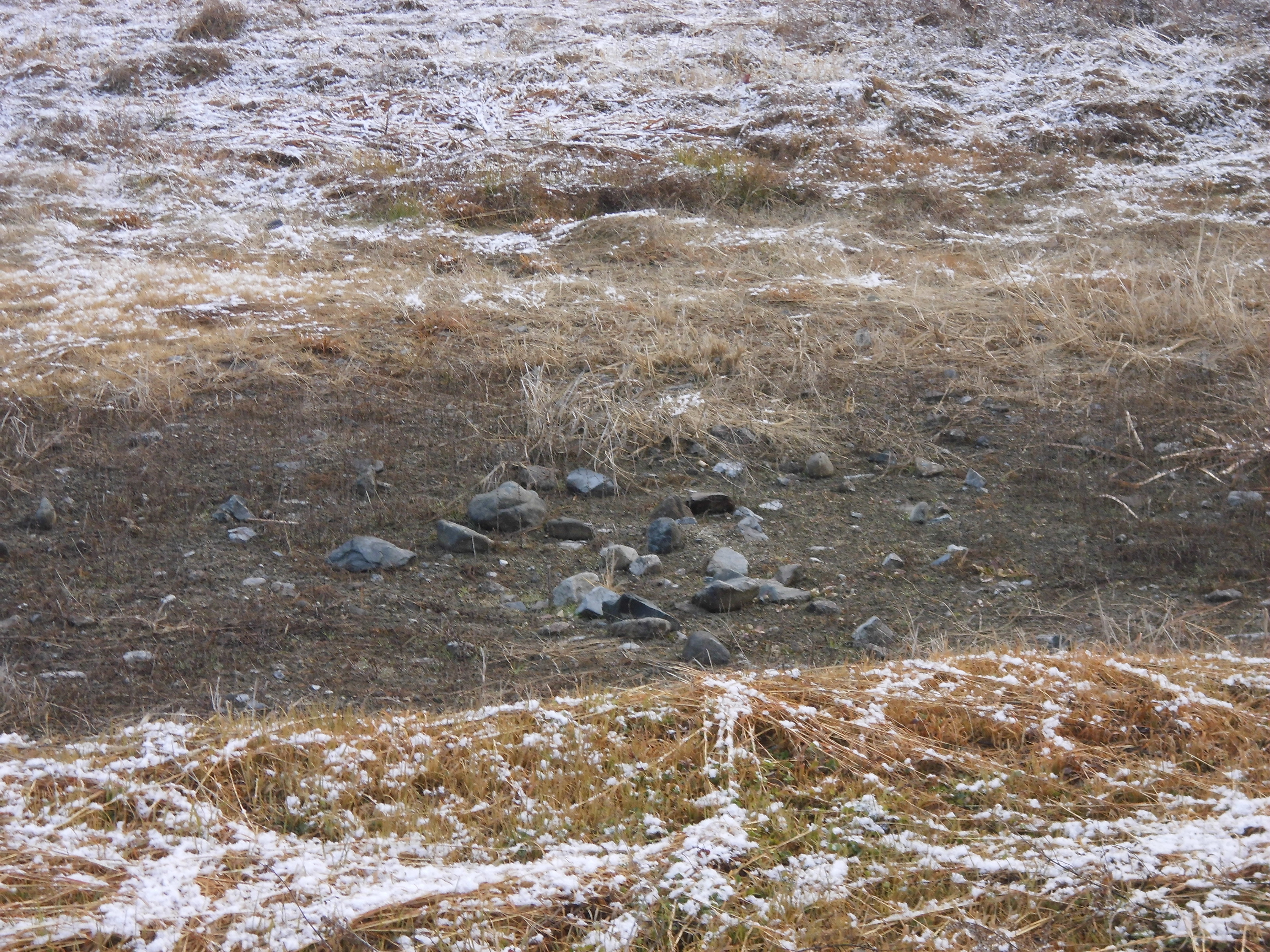
トンネル掘削工事により干上がった可能性がある瑞浪市の農業用湧水池

2017年（平成29年）12月11日-2018年（平成30年）1月16日に岐阜県庁ではパブリックコメントを募集し、県環境管理課はその期間中に中津川市・恵那市・可児市・御嵩町の3市1町で環境基準の類型の当てはめ方針（案）についての住民説明会を実施。その結果が公表されている。2018年（平成30年）6月26日には、JR東海が2017年（平成29年）のウラン鉱床に比較的近い地域における掘削調査においても「ウラン鉱床のようなウラン濃度が高い地盤を掘削する可能性は低いことが確認されている」と岐阜県に報告し、日吉トンネルでのウラン濃度の管理結果を『平成29年度における環境調査の結果等について【岐阜県】』に記載している。また、『「中央新幹線（東京都・名古屋市間）環境影響評価書【岐阜県】平成26年8月」に基づく事後調査報告書（平成29年度）』を岐阜県知事と多治見市長、中津川市長、瑞浪市長、恵那市長、土岐市長、可児市長、御嵩町長に提出しており、提出先の各地方自治体で縦覧可能である。
2020年（令和2年）3月31日には、岐阜県が第一中京圏トンネルから出る発生土を仮置きする可児市内への環境影響について検討した結果を具体的に示すよう求める意見書をJR東海に送っている。それに対し、同年9月17日にはJR東海から公表する旨が環境影響評価書で示されている「可児市内大森発生土仮置き場」における環境の調査及び影響検討の結果と環境保全措置を具体化した内容を関係自治体に送付したと発表している。
御嵩町はトンネルから出る発生土処分所の設置に対して慎重な姿勢をとっている。JR東海の打診に対して、2020年（令和2年）5月には環境保全策が不十分として町が設置を拒否した。その後、2021年（令和3年）9月になって渡辺公夫町長（当時）は、専門家に話を聞いて一定の理解ができたとして、「消極的賛成」としながらも受け入れを前提とした協議に入ることを公表した。しかし、住民の反発は大きく、新たに就任した渡辺幸伸町長は、2023年（令和5年）9月に受け入れ前提を前提とした協議を撤回して改めてJR東海と協議を行う方針を示した。
2024年（令和6年）5月、JR東海はトンネル掘削工事を行っている瑞浪市において、14か所の井戸やため池の水位低下や、枯渇する現象を確認したことを明らかにした。同社は他に地下水に影響を与えるような工事は行われていないことから、トンネル掘削が影響した可能性があるとして、工事を一時中断し、ボーリング調査を行うことを発表した。
2024年9月30日、JR東海は瑞浪市大湫町でトンネル工事が原因とみられる水位低下が確認された問題で、水位低下の原因を究明するためのボーリング調査を始めた。

#### 愛知県内
2018年（平成30年）4月1日に春日井市の伊藤太市長は大深度地下使用について、環境に対する住民の不安を払拭するため地域住民と合意形成を図るとともに、十分な説明を行うこと、何らかの影響があった場合の事業者の補償を含めた対応を明らかにすること、評価書には評価の根拠となる数値等を具体的に掲載することを求め、事業計画の具体的な内容、浸水や火災などがあった場合の安全性、環境保全、騒音・振動、水質、地下水・水資源、地盤沈下、生態系などについて愛知県知事に意見を提出している。
2018年（平成30年）12月に「名城非常口」（愛知県名古屋市）で、地下水漏洩により工事が中断していることが2019年（平成31年）3月16日の報道で判明した。それ以前の2018年（平成30年）11月24日に「リニアを問う 愛知市民ネット」は愛知県・名古屋市に『大深度地下使用についての要望書』を提出していた。
静岡工区で着工が遅れ、開業が延期される可能性が出て来たことから、愛知県の大村秀章知事は2019年（令和元年）6月5日に中部圏知事会議の席で静岡県の川勝平太知事に「（JR東海に）意見を言ってもできることとできないことがある。JRとよく話し合ってほしい」と伝え、6月10日の定例会見で開業時期が遅れることは「到底受け入れられない」と訴え、国との調整を望む考えを示したことに対して、6月11日の定例会見で川勝平太知事が「（リニア新幹線は）国の事業ではない。JR東海の事業計画で国が認可しているということだ」と述べ、当事者は静岡県とJR東海であると強調し、「私の立場としては南アルプスを大事にしたい」と愛知県との立場の違いを主張している。

### 大深度地下使用の認可取り消し審査請求
2019年（平成31年）1月10日には東京都大田区の沿線住民が国土交通省に「JR東海の説明は不十分だ」として、大深度地下の使用許可の認可取り消しを審査請求した。神奈川県でも同月21日の報道では「住宅地の地下で工事が行われることになり、地盤の陥没や有害物質の排出が懸念される」として同様に認可取り消しの請求を行っている。

### 環境省の対応
2014年（平成26年）4月23日に、JR東海はリニア中央新幹線の環境影響評価書を国土交通大臣に送付したが、環境省はこれを審査し、同年6月5日に石原伸晃環境大臣（当時）が意見を太田昭宏国土交通大臣（当時）に提出した。この中では、リニア新幹線計画全体について、「その事業規模の大きさから、本事業の工事及び供用時に生じる環境影響を、最大限、回避、低減するとしても、なお、相当な環境負荷が生じることは否めない」と指摘している。地下水の問題については「本事業のほとんどの区間はトンネルで通過することとなっているが、多くの水系を横切ることとなることから、地下水がトンネル湧水として発生し、地下水位の低下、河川流量の減少及び枯渇を招き、ひいては河川の生態系に不可逆的な影響を与える可能性が高い」とした上で、「水量の変化等、本事業が水資源に影響を及ぼす可能性が確認された場合、応急対策を講じた上で恒久対策を講じること。また、湧水については水質、水量等を管理し、適正に処理すること」が勧告された。また、電力消費の問題については、「本事業の供用時には現時点で約27万 kWと試算される大量のエネルギーを必要としているが、現在我が国が、あらゆる政策手段を講じて地球温暖化対策に取り組んでいる状況下、これほどのエネルギー需要が増加することは看過できない」とした上で、再生可能エネルギーや省エネ設備の導入計画（できる限り定量的な削減目標）を策定し、計画的に温室効果ガス排出を削減することが勧告された。他にも、「南アルプス国立公園及び拡張予定地の影響をできる限り回避すること」や、発生土の抑制・管理計画、大気質、騒音、振動、土壌のモニタリングと措置などの点についても指摘されている。

### 訴訟・行政に対するJR東海における対応
JR東海は2017年（平成29年）6月までに、路線の工事の状況や沿線の事後調査・モニタリングを更新しており、その中では2015年（平成27年）・2016年（平成28年）度の環境調査の結果や岐阜県のウラン鉱床の調査についても公表している。大井川水系の問題に関しても、工事の影響による河川における静岡県静岡市葵区の流量調査を年2回から月1回に変更している。
2017年（平成29年）11月1日には山梨県南巨摩郡早川町での第四南巨摩トンネル新設工事における環境保全を一部更新している。
2018年（平成30年）1月18日には、工事業者の独占禁止法違反について、工事契約手続きにおいて2017年（平成29年）12月25日分に加えて追加の対応を発表している。
2018年（平成30年）2月1日には「第一中京圏トンネル新設（西尾工区）工事」と「中央アルプストンネル（松川）外工事」における環境保全措置を公表すると発表している。
2018年（平成30年）2月21日には長野県下伊那郡大鹿村内発生土置き場（旧荒川荘）における環境調査・保全の概要が公表されている。
2018年（平成30年）3月20日には『大深度地下の公共的使用に関する特別措置法』に基づく、大深度地下使用の認可申請を行ったことと説明会を実施することを発表している。2018年（平成30年）5月に川崎市に行われた説明会資料も公開されている。
2018年（平成30年）9月14日には、静岡県・静岡市を始めとした関係自治体に対して作業員宿舎の工事の環境保全措置資料を送付し、静岡県・静岡市には工事着手前の事後調査報告書を提出している。
2018年（平成30年）12月には、第一中京圏トンネル新設（大森工区）の工事に当たり、『中央新幹線（東京都・名古屋市間）環境影響評価書【岐阜県】平成26年8月』に基づいた工事中の環境保全・事後調査・モニタリングにおける工事計画を公表している（2019年5月28日更新）。

## 静岡県の大井川の水を巡る問題
中央新幹線が静岡県域を通過するのは、南アルプストンネル（仮称、延長約25 km）のうち、静岡市葵区の約8.9 km 区間のみであるが、この区間が大井川水系の源流域に当たり、大井川水系の水量が減少することについて静岡県が懸念を示し、これを理由に静岡県がこの区間の工事について同意をしていない。もともとJR東海と静岡県はのぞみ通過問題、静岡空港駅設置問題を巡って長年争いが続いており、対立は深刻化した。2020年（令和2年）11月1日の報道では、静岡県は「（建設工事における）想定する主なリスクは、トンネル湧水の県外への流出による水利用への影響」「トンネルが地下水の流れを変える可能性」「地下水位の大幅な低下による沢枯れ、生態系への悪影響」などを挙げ、JR東海に対して「着工前に将来、発生する現象と影響を完全に予測できない」「掘削でトンネル内に湧き出る水の量を確定的に予測することができない」ことを理由に、不確実性を前提にした対処を要求していると報じられており、（他県側で湧出したものも含めた）トンネル湧水の全量を恒久的に大井川に戻すことを要求する静岡県と、大井川水系の水量と水質が維持できる範囲での湧水戻しを主張するJR東海の間で意見が対立し、国（国土交通省）を巻き込んだ議論となっている。

### 大井川の流量減少を巡って（2013年 - 2017年）
大井川については中央新幹線計画が本格化する以前より、中下流域の奥泉ダム、大井川ダムおよび塩郷ダムからの取水が主な原因で、下流域で渇水の傾向が見られた。
特に塩郷ダムから下流は、分岐する導水路から川口発電所が最大毎秒90トンにも及ぶ発電用水を利用し、大井川に戻らずにそのまま大井川用水として最大毎秒43トン利用されていることもあり、大井川の流量減少が問題となっていた。
2013年（平成25年）9月にJR東海が示した環境影響評価準備書では、上流域にあたる二軒小屋から木賊までの9地点において、河川および井戸の流量が最大毎秒2トン減少するという予測が発表された。これに対し、静岡県は翌2014年（平成26年）3月、川勝平太静岡県知事による知事意見として「大井川の流量を減少させないための環境保全措置を講ずること」などを要望し、「本県境界内に発生した湧水は、工事中及び供用後において、水質及び水温等に問題が無いことを確認した上で、全て現位置付近へ戻すこと」とした。
JR東海は同2014年（平成26年）8月に環境影響評価書を公表し、流量減少予測の前提として「地下水が岩盤の隙間からトンネル内に湧水として排出される」とした上で、環境保全措置としてNATM工法の採用を挙げ、「覆工コンクリートと地山の間に空隙が出来ないため、トンネル内への地下水の湧出が少ないと考えられる」「河川流量の減少量を少なくできると考えている」とした。また、流量減少に伴う代替水源の確保として、先進導坑掘削中は非常口までポンプアップして大井川に戻し、貫通後および工事完了後は流量減少量や河川への影響に応じて戻すとした。
その後、JR東海が大井川水資源検討委員会を設置し、有識者らと共に検討した結果、2015年（平成27年）11月に導水路トンネルの計画を公表した。西俣非常口から椹島で大井川に合流する地点まで約12 kmのトンネルを大井川右岸に建設し、自然流下で毎秒1.33トンの流量が戻るとした。残りの毎秒0.7トンについても、先進導坑から導水路トンネルまで必要に応じてポンプアップすることで減少を回避することができるとした。2017年（平成29年）1月には環境アセスメントの事後調査報告書が公表され、導水路トンネル等に関して大井川水資源検討委員会で提示されたものと同様の内容が盛り込まれた。これに対し、静岡県 環境影響評価審査会は県知事への答申案をまとめ、ポンプアップについて「『常に』でなくては困る」として、ポンプ施設の維持管理や恒久的な稼働についても明記した協定を締結するよう求めた。また川勝知事は「62万人の命の水が失われる。全量を戻してもらう。これは県民の生死に関わる」などと反発し、「減少する毎秒2立方メートルの全量戻し」を主張した。
これを受けて、静岡県は2017年（平成29年）4月3日に知事意見を発表し、「導水路トンネルにより流量が回復するのは導水路トンネル出口から下流域であり、出口から上流域については別途の流量回復措置が必要となる」として、西俣非常口及び千石非常口へのポンプアップを求めた。これに加えて、水資源の減少に伴う水利用への影響回避に向けて、大井川の下流利水者11者とJR東海が、流量減少対策に関する基本的な事項を共有するための基本協定を同月末までに締結することを求めた。この基本協定に関して、JR東海は同月28日に静岡県に宛てた回答書のなかで、「大井川下流域の水利用の保全に関する書面を取り交わすことについて、静岡県を窓口として打合せをしております」と記載している。

#### JR東海と静岡県との間の認識の齟齬
報道によれば、JR東海の認識では、静岡県が取りまとめ役となって基本合意の文書案作りを進めており、合意案がほぼまとまり最終段階に入っていたとされている2017年（平成29年）10月の時点で川勝知事が突然、「JR東海の態度は極めて傲慢だ」と、協定締結に反対を表明したとされる。
一方で、静岡県側の認識では、工事認可前の段階から「トンネル湧水の全量を戻せ」と主張し続けているが、JR東海からは回答がなかったため、トンネル湧水の全量を戻すよう何度もJR東海に要求しているとしている。また、静岡県の資料や公式ホームページでも、県はJR東海に対して「トンネル湧水の全量を戻す」ことを求め続けているが、JR東海は「トンネル掘削による河川流量の減少量は特定できるので、全量戻しは必要ない」、「河川流量の減少量や度合いに応じ、トンネル湧水を大井川に戻す（トンネル湧水の一部は山梨県へ流出する）」との見解で、認識の違いにより、具体的措置を講じるための対話を進められなかったとしている。

### JR東海による全量戻し表明と静岡県知事の態度硬化（2017年 - 2022年）
その後、静岡県は減量分の毎秒2立方メートルだけでなく、トンネル内の湧水全量を試算して、そのすべてを戻すよう求めた。

#### 2017年
2017年（平成29年）10月10日、川勝平太・静岡県知事は記者会見の冒頭、南アルプストンネル工事について発言を行った。川勝知事が自ら会見でリニアに言及するのは2010年（平成22年）6月28日以来、実に7年ぶりのことであった。川勝知事は、かつて国土交通省の国土審議会の委員を務めていたことに触れ、大井川の水問題について「不明にして私が分からなかった、気付いていなかったこと」としながら、以下のように発言した。
川勝は、国土交通省の国土審議会の委員のほかJR東海の広報誌『Wedge』に20年ほど関わったことがあり、自らを推進論者であったとし、また、そのようにみられていた。川勝は、地元の声を聞いたり環境アセスメントの手続きで知事の意見をまとめたりする過程で水問題の重要性を知り、考え方に変化が生じたと自身で記し、これらがきっかけとなっている。実際に、2014年まではリニアに多大な期待を寄せていたことがうかがえる資料がある。また、リニア工事・開通はもともと静岡県には害はありえても事実上益がなく、静岡の県庁自体に県の利害を一顧だにしないJR東海への反感が強く、それを川勝が代弁したという見方もある。なお、川勝に水問題を提言したのは当時のブレーンであった山﨑真之輔（ふじのくに県民クラブ）である。
同年11月30日の記者会見でも、川勝知事はJR東海に対し「南アルプストンネル（仮称）で発生したトンネル湧水の全量を恒久的にかつ確実に大井川に戻すこと」を求めた。

#### 2018年
2018年（平成30年）3月13日には引き続き静岡県知事が記者会見で、中央新幹線の工事業者が指名停止処分を受けたことについて、不正がはっきりした場合はそれに応じた仕事はそちらに回せないという形で対応したい旨発言している。
同年7月11日に静岡県知事は、トンネル工事の作業員の宿舎や道路については問題はないということだが、水の問題についてはトンネル工事開始の段階で別の話としている。
続く8月29日には静岡県が、大井川の水資源が減少する問題について、トンネル工事でポンプアップしないと一部が山梨県側に流れるものとしている。静岡県内では渇水問題で節水対策として取水制限が頻発している状況で全量を静岡県側へ戻すものとしないといけないものと資料で提示している。
同年9月19日、JR東海は南アルプストンネル建設の準備工事となる作業員宿舎の建設に着手した。これに対して静岡県知事は「私たちが問題にしているのは、南アルプスにトンネルを掘ると大井川の水が減少すること。それはとても心配している。工事は誠意ある形にしてもらわないと周りの非難を浴びる」と同月19日に報道されている。
翌20日には静岡市長・田辺信宏の記者会見において、静岡県とJR東海が「大井川の流量減少問題」について合意がない段階でも「南アルプストンネル工事静岡工区」での林道東俣線の通行許可をJR東海に出すとし、トンネル建設に向けた準備工事にあたる作業員用宿舎建設工事に限って林道の使用許可を出したことが報道された。
同年10月9日には、静岡県知事は大井川の水資源喪失について丹那トンネルによる丹那盆地での産業変化を例に挙げて、失われた水資源は戻らないことを指摘している。同月19日にはトンネルを掘れば必ず水が出るが、失われた水は戻ってこない。2027年開通にこだわる理由が国への債務であると考えているが、南アルプス山脈は軟弱土質で重金属が出る所もあり、中部横断自動車道の開通が1年以上延期になったように、軟弱土質にぶつかれば2027年どころではない。JR東海はようやく問題の重大さに気付いたようだが、環境調査を精査するべきであると指摘している。大井川水資源の問題は国土交通省の関係者も「2018年8月の日経ビジネス」で掲載されるまで認識していなかったのでは、とする一方で、技術的に可能、大阪まで一気に開通しないとリニア新幹線としての有効性がないという判断でルートを決定したのは安易であると問題提起している。
同年10月にJR東海は、「原則として静岡県内で湧出するトンネル湧水の全量を大井川に流す措置を実施する」ことを表明、減量分毎秒2立方メートルだけでなく、湧水全量の試算である毎秒2.67立方メートルを戻すとした。同年11月、これを受けて、静岡県は「地質構造・水資源専門部会」、「生物多様性専門部会」を設置し、科学的根拠に基づく対話が開始した。21日には静岡県が独自に「静岡県中央新幹線環境保全連絡会議」を設置。JR東海は静岡県に対し大井川水系の水量を全量戻す方法などを説明し、今後も協議を重ねていくとしている。ただ、水量を戻す手段や水利権者の合意が課題となる。ただ、静岡県知事は同年12月18日の記者会見において、リニアの耐久年数から水量の全量戻しが30年の補償期間がないことも懸念している。また、静岡県は、「JR東海が一般の人はおろか専門家でもわかりにくい説明を続けている」、「県の専門部会が求める追加の調査や解析データの開示が十分に行われず、対話が進まなかった。」としている。

#### 2019年
2019年（平成31年）1月4日には、静岡県知事は「大井川の水量および生態系の影響」を熟考する条件なら賛成であると表明している。
同月25日には大井川の水資源の影響について、静岡県の中央新幹線対策本部長である難波喬司静岡県副知事は「正直、あぜんとした。リスク管理を事前にできないと言っているに等しい。それなら（リニア新幹線事業を）やめてほしい。そのような基本姿勢を改めない限り、議論を進める必要はない」と言及しており、JR東海に対する基本認識の違いから来るリスク管理の再考を求め、同月30日の連絡会議でもリスク管理の要求を改めて求めている。同年2月5日の知事会見でも同様に言及している。
同年2月4日には、静岡県庁で公共事業チェックの会（宮本岳志、武田良介、初鹿明博、山崎誠の4名の国会議員の参加）により、「リニア中央新幹線」のトンネル工事における主に大井川減水問題でヒアリングを行っている。
同年5月10日には、大井川利水関係協議会が開催された。島田市長はJR東海からの準備工事の申し入れ受認について明文化が必要、川根本町長は静岡市のJR東海とのトンネル工事合意協定の発言については一旦白紙撤回しない限り静岡市との協議に応じないと明言していることを知事会見で報告している。
同月28日には、静岡新聞社の取材に対し、大井川流域の川根本町と島田市だけでなく水資源を利用している8市2町（焼津市、掛川市、藤枝市、袋井市、御前崎市、菊川市、牧之原市、吉田町）の首長は大井川利水に関して準備工事を認めると本体工事も容認したように受け取られかねないと警戒し、水の全量確保や水質問題に万全を期すようにと意見を述べている。リニア建設に賛同する首長もおり、袋井市の原田英之市長は「国全体として考えるならリニアは必要だ」とした上で、「JRは、地域の人を納得させるプロセスをきちんと踏むべきだ」とも訴えている。
同年7月18日には、難波喬司静岡県副知事が山梨県庁を訪れ、若林一紀山梨県副知事と面会し、山梨県側からは「静岡県の懸念は理解した。JR東海と静岡県が課題の解決に向けて互いに真摯に話し合うことを願っている」とのコメントがなされた。
同年8月29日には、新美憲一中央新幹線推進本部副本部長は2018年（平成30年）10月にJR側がトンネル湧水の全量を大井川に戻すという方針を「工事終了後の認識」と釈明し、工事中を含む全量回復の方針を事実上撤回した。

#### 2020年
2020年（令和2年）1月17日には、国土交通省は「トンネル湧水の全量の大井川表流水への戻し方」「トンネルによる大井川中下流域の地下水への影響」の2点についてJR東海側の説明が静岡県側において納得が得られていないと考えており、この科学的・工学的な課題については三者協議とは別に設置した有識者会議の検証結果を踏まえた助言や指導を行うことが考えられるとし、JR東海に対しては責任ある説明を求め、地元の不安を払拭して適切な方法で工事を進めることが大切であると指導、監督を行いたいとする旨の回答を公表した。同年3月中に「リニア中央新幹線静岡工区に係る有識者会議」の委員候補者を静岡県が独自に公募した。同年4月、蔵治光一郎東大教授（森林水文学）並びに稲場紀久雄大阪経済大学名誉教授（環境科学）を推薦したが、国土交通省はこれを拒否した。
同年2月12日には、知事会見で南アルプスがユネスコエコパークに指定されており、SDGsの観点からも環境省などの関連する他省庁が委員として協議に関わるべきであると言及している。同年4月に第1回リニア中央新幹線静岡工区有識者会議の開催がなされた。座長には元国土交通省社会資本整備審議会会長の福岡捷二中央大学教授が選任された。
同年6月26日、JR東海の金子慎社長が静岡県庁を訪れ、川勝平太県知事との初会談に臨んだ。金子社長は2027年（令和9年）開業予定が困難になるとして準備工事着手に同意を要請したが、川勝知事は認めず物別れに終わった。更に、県は同年7月3日にJR東海宛に「準備工事の着手を認めない」と文書で回答した。JR東海は事実上の期限としていた予定月内（2020年〈令和2年〉6月）着工を断念し、翌週にも開業の延期と計画の見直しを表明する見通しとなり、同年7月3日に「品川 - 名古屋間の2027年開業は難しい」として、開業延期を事実上表明した。同年7月10日には国土交通省の事務方トップの国土交通事務次官・藤田耕三が静岡県庁において川勝知事と会談をした。
同年10月2日、静岡県がリニア新幹線の開業を遅らせているという誤解を払拭しようと、全国のメディアに向けに、難波副知事による記者会見が開かれた。川勝知事による「トンネル湧水は一滴たりとも県外に渡さない」という頑なな姿勢について問われると難波副知事は、「ゼロリスクはあり得ない。例えば、1滴たりとも流さないという確約はできない。」、「全量戻すということを前提に、これからやっていくわけだが、仮に工事をやったときに大出水があって、それを全量戻せないことはあり得る。」、「水を全量戻すべきとしているのは工事の前に推定できる水の流出量についてのみ」、「その推定が実際の工事によって流出する水量と完全に一致することまで求めていない」と述べた。

#### 2021年
2021年（令和3年）3月23日、10回目となる有識者会議において公表された中間報告で、「大井川水系の全量の戻し方が論点」としつつ、「工事期間中は全量戻しとはならないが、下流の河川流量は維持される傾向にある」と纏められ、翌日の会見で川勝知事は、有識者会議の進み具合を「1合目だ」との認識を示した。これは、難波副知事が3月上旬に「8合目」と評したのと対照的だった。南アルプスにトンネルを掘れば山の水が抜け、JR東海の計画では工事期間中は山梨県側などにこの水が流出する。県はトンネルに抜けた水を大井川に全量を戻すよう主張しているが、中間報告には「全量戻しでなくても大井川水系の水量と水質は維持できる」と考えているJR東海の主張がソフトな言い回しで採り入れられた。これを受け、金子社長は3日後の会見で「中下流に影響ないとの議論をいただいた」とし、同年4月8日の会見でも「有識者会議も水利用に影響しないだろうとおっしゃっていただいている」と踏み込んだ認識を示している。
同年4月7日、有識者会議の第9回の議事録の中で座長の発言の改変が判明し、13日にも第8回の議事録が改変されていることが判明。これに対し県は「議事録の透明性が確保されていない」と国交省を批判している。
同年12月9日、大井川の水環境問題を議論した国の有識者会議の結論（中間報告）が取りまとめられ、「トンネル湧水量の全量を大井川に戻すことで中下流域の河川流量は維持される」、「トンネル掘削による中下流域の地下水量への影響は、極めて小さい」と結論づけられた。これに対して、川勝知事は、「全量戻しができるのかできないのかわからないのが中間報告を読んでの率直な感想。全量戻せないならばおそらくは工事はできないだろうと思う人が多い」と述べた。

### ボーリング調査と田代ダム取水抑制案の提示（2022年 - ）
2022年（令和4年）4月26日の専門部会において、JR東海側が、大井川上流の田代ダムから山梨県側に送られている水の量を抑制することで、トンネル工事で静岡県外に流出する分を相殺するという案を提示。難波喬司副知事は終了後、「案としては十分あり得るが、現実性があるのかは別の問題」とし、検討を続ける考えを示した。
2023年1月31日、山梨県内のボーリング調査により、静岡県内の地下水が山梨県側へ流出することを懸念し、流失分を戻す方法について合意するまで調査を認めないとする文書をJR東海に送った。これは、「切羽前方の高圧・大量の湧水を事前にできるだけ抜いておくこと」を目的の一つにJR東海が開発した「トンネル切羽（掘削の最先端箇所）から水平にボーリングして、前方の地質を確認する」"高速長尺先進ボーリング"を行うものである。県境付近の断層破砕帯に遭遇した際の湧水の発生などにより静岡県内の水が大量に流出することを懸念し、地下水を推定する科学的方法や大井川への還元方法について合意してから調査をするように求めた。
2023年（令和5年）4月14日、静岡県側が「田代ダム取水抑制案」の大枠を了承するも、南アルプスの生態環境への懸念や、工事で発生する残土対策などは引き続き説明や対応を求めた。また、静岡県は冬場や渇水期における取水抑制へのデータ・解析が必要と意見している。6月22日からはJR東海と田代ダムを管理する東京電力リニューアブルパワー（東電RP）との協議が開始され、10月には大筋がまとまった。12月21日には、JR東海より、東電RPと具体的な方法について基本合意したことが公表された。
2024年（令和6年）3月29日、JR東海は、静岡工区でトンネル工事に着手できず、「静岡工区が品川〜名古屋間開業の遅れに直結している」などとして、目標だった2027年の開業を断念する考えを示す。
4月2日、川勝知事は立憲民主党静岡県連の顧問を務める渡辺周衆議院議員に「リニアの開業時期が延期され、一区切りがついた」と自身の後継として知事選出馬を打診した後、県議会6月定例会をもって辞職する意向を表明した。その後、川勝は4月10日に辞職願を提出し、5月9日に失職した。
同年5月14日、静岡県の専門部会が、静岡県内の地下水が山梨県に流出する可能性から、認めてこなかった県境から山梨県側におよそ３００メートル以内のボーリング調査による掘削を容認した。
同年5月26日の静岡県知事選に当選し、28日より同県知事に就任した鈴木康友は、就任後のインタビューでリニアについて問われると、「推進は前提」としつつ、「大井川の流域の市町や住民が、水の問題とか、環境の問題に対する一定の不安感もお持ちなので、しっかり解消していくということがないと軽々には進めません。」、「…いま行動を始めているところでありますので、スピード感を持ってやっていく」と答えた。
同年6月5日、鈴木はJR東海社長の丹羽俊介と初の会談を行った。鈴木はリニア推進の立場を示し、「水資源の確保と環境保全の両立を図る方向性は堅持していく」、28項目の課題への対応と、大井川の流域市町の納得が前提とし、丹羽に対し、県内への経済的なメリットも示すよう要望した。丹羽は、静岡工区について、早期着手に向けて関係を強化したい考えを示した。
同年6月18日、静岡県は、県境近くの山梨県内での掘削工事を条件付きで容認すると発表し、JR東海、山梨県との間で合意した。合意では、山梨県内の工事により、山梨側に流出した水について、静岡県が所有権の主張や返還を求めないと明記した。
同年9月17日、静岡県が、JR東海によるボーリング調査を県内で行うことを容認した。
同年11月20日、山梨県側から進めていたボーリング調査が、県境を超えて静岡県側に入った。

### リニア建設における静岡県の対応についての反応

#### 相次ぐ静岡県に対する批判・非難
2024年3月、JR東海が中央新幹線 品川 - 名古屋間の2027年開業を断念する方針を示し、開業が早くても2034年以降にずれ込む見通しとなったことで、「静岡県がリニア工事を認めないことで、日本の技術力発展が妨げられている」や「静岡県のイメージが悪くなる」などの批判が寄せられ、SNSでは批判的な声が上がった。そのほか、堀江貴文や西村博之など著名人からの批判もあがった。
また、過去の川勝の経歴が問題になった。デイリー新潮では、本人が「20歳のころに『毛沢東選集』全巻を読み、毛沢東の理論に興味を持った」と語ったことから、「大の親中派」とし「日本にリニア開発競争を挑んだ中国を利する目的があったとしても不思議はない」と報道。また月刊WiLLでも、川勝が習近平と2010年に会談していることや一帯一路を評価していることをあげ、「大の親中派」として、「リニア計画を凍結させようと奔走する一方で、浙江省のリニア計画が進む中国との関係を深めることに努力を惜しまない」などと評している。また、川勝の主張に対しては、「100キロメートル以上離れたトンネル工事が生活に支障を来すほどの影響を与えた例はない」、反対理由については「あくまで反対ありきだった」としている。
2020年5月、大井川の問題を巡り、国土交通省主催の専門会議の協議が進められる中、4月下旬に開かれた専門家会議の後、インターネット上では、「知事だけが反対し、ごねている」など誤った情報に基づくコメントや、静岡県民や大井川流域住民を中傷する投稿が相次いだ。また川勝が再選した際にも、SNS上が大荒れとなった。

#### 静岡工区の遅れが強調されていることへの指摘や静岡県への批判に対する反論・肯定的意見
一方で、川勝を支持する声もあがり、また川勝は元々はリニア大推進派であることや、「トンネルの位置は大井川の源流」に当たること、「大井川の水量が少なくなれば流域の茶農家などに影響が出る恐れがある」、「静岡県にデメリットはあっても、メリットはない」と指摘する記事もある。
リニア工事はそもそも他の都県でも大幅に遅れていて、ジャーナリスト樫田秀樹の調査によれば静岡県のみならず全ての都県で2 - 10年程度遅れている区間があり差止訴訟に発展している地域もあって工事終了時期が見通せない状態で、静岡県の反対による遅ればかりが強調されるのはJR東海自身の責任逃れのためではないかとの指摘も出ていた。
リニア工事遅れについては、川勝知事や県庁のゴネ行為や静岡県民の意向とするバッシングが起きていた。しかし、リニア新幹線沿線住民ネットワークは、「リニア工事は全都県で遅れている」と訴えており、川村晃生共同代表も「工事の遅れは珍しいことではない。だが問題は、JR東海がそれを『静岡悪者論』に利用することだ」と強調しているほか、対策の方向性は打ち出されても、JR東海は静岡県が納得するだけの具体策を詰めていないとの指摘もある。また、実際に神奈川県相模原市に建設予定のリニア車両基地は工期11年の計画だが、用地買収が未完で2024年3月時点で未着工となっている。対して、『悪夢の超特急 リニア中央新幹線』の著者の樫田秀樹は長野県でも問題が起きているとして静岡県だけの問題ではないと反論している。
結局、JR東海は川勝知事の辞意表明後、4月4日に甲府市の山梨県駅や長野県飯田市の高架橋で工事完了が31年まで遅れる見通しを初めて明らかにした。
また、岐阜県瑞浪市で、2024年5月に、2023年12月中旬と翌年2月中旬に瑞浪市の日吉トンネルの掘削工事現場で水が湧き出て、井戸の水位低下が判明すると、大井川の問題と、この事象と結びつけて心配する声も上がった。川勝はこの事象について、「生態系の有識者会議では、どの沢、どの渓流も、みんな水位が下がると言っている、それの一事例が岐阜ではないでしょうか」とコメントした。

### 沿革
人物の役職・肩書きは当時のもの。
- 2008年（平成20年）10月21日：JR東海がCルート（南アルプスルート）で建設する方針を決定。
- 2013年（平成25年）9月：JR東海の環境影響準備書で大井川上流域の9の地点で最大毎秒2トン減少するという予測が発表[284]。
- 2014年（平成26年）
  - 3月：川勝平太静岡県知事による知事意見として、「大井川の流量を減少させないための環境保全措置を講ずること」、「本県境界内に発生した湧水は、工事中及び供用後において、水質及び水温等に問題が無いことを確認した上で、全て現位置付近へ戻すこと」などを要望[285]。
  - 8月：JR東海が環境影響評価書を公表し、環境保全措置としてNATM工法の採用を挙げる。またJR東海は、流量減少に伴う代替水源の確保として、先進導坑掘削中は非常口までポンプアップして大井川に戻し、貫通後および工事完了後は流量減少量や河川への影響に応じて戻すとした[286]。
- 2015年（平成27年）11月：JR東海は大井川水資源検討委員会で検討した結果、導水路トンネルの計画を発表。これにより、自然流下で毎秒1.33トンの流量が戻り、残りの毎秒0.7トンについても、必要に応じてポンプアップすることで減少を回避することができるとした[289]。
- 2017年（平成29年）
  - 1月：導水路計画について、大井川水資源検討委員会で提示されたものと同様の内容が盛り込まれた[290]。
  - 2月22日：静岡県 環境影響評価審査会は県知事への答申案をまとめ、ポンプアップについて「『常に』でなくては困る」として、ポンプ施設の維持管理や恒久的な稼働についても明記した協定を締結するよう求めた[291]。
  - 4月3日：知事意見において「導水路トンネルにより流量が回復するのは導水路トンネル出口から下流域であり、出口から上流域については別途の流量回復措置が必要となる」として、西俣非常口及び千石非常口へのポンプアップを求めた。また、水利用への影響回避に向けて、大井川の下流利水者11者とJR東海が、流量減少対策に関する基本的な事項を共有するための基本協定を同月末までに締結することを求めた[293]。
  - 10月10日：川勝知事が記者会見で南アルプストンネル工事について発言、7年ぶりにリニア工事に関する言及を会見で行った[298]。
  - 11月30日：川勝知事はJR東海に対し「南アルプストンネルで発生したトンネル湧水の全量を恒久的にかつ確実に大井川に戻すこと」を求めた[309]。
- 2018年（平成30年）
  - 8月29日：静岡県内が、県内では渇水問題で節水対策として取水制限が頻発している状況で全量を静岡県側へ戻すものとしないといけないものと資料で提示[316]。
  - 9月19日：JR東海は南アルプストンネル建設の準備工事となる作業員宿舎の建設に着手。
  - 10月9日：川勝知事は大井川の水資源喪失について丹那トンネルによる丹那盆地での産業変化を例に挙げて、失われた水資源は戻らないことを指摘[320]。
  - 10月：JR東海が、減量分毎秒2立方メートルだけでなく、湧水全量の試算である毎秒2.67立方メートルについて「原則として静岡県内で湧出するトンネル湧水の全量を大井川に流す措置を実施する」と表明。[297][296][295][292]。
  - 11月：10月の表明を受けて、静岡県は「地質構造・水資源専門部会」、「生物多様性専門部会」を設置し、科学的根拠に基づく対話が開始[296]。21日には静岡県が独自に「静岡県中央新幹線環境保全連絡会議」を設置。
  - 12月18日：川勝知事は記者会見で、リニアの耐久年数から水量の全量戻しが30年の補償期間がないことを懸念[324]。
- 2019年（平成31年/令和元年）
  - 1月4日：川勝知事は「大井川の水量および生態系の影響」を熟考する条件なら賛成であると表明[325]。
  - 1月25日：難波喬司静岡県副知事は、JR東海に対する基本認識の違いから来るリスク管理の再考を求める[326]。
  - 2月4日：静岡県庁で公共事業チェックの会により、トンネル工事における主に大井川減水問題でヒアリングを行う[329]。
  - 5月10日：大井川利水関係協議会が開催[331]。
  - 5月28日：大井川流域の水資源を利用している8市2町の首長は大井川利水に関して準備工事を認めると本体工事も容認したように受け取られかねないと警戒し、水の全量確保や水質問題に万全を期すようにと意見を述べる[332]。
  - 7月18日：難波副知事が山梨県庁で、若林一紀山梨県副知事と面会、山梨県側は「静岡県の懸念は理解した。JR東海と静岡県が課題の解決に向けて互いに真摯に話し合うことを願っている」とコメント。
  - 8月29日：JR東海が、前年10月に示したトンネル湧水の全量を大井川に戻すという方針を「工事終了後の認識」と釈明し、工事中を含む全量回復の方針を事実上撤回[334]。
- 2020年（令和2年）
  - 1月17日：国土交通省は「トンネル湧水の全量の大井川表流水への戻し方」、「トンネルによる大井川中下流域の地下水への影響」の2点についてJR東海側の説明が静岡県側において納得が得られていないとの考えで、三者協議とは別に設置した有識者会議の検証結果を踏まえた助言や指導を行うことが考えられるとし、JR東海に対しては責任ある説明を求め、地元の不安を払拭して適切な方法で工事を進めることが大切であると指導、監督を行いたいとする旨の回答を公表[335]。
  - 4月：第1回リニア中央新幹線静岡工区有識者会議の開催[339][340]。
  - 6月26日：金子慎JR東海社長と川勝平太静岡県知事が静岡県庁で会談し、金子社長は2027年開業予定が困難になるとして準備工事着手に同意を要請したが、川勝知事は認めず[341][342]。
  - 7月3日：JR東海宛に「準備工事の着手を認めない」と文書で回答[341][342]。JR東海は、2020年6月着工を断念し、「品川 - 名古屋間の2027年開業は難しい」として、開業延期を事実上表明[344]。
  - 7月10日：国土交通事務次官・藤田耕三と川勝知事が静岡県庁において会談[345][346]。
  - 10月2日：難波副知事が全国のメディア向けに記者会見を開き、「ゼロリスクはあり得ない」と表明[347]。
- 2021年（令和3年）
  - 3月23日：10回目の有識者会議において公表された中間報告で、「大井川水系の全量の戻し方が論点」、「工事期間中は全量戻しとはならないが、下流の河川流量は維持される傾向にある」とまとめられる[348]。
  - 4月7日：有識者会議の第9回の議事録の中で座長の発言の改変が判明、13日にも第8回の議事録が改変されていることが判明。これに対し県は「議事録の透明性が確保されていない」と国交省を批判[349]。
  - 12月7日：国の有識者会議の結論（中間報告）が取りまとめられ、「トンネル湧水量の全量を大井川に戻すことで中下流域の河川流量は維持される」、「トンネル掘削による中下流域の地下水量への影響は、極めて小さい」と結論づける[292]。
- 2022年（令和4年）4月26日：専門部会において、JR東海側が、大井川上流の田代ダムから山梨県側に送られている水の量を抑制することで、トンネル工事で静岡県外に流出する分を相殺するという案を提示[350]。
- 2023年（令和5年）
  - 1月31日：山梨県内のボーリング調査により、静岡県内の地下水が山梨県側へ流出することを懸念し、流失分を戻す方法について合意するまで調査を認めないとする文書をJR東海に送る[351]。
  - 4月14日：静岡県側が「田代ダム取水抑制案」の大枠を了承するも、南アルプスの生態環境への懸念や、工事で発生する残土対策などは引き続き説明や対応を求めた[354]。
  - 6月22日：JR東海と田代ダムを管理する東電RPとの協議が開始[356]。
  - 10月：東電RPとJR東海との間で大筋がまとまった[357]。
  - 12月21日：JR東海より、東電RPと具体的な方法について基本合意したことが公表された[358]。
- 2024年（令和6年）
  - 3月29日：JR東海が静岡工区でトンネル工事に着手できず、「静岡工区が品川〜名古屋間開業の遅れに直結している」などとして、目標だった2027年の開業を断念する考えを示す[359][21][22]。
  - 5月14日：静岡県の専門部会が、山梨県側におよそ３００メートル以内のボーリング調査による掘削を容認[363]。
  - 6月5日：鈴木康友静岡県知事と、丹羽俊介JR東海社長が初の会談[365]。
- 2025年（令和7年）
  - 1月5日：東京新聞によるJR東海への取材で、完成時期が着工時に目標とした2027年を超える工区が計18工区に上ることが判明した。静岡県の理解を得られず着工が遅れている南アルプストンネル静岡工区のほか、他県でもトンネル掘削の長期化や用地取得の遅延、作業員確保の難航など複数の要因で工期延長が相次いでいる。2027年開業をうたった見通しの甘さを指摘する声も出ている。18工区のうち、風越山トンネル（長野県飯田市）はシールドマシン（掘削機）による掘削開始を2028年度の冬ごろとし、完成時期を示せていない。掘削に先立つ資機材置き場の整備が、埋蔵文化財調査などで遅れているためという[383]。
  - 6月2日：県の地質構造・水資源部会専門部会が、JR東海が示していた田代ダム案などの水資源対策について了承[384][385]。

## 談合事件

### 刑事裁判
2018年（平成30年）3月23日、東京地方検察庁特捜部は公正取引委員会からの告発を受け、談合を行ったとして大林組、清水建設、大成建設、鹿島建設の4社および大成建設・鹿島建設の担当者各1名を起訴した。中央新幹線品川駅・名古屋駅の建設工事に関して、事前に受注予定業者を決めるなどして競争を制限した疑い。起訴内容を認めた大林組と清水建設に対しては、2018年（平成30年）10月22日に罰金刑が下された。無罪を主張する大成建設・鹿島建設とその担当者各1名についても、2021年（令和3年）3月1日にそれぞれ有罪判決が下された。

### 行政処分
独占禁止法に基づく談合事件に関する行政処分として、公正取引委員会による排除措置命令と課徴金納付命令があり、該当する工事を受注した大林組と清水建設に数億円から数十億円の課徴金が課されることが見込まれている。なお、2019年（令和元年）の独占禁止法改正により、これらの処分の除斥期間は違反行為がなくなった日から7年とされている。
2020年（令和2年）12月22日には、公正取引委員会により大成建設・鹿島建設・大林組・清水建設の4社に談合事件において再発防止要求の排除措置命令が出された。また、大林組・清水建設の2社には43億2170万円の課徴金納付命令も出された。大成建設と鹿島建設は公正取引委員会を相手取り排除措置命令の取り消しを求め提訴。2024年6月27日、東京地裁は措置命令は適法だったとして、請求を棄却する判決を言い渡した。7月9日、2社は判決を不服として控訴した。2025年5月15日、東京高裁は一審判決を支持し、2社の控訴を棄却した。26日、鹿島建設は判決を不服として上告した。27日には大林組も上告した。

## 歴史
- 1962年（昭和37年）： 東京-大阪間（約500 km）を1時間で結ぶ目標を掲げ、レールとの摩擦がない超伝導による浮上に目をつけた[397]。
- 1973年（昭和48年）11月15日：全国新幹線鉄道整備法に基づく建設を開始すべき新幹線鉄道の路線を定める基本計画に決定[398]。
- 1974年（昭和49年）4月：運輸大臣（当時）が国鉄に甲府市付近 - 名古屋市付近間における山岳トンネル部の地形・地質調査等をするように指示。
- 1987年（昭和62年）12月：運輸大臣（当時）が日本鉄道建設公団に甲府市付近 - 名古屋市付近間における山岳トンネル部の地形・地質調査等をするように指示。
- 1990年（平成2年）
  - 2月：運輸大臣（当時）が日本鉄道建設公団とJR東海に全区間の地形・地質等調査をするように指示。
  - 11月：山梨リニア実験線の建設に着手。
- 1997年（平成9年）
  - 3月：山梨リニア実験線の先行区間18.4 kmが完成し[399]、4月3日に走行試験を開始[400]。
  - 12月24日：山梨リニア実験線において550 km/hを達成（無人での試験走行）[400]。
- 2003年（平成15年）12月2日：山梨リニア実験線において581 km/hを達成（有人での試験走行）[401]。翌年に世界最高速度としてギネス認定。
- 2008年（平成20年）：地質調査報告を受けて、JR東海は直線ルート（Cルート）で建設する方針を固める。
- 2009年（平成21年）：調査報告書を国土交通大臣に提出[402]。
- 2010年（平成22年）5月：国土交通省の計画聴取に対し、東京・大阪間の普通車指定席の料金を「のぞみ」より1,000円増額の15,050円との想定を示した。ただし、開業直前のほかの新幹線料金や経済状況により変わり得るとした[403][404]。
- 2011年（平成23年）
  - 5月12日：交通政策審議会鉄道部会中央新幹線小委員会が12日、「中央新幹線の建設主体・営業主体はJR東海が適当」とする答申を大畠章宏国土交通大臣に提出した後、国交省鉄道局が答申内容をJR東海に伝える。
  - 5月16日：国土交通省は全国新幹線鉄道整備法第6条第4項および第5項に基づき、中央新幹線の営業主体および建設主体の指名に関する協議をJR東海に対して行う[405]。
  - 5月20日：国土交通省は全国新幹線鉄道整備法第6条第1項に基づき、中央新幹線の建設主体および営業主体として、JR東海を指名[12]。
  - 5月23日：国土交通省は中央新幹線の整備計画について、営業主体および建設主体であるJR東海に対し、全国新幹線鉄道整備法第7条第2項の規定に基づき協議[406]。
  - 5月26日：国土交通省は全国新幹線鉄道整備法第7条第1項に基づき、中央新幹線の整備計画を決定[8]。区間は東京都・大阪市、走行方式は超電導磁気浮上方式、最高設計速度は505 km/h、概算建設額は9兆0300億円（車両費を含み、利子を含まない）、主要な経過地は甲府市附近、赤石山脈（南アルプス）中南部、名古屋市附近、奈良市附近。「赤石山脈中南部」の表現によって「南アルプスルート」を採ることを明確にした。
  - 5月27日：国土交通省は全国新幹線鉄道整備法第8条に基づき、JR東海に対して中央新幹線の建設を行うことを指示[13]。
  - 7月1日：JR東海は「中央新幹線推進本部」を新設し、その下に環境アセスメントを担う「中央新幹線建設部」を設置[407]。
  - 9月27日：環境影響評価法に基づく「環境影響評価方法書」の縦覧の開始と意見の募集（11月10日まで）。
- 2013年（平成25年）
  - 8月29日：山梨リニア実験線の全区間42.8 kmが完成し、営業用車両L0系による試験を開始。
  - 9月18日：中央新幹線のルートと中間駅が発表される[97]。
  - 9月20日：環境影響評価法に基づく「環境影響評価準備書」の縦覧の開始と意見の募集（11月5日まで）。
- 2014年（平成26年）
  - 10月17日：国土交通省が東京・品川駅 - 名古屋駅間の工事実施計画・着工を認可[397]。
  - 12月17日：東京・品川駅 - 名古屋駅間起工式[15][16][17]。
- 2015年（平成27年）
  - 4月16日：「山梨リニア実験線 長距離走行試験」において、1日当たりの走行3904 kmと4064 kmの2日間で行い、有人走行最高速度590 km/hを記録した。7両編成で技術者29人が乗車していた[408][409]。
  - 4月21日：「山梨リニア実験線 高速域走行試験」において、有人走行最高速度603 km/h、600 km/h以上の走行時間10.8秒を記録した[410][411]。6月25日にこの速度記録がギネス世界記録に認定[412][413]。
- 2016年（平成28年）
  - 1月27日：東京・品川駅建設起工式[414][415]。
  - 5月20日：沿線各地の市民団体が「リニア新幹線沿線住民ネットワーク」として結託し、採算面・安全性・環境面に問題があるとしてリニア着工認可の取り消しを求めて東京地方裁判所に提訴する[183][184]。
- 2017年（平成29年）
  - 8月：試験車両を製造した三菱重工業が、業績不振によりL0系の量産車両の開発・製造から撤退すると報道される[37][38]。
  - 12月：工事の入札で不正が行われたとして、工事を請け負うゼネコンの一社である大林組が、東京地方検察庁特別捜査部から偽計業務妨害容疑で捜索を受けていたと報道される[416]。同月25日にはJR東海でも報道を踏まえ、工事契約手続きの際に独占禁止法等に違反しないよう競争参加者に誓約書の提出を義務付けると発表[417]。
- 2018年（平成30年）
  - 3月2日
    - 電力設備・信号通信設備の電気設備を中心とする品川 - 名古屋間の工事実施計画（その2）が国土交通大臣に認可[418][419]。
    - 工事を請け負っていた大成建設の元常務執行役員と鹿島建設の担当部長が独占禁止法違反容疑で東京地検特捜部に逮捕された。その後3月23日に、公正取引委員会の刑事告発を受け法人としての大成・鹿島・大林・清水のスーパーゼネコン4社と、大成の元常務と鹿島の部長が起訴された[420][421]。

  - 10月17日：JR東海が申請していた首都圏事業区間（東京都・神奈川県）33.3キロメートルおよび中部圏事業区域（愛知県）17.0キロメートルの大深度地下の使用が認可される[422]。
  - 11月9日：談合事件で大林組・清水建設は控訴せず有罪判決が確定。2019年（平成31年）4月8日まで5か月の工事参加資格のない指名停止となった[423][424]。
- 2019年（平成31年／令和元年）
  - 2月14日：大成建設・鹿島建設に対する談合事件の初公判が開始され、被告2社はJR東海の差配で行われたとして無罪を主張[425][426]。
  - 4月8日：中央アルプストンネル（山口）非常口トンネルの土砂崩落事故発生[427][428]。
  - 11月22日：中間駅では初の起工式を神奈川県駅（仮称）で実施[429]。
- 2021年（令和3年）
  - 3月1日：東京地裁は、談合事件で大成組・鹿島建設とその担当者各1名にそれぞれ有罪判決[389]。
  - 10月27日：岐阜県中津川市に建設中の瀬戸トンネルで崩落事故発生。1人死亡、1人けが[430]。

- 2022年（令和4年）

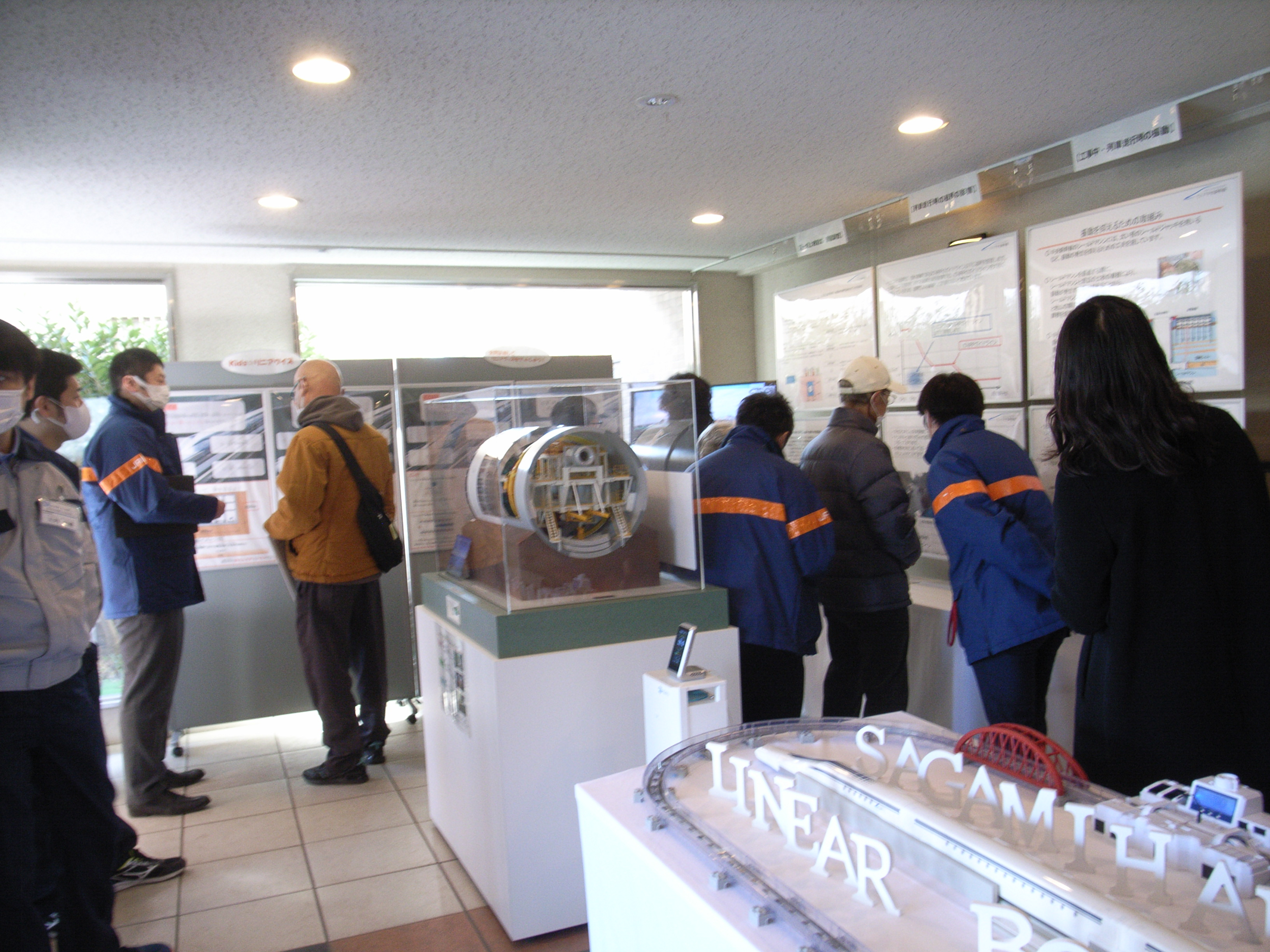
さがみはらリニアブース

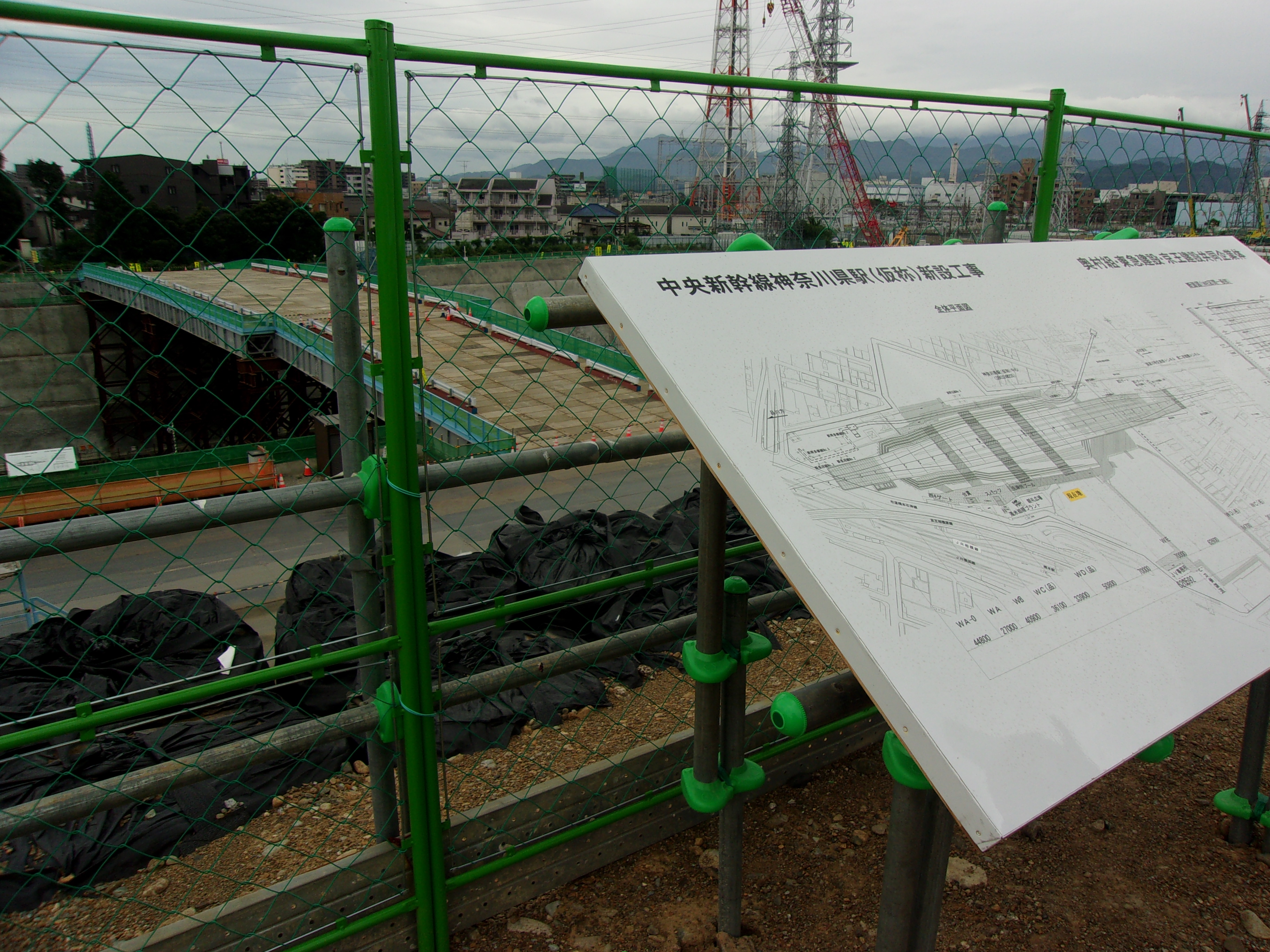
さがみはらリニアひろば

  - 1月30日：トンネル掘削工事について沿線住民に理解を深めてもらうための展示解説施設「さがみはらリニアブース」を、神奈川県駅（仮称）が設置される相模原市の橋本駅近郊に開設[431]。
- 2023年（令和5年）
  - 6月17日：神奈川県駅（仮称）の工事の様子を見学できる「さがみはらリニアひろば」を開設。建設発生土を積み上げた高台から、駅建設のための立坑開削部を見下ろせる[432]。
  - 12月5日：奈良県で環境影響評価（アセスメント）に着手[433]。
  - 12月6日：三重県で環境影響評価（アセスメント）に着手[433]。
- 2024年（令和6年）
  - 3月25日：地下駅となる神奈川県駅（仮称）の地上部分にイノベーション創出促進拠点「FUN＋TECH LABO」を相模原市と共同でJR東海が開設。周辺は橋本駅都市再生緊急整備地域の最重点地区で、リニア開業後の駅を中心とした都市計画の最初の中核施設として建てられた[434]。なお、建屋建築部材の一部には東海道新幹線N700系車両の廃車リサイクル素材を使用している[435]。
  - 3月29日：JR東海の丹羽俊介社長が、静岡工区でトンネル工事に着手できず、「静岡工区が品川〜名古屋間開業の遅れに直結している」などとして、目標としていた2027年の開業を断念する考えを示す[359][21][22]。
  - 4月4日：JR東海などは2027年度以降にはなるが、改めて2031年度までに未着工区間を完成させる見通しだと公表[436]。また、長野県と山梨県の工区についても、工事が遅れており、2027年までに工事が間に合わないことを明らかにしたが[437][438]、着工を認めていなかった川勝平太静岡県知事が不適切発言を行ったことによる辞意表明とは無関係とする[439]。
  - 5月14日：JR東海はトンネル掘削工事を行っている岐阜県瑞浪市において、14か所の井戸やため池の水位低下や、枯渇する現象を確認したことを明らかにした。同社はトンネル掘削が影響した可能性があるとして、工事を一時中断し、ボーリング調査を行うことを同月16日に発表した[251][252][253]。
  - 11月7日：JR東海は、地下40メートル以上の大深度地下を掘るリニア中央新幹線のトンネル掘削工事現場近くで、東京都町田市の民家の庭から10月に水と気泡が湧き出たと明らかにした。トンネルの掘削機は土を掘りやすくするため、界面活性剤を含む気泡剤を放出している。庭から採取した水からは飲料基準未満の界面活性剤が検出されており、JR東海は因果関係を調べるため、付近の工事を中断した[440]。同じく大深度地下を掘るトンネルの工事が原因とみられている2020年10月18日東京都調布市の道路陥没事故[441]が発生する前にも類似な兆候が見られたため、住民の間に不安が広がる[440]。
  - 12月24日：JR東海は、東京都町田市の住宅の庭で水と気泡が湧き出ているのが確認されたことについて、リニア中央新幹線の工事との関係が認められると発表した。それによると、掘削の断面から表層面までに粘土といった水や空気を遮る層がないことなど現場の地下では通常とは異なる4つの条件が重なっていたということ。この影響で掘削の圧力がやや高くなり、水と気泡の発生につながったとみられるとしている[442]。

### 今後の予定
- 2035年（令和17年）以降：東京・品川駅 - 名古屋駅間開業予定[1]。
- 2037年（令和19年） - 2045年（令和27年）：名古屋駅 - 大阪市内（新大阪駅の予定）間開業予定[23]。

## 支線構想

### 関空・奈良直結リニア新支線構想
奈良市附近に設置が予定される本線新駅と関西国際空港（関空）を20-30分程度で単線・常電導リニア新幹線を敷設し結ぶ構想で、設置駅は、奈良県大和高田市・御所市・五條市、和歌山県橋本市、終点の大阪府・関西空港が想定されており、将来的に京都府京田辺市付近で北陸新幹線にも接続したいとしている。なおこの計画は実現したとしても本線の大阪までの開通後の2037年（令和19年）以降であると想定される。
2010年代に好調だったインバウンド需要を受け、その玄関口となっている関空から、外国人観光客を奈良県内に直接誘導して観光振興につなげる狙いがある。
荒井正吾奈良県知事が2019年（平成31年）4月の奈良県知事選挙において関空・奈良直結リニア新支線構想を公約として掲げ当選した。また奈良県は2019年（令和元年）6月13日に発表した一般会計6月補正予算案に調査・検討費用とし2500万円を計上した。荒井知事は「難しいチャレンジだが、需要や工事費を検討し実現可能性を探っていきたい」「リニア中央新幹線が品川 - 新大阪間で全線開通すると、関空からの結節点でもある新大阪への集中が過剰になる」「結節点を分散させるリダンダンシー（多重化）や交通の多軸構想の観点からも意味がある」と主張している。
この計画に関して、名古屋以西のルート選定に関する駆け引きの一つで、京都・新大阪を経由で関西空港に至るべきだという京都府の運動への対抗意識だとするものや、奈良県内を縦断する構想を発表することで、奈良県内各所で新駅設置位置の招致が相次いでいることに対する融和策だとするなどの指摘もある。